# 国民宿舎

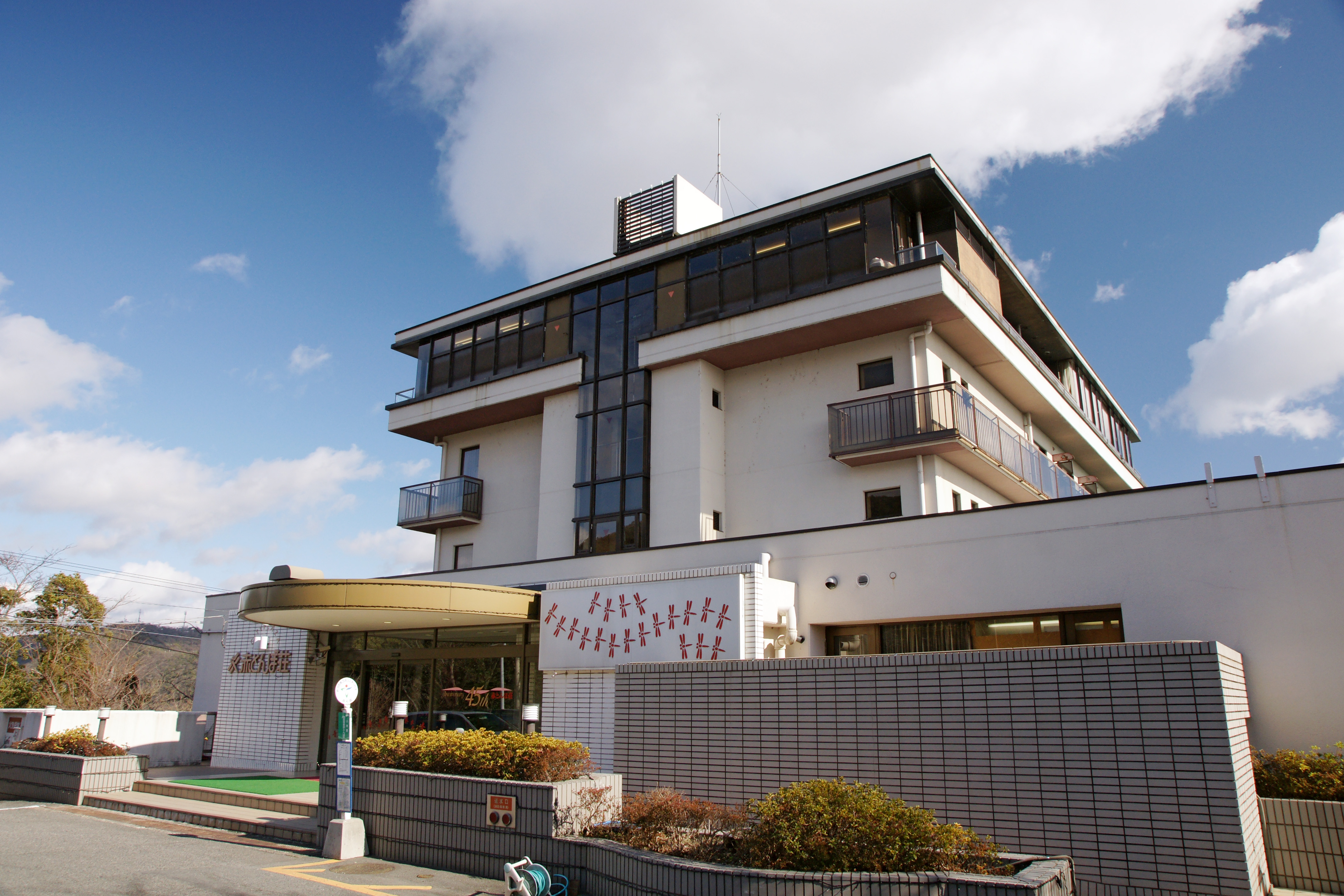
公営の国民宿舎 赤とんぼ荘（兵庫県たつの市）

国民宿舎（こくみんしゅくしゃ）とは、自然公園や国民保養温泉地等の自然環境に優れた休養地に建てられた宿泊施設ないし休憩施設である。日本国民の健全なレクリエーションと健康の増進を図り、国民の誰もが低廉でしかも快適に利用できることを目的として1956年（昭和31年）に制度化された。この制度は1963年（昭和38年）に厚生事務次官より通達された公営国民宿舎制度の基本を定めた設置運営要綱（民営国民宿舎においてもこの要綱を準用された。）、1993年（平成5年）に環境事務次官より通達された国民宿舎の設置運営要綱に基づき、運用され、今日に至っている。

## 概要
国民宿舎には地方公共団体が設置、運営（一部は外部委託。）する公営のものと、『一般社団法人国民宿舎協会』が国民宿舎として適当な一般旅館や宿坊、山小屋等を指定する民営のものがある。1958年（昭和33年）7月に『財団法人国立公園協会』が『国民宿舎指定要綱』を定め、1959年（昭和34年）2月に37か所を国民宿舎として指定し、スタートした。
かつては、公営の宿舎については財政投融資計画にもとづく厚生年金保険積立金還元融資及び国民年金特別融資をもちいた特別地方債の起債により建設、運営が行われたもの、民営の宿舎については中小企業金融公庫から増改築の資金が融資され建設、運営が行われてきたものがあったが、現在はいずれの融資制度も終了している。1960年（昭和35年）代の設計基準では、利用者1人あたり面積12-15㎡、客室、パブリックスペース（ロビーや浴室など）、サービススペース（厨房や事務室など）の面積比率を40:45:15を標準とすること、トイレは水洗式とすることなどが決められ、利用標準額は1人1泊2食付きで1100円とされており、日本の宿泊施設のサービスの水準を底上げすることに寄与した。
公営国民宿舎は1979年（昭和54年）度まで増加し続けてきたが（この年度から1981年（昭和56年）度まで維持した345か所が設置数のピーク。）、その後は利用者の減少、施設の老朽化や陳腐化、行政改革等により廃止される施設も出てきたことにより減り続けている。民営国民宿舎も1979年（昭和54年）度と1981年（昭和56年）度から1983年（昭和58年）度までの161か所をピークに減り続けている。
国民宿舎に関係する団体として先述の『一般社団法人国民宿舎協会』の他に『民営国民宿舎協議会』がある。『一般社団法人国民宿舎協会』は1960年（昭和35年）12月に設立された『全国国民宿舎運営協議会』を発展的に解消する形で1968年（昭和43年）3月26日付で設立したもの（当時の団体名は『社団法人国民宿舎協会』。）、『民営国民宿舎協議会』は1967年（昭和42年）4月1日付で設立したもの（当時の団体名は『全国民営国民宿舎連絡協議会』。）である。

## 国民宿舎一覧（休業中を除く）
施設名称には『国民宿舎』の文字を除いて表出する。2025年（令和7年）7月2日時点で国民宿舎として運営されている施設を抜粋。
- ホテル楠（北海道標津郡標津町南8条西1丁目4番1号）

『国民宿舎ホテル楠』は『有限会社ホテル楠』経営の施設を1983年（昭和58年）に国民宿舎として指定したもの。1974年（昭和49年）築造。1981年（昭和56年）6月と1989年（平成元年）6月に改築。現在は旅館と兼営する形で『民営国民宿舎協議会』に入会中。
- 氷雪荘（北海道稚内市中央1丁目6番13号）◎

『国民宿舎氷雪荘』は1985年（昭和60年）に開業した民営の施設を国民宿舎として指定したもの。1986年（昭和61年）5月改築。現在の施設は北海道稚内市宝来2丁目2番19号より建て替え移転した後のもの。『民営国民宿舎協議会』に入会中。
- 葛城高原ロッジ（奈良県御所市大字櫛羅字登尾2569番地）

『国民宿舎葛城高原ロッジ』は御所市営の施設として『御所市国民宿舎葛城高原ロッジ設置条例』に基づいて設置されたもの（条例は2023年（令和5年）6月に御所市定例議会にて議決廃止されている。）。1967年（昭和42年）11月築造。1985年（昭和60年）6月増改築。『一般社団法人国民宿舎協会』に入会中。

## 営業を終えたり事業譲渡された国民宿舎一覧

### 北海道
- 阿寒ビューホテル（北海道釧路市阿寒町阿寒湖温泉4丁目1番7号）

『国民宿舎阿寒ビューホテル』は1982年（昭和57年）7月に開業した『株式会社阿寒レジャーランド』経営の施設を国民宿舎として指定したもの。現在は閉業。国民宿舎閉業後も宿泊施設『阿寒ビューホテル』の名で営業を継続していたが、2008年（平成20年）10月20日にこちらも閉業となった。建物は解体済み。跡地は駐車場と空き地となっている。
- あしべつ（北海道芦別市旭町油谷1番地）

『国民宿舎あしべつ』は芦別市営の施設として『芦別市健民センター条例』に基づいて設置されたもの。条例上の施設名称は『国民宿舎「あしべつ」』。宿泊施設『芦別温泉スターライトホテル』を併設する。1979年（昭和54年）11月築造。現在は国民宿舎としての営業を行っておらず、加入していた『一般社団法人国民宿舎協会』からも2024年（令和6年）3月31日付で退会している。
- あわび山荘（北海道久遠郡せたな町大成区貝取澗388番地）

『国民宿舎あわび山荘』はせたな町営の施設として『せたな町国民宿舎条例』に基づいて設置されたもの（条例そのものは『せたな町貝取澗公営温泉浴場条例』の施行により2019年（令和元年）に廃止されている。）。条例上の施設名称は『国民宿舎「あわび山荘」』。指定管理者制度を導入しており、宿泊営業終了時は『一般財団法人貝取澗温泉公社』が運営していた。1978年（昭和53年）10月開業。2019年（令和元年）10月20日を以って宿泊営業を終了し、以後は日帰り入浴施設として営業を継続したが、同年11月21日より『株式会社大成温泉公社』の経営する宿泊施設『あわび山荘』の名で営業を再開している。現在は『一般社団法人国民宿舎協会』『民営国民宿舎協議会』の何れにも入会していない。入浴施設『大成国民温泉保養センター』を併設する。
- 恵山荘（北海道函館市恵山岬町77番地）

『国民宿舎恵山荘』は旧椴法華村営の施設として設置されたもの。1966年（昭和41年）1月築造。1986年（昭和61年）3月に増改築した後、1997年（平成9年）8月に閉業。建物は解体済み。跡地には宿泊施設『ホテル恵風』が建てられている。『ホテル恵風』は同年10月1日の開業時からは『椴法華村振興公社』『株式会社函館市椴法華振興公社』が旧椴法華村より委託を受けて、2006年（平成18年）4月からは指定管理者として運営を担っていたが、営業不振により2016年（平成28年）からは『株式会社椴法華振興開発』が運営を引き継いでいる。
- おろふれ山荘（北海道伊達市大滝区北湯沢温泉町）

『国民宿舎おろふれ山荘』は民営の施設を1960年（昭和35年）4月に国民宿舎として指定したもの。ユースホステルとの兼営時期あり。現在は閉業。
- オロフレ荘（北海道登別市カルルス町7番地）

『国民宿舎オロフレ荘』は『有限会社カルルス温泉』経営の施設を国民宿舎として指定したもの。全国13番目の国民宿舎として、また旧登別町営の施設として1959年（昭和34年）10月1日に開業。登別市による運営となった後、1991年（平成3年）5月に改築。1992年（平成4年）4月からは『有限会社カルルス温泉』が運営を引き継ぎ、2007年（平成19年）に施設をリニューアルした。現在も宿泊施設『湯元オロフレ荘』の名で営業を継続中ではあるが、『一般社団法人国民宿舎協会』『民営国民宿舎協議会』には入会していない。
- カミホロ荘（北海道空知郡上富良野町国有無番地）

『国民宿舎カミホロ荘』は上富良野町営の施設として『上富良野町立国民宿舎条例』に基づいて設置されたもの。1965年（昭和40年）10月開業。1984年（昭和59年）3月には第三セクター『株式会社十勝岳観光開発公社』に委託を開始した。1991年（平成3年）5月の改築後、1994年（平成6年）3月、民活導入を目的に『上富良野町立国民宿舎条例を廃止する条例』が施行され、『株式会社アラタ工業』に施設を売却、同社の関連会社『株式会社カミホロ荘』の運営となった。その後、2019年（令和元年）9月2日に別会社へ事業を譲渡された。1999年（平成11年）に火事で建物が焼失したため、2000年（平成12年）11月に改築リニューアルオープンしている。現在も営業を継続中ではあるが、『一般社団法人国民宿舎協会』『民営国民宿舎協議会』には入会していない。
- 北オホーツク荘（北海道枝幸郡浜頓別町クッチャロ湖畔17）

『国民宿舎北オホーツク荘』は浜頓別町営の施設として設置したもの。1973年（昭和48年）10月築造。現在は閉業。『財団法人観光公社北オホーツクランド』（現名称『一般財団法人観光公社北オホーツクランド』。）が運営していた。建物は解体済み。
- 北国荘（北海道利尻郡利尻富士町鴛泊）

『国民宿舎北国荘』は民営の施設を国民宿舎として指定したもの。現在は閉業。
- 光風苑（北海道川上郡弟子屈町高栄3丁目4番1号）

『国民宿舎光風苑』は民営の施設を国民宿舎として指定したもの。1969年（昭和44年）に開業し、1989年（平成元年）5月の改築を経て、2004年（平成16年）3月を以って閉業した。宿泊施設『摩周国際ホテル』を併設していた。指定時の所在地表記は北海道川上郡弟子屈町鐺別151。旧称『国民宿舎光風荘』。
- 湖畔の宿にぶしの里（北海道川上郡弟子屈町字サワンチサップ6番地4）

『国民宿舎湖畔の宿にぶしの里』は1976年（昭和51年）開業の民営の施設『温泉民宿にぶしの里』を2006年（平成18年）9月1日付で国民宿舎として指定したもの。現在は閉業。
- サロマ湖華苑（北海道常呂郡佐呂間町字富武士812番地）

『国民宿舎サロマ湖華苑』は民営の施設を国民宿舎として指定したもの。1976年（昭和51年）5月1日に『佐呂間湖観光開発公社』『サロマ湖観光開発公社』の運営により開業。1988年（昭和63年）4月に『北海道振興株式会社』が施設と土地を買収し、増改築後の同年12月に宿泊施設『サロマ湖温泉ホテル緑館』の名称にて再開業した（オープンの時点で国民宿舎としての営業は終了。）。『サロマ湖温泉ホテル緑館』はその後、『ルートイングループ』に売却され、現在は『ホテルルートイン グランティアサロマ湖』（旧称『ルートイングループ サロマ湖温泉ホテル緑館』。）の名称にて再々開業していたが、2015年（平成27年）10月12日付で休業となった。旧称『国民宿舎さろま湖華苑』。
- 昭和新山観光館（北海道有珠郡壮瞥町字壮瞥温泉103番地15）

『国民宿舎昭和新山観光館』は民営の施設を国民宿舎として指定したもの。ユースホステルとの兼営時期あり。現在、国民宿舎としては閉業している。閉業後、建物は解体され、温泉旅館に建て替えられた。
- 新嵐山荘（北海道河西郡芽室町中美生2線42番地5）◎

『国民宿舎新嵐山荘』は芽室町の施設として『芽室町国民宿舎等の設置及び管理運営に関する条例』に基づいて設置されたもの。1975年（昭和50年）10月築造。2002年（平成14年）改築。2006年（平成18年）4月より第三セクター『めむろ新嵐山株式会社』が指定管理者として運営していたが、同社の事業停止に伴い、2023年（令和5年）10月10日より休業中となっている（同社は釧路地方裁判所帯広支部に自己破産を申請し、同年同月17日に破産手続き開始の決定を受けた。）。『一般社団法人国民宿舎協会』に入会中。
- 翠明荘（北海道紋別郡遠軽町丸瀬布上武利172番地）

『国民宿舎翠明荘』は旧丸瀬布町営の施設を1975年（昭和50年）に国民宿舎として指定したもの。1961年（昭和36年）に『丸瀬布温泉翠明荘』の名で開業。施設の老朽化に伴って2000年（平成12年）3月に閉業した。建物は建て替えられ、2001年（平成13年）4月に『株式会社マウレ山荘』（現名称『株式会社碧雲堂ホテル＆リゾート』。）の経営により『丸瀬布温泉 マウレ山荘』が開業している。開業時の所在地表記は北海道紋別郡丸瀬布町字ムリー原野727。
- 洞爺観光館（北海道有珠郡壮瞥町字壮瞥温泉83番地）

『国民宿舎洞爺観光館』は『昭和新山観光館株式会社』経営の施設を1960年（昭和35年）4月に国民宿舎として指定したもの。ユースホステルとの兼営時期あり。ユースホステル閉業後に建物は解体され、現在は温泉旅館に建て替えられている。旧称『国民宿舎観光館』。
- 洞爺パークホテル天翔（北海道虻田郡洞爺湖町洞爺湖温泉38番地）

『国民宿舎洞爺パークホテル天翔』は1970年（昭和45年）4月に開業した『カラカミ観光株式会社』（現名称『Karakami HOTELS&RESORTS株式会社』。）経営の施設を国民宿舎として指定したもの。現在は閉業。国民宿舎閉業後も宿泊施設『洞爺パークホテル天翔』として営業を継続していたが、2011年（平成23年）5月1日より休業した後、2012年（平成24年）2月29日に『野口観光株式会社』へ施設は譲渡された。同年10月に名称を『ザ レイクビューTOYA 乃の風リゾート』に改め、リニューアルオープンした。現在も同名の宿泊施設にて営業を継続中ではあるが、『一般社団法人国民宿舎協会』『民営国民宿舎協議会』には入会していない。
- ときわ荘（北海道登別市登別温泉町96番地）

『国民宿舎ときわ荘』は『北海道立登別労働者保養所条例』に基づき設置された施設を国民宿舎として指定したもの。個人の所有する施設『ときわ荘』を北海道が買収し、1949年（昭和24年）10月1日に開業した『北海道立登別労働者保養所』（国民宿舎開業時は『財団法人労働福祉共済会』が運営。）との兼営。全国7番目の国民宿舎として1959年（昭和34年）1月に開業。1968年（昭和43年）3月閉業（閉業後には『北海道立登別労働者保養所条例を廃止する条例』が制定された。）。国民宿舎閉業後も宿泊施設『登別ときわ荘』として営業を継続していたが、こちらも2002年（平成14年）に閉業した。建物は解体済み。跡地は空き地となっている。
- 中山荘（北海道虻田郡喜茂別町字川上）

『国民宿舎中山荘』は喜茂別町営の施設として設置されたもの。『中山峠健民センター』の一施設として1965年（昭和40年）6月に開業した。現在は閉業。閉業後、建物は解体された。跡地は空き地となっている。
- 新見温泉旅館（北海道磯谷郡蘭越町字新見5番地）

『国民宿舎新見温泉旅館』は民営の施設を1960年（昭和35年）4月に国民宿舎として指定したもの。『新見温泉新館』の名で1954年（昭和29年）に築造。国民宿舎閉業後も宿泊施設『新見温泉ホテル』の名で営業を継続していたが、2016年（平成28年）3月31日を以って閉業した。同年10月に札幌市内でオフィスビルの賃貸業を営む『敷島屋』が施設を取得したことが明らかになった後、2017年（平成29年）1月7日に外国人旅行者のツアーを扱う『クールスター』が運営者となって宿泊施設『新見本館』の名で営業を再開していたが、同年7月1日より建物老朽化のため再度休業を余儀なくされた。放置された建物は2018年（平成30年）頃に一部が倒壊し、2020年（令和2年）頃になって解体された。跡地は空き地となっている。旧称『国民宿舎新見温泉ホテル』。
- 新見本館（北海道磯谷郡蘭越町字新見1番地）

『国民宿舎新見本館』は1910年（明治43年）に開業した民営の施設を1963年（昭和38年）9月9日に国民宿舎として指定したもの。2016年（平成28年）3月26日を以って閉業した。放置された建物は2018年（平成30年）頃に一部が倒壊し、2020年（令和2年）までに解体された。跡地は空き地となっている。
- 東大雪荘（北海道上川郡新得町字屈足国有林新得事業区182林班）

『国民宿舎東大雪荘』は新得町営の施設として『国民宿舎東大雪荘設置条例』『国民宿舎東大雪荘設置及び管理条例』に基づいて設置されたもの。条例上の所在地表記は北海道上川郡新得町国有林（東大雪）1182ロ林小班内。1964年（昭和39年）11月築造、1965年（昭和40年）1月開業。1993年（平成5年）12月と2000年（平成12年）11月と2008年（平成20年）に改築。現在は『株式会社新得観光振興公社』が指定管理者として運営。2021年（令和3年）4月1日付で名称を『トムラウシ温泉 東大雪荘』に変更。現在も同名の宿泊施設にて営業を継続中ではあるが、『一般社団法人国民宿舎協会』『民営国民宿舎協議会』には入会していない。
- ひかり荘（北海道礼文郡礼文町大字香深村字トンナイ36番地）

『国民宿舎ひかり荘』は民営の施設を国民宿舎として指定したもの。現在は閉業。建物は解体済み。跡地には社員寮が建てられている。旧称『国民宿舎ひかり荘三井旅館』。
- ぴっぷマウントシティ（北海道上川郡比布町北7線17号）

『国民宿舎ぴっぷマウントシティ』は民営の施設を国民宿舎として指定したもの。1967年（昭和42年）に『北嶺ヘルスセンター』の名で開業した後、1989年（平成元年）11月に改築し、施設名を『マウントシティ』に改称している。新型コロナウィルス感染者拡大により現在は休業中。『一般社団法人国民宿舎協会』『民営国民宿舎協議会』の何れにも入会していない。
- ひらたない荘（北海道二海郡八雲町熊石平町329番地）

『国民宿舎ひらたない荘』は八雲町営の施設として設置されたもの。旧熊石町の施設として1972年（昭和47年）8月開業。2008年（平成20年）10月閉業。施設は民間会社に売却された後、現在は宿泊施設『温泉ホテル八雲遊楽亭 ひらたない荘』の名で営業を継続中。旧称『熊石町立国民宿舎ひらたない荘』。
- 富士観光ホテル（北海道磯谷郡蘭越町字湯里376番地）

『国民宿舎富士観光ホテル』は民営の施設を1961年（昭和36年）4月1日付で国民宿舎として指定したもの。旧館を国民宿舎として使用していた。現在は閉業。国民宿舎として使用していた建物は解体済み。跡地は空き地となっている。旧称『国民宿舎ふじや旅館』『国民宿舎富士屋観光ホテル』『国民宿舎富士屋旅館』。
- ホテル岩井（北海道登別市カルルス町10番地）

『国民宿舎ホテル岩井』は1899年（明治32年）に開業した民営の施設を1960年（昭和35年）4月に国民宿舎として指定したもの。現在は閉業。建物は解体済み。跡地には『株式会社ホテル岩井』の社員寮が建てられている。旧称『国民宿舎岩井旅館』『国民宿舎旅館岩井』。
- ホテル川湯パーク（北海道川上郡弟子屈町字川湯温泉2丁目3番25号）

『国民宿舎ホテル川湯パーク』は『有限会社ホテル川湯パーク』経営の施設を国民宿舎として指定したもの。1971年（昭和46年）6月築造。2019年（令和元年）9月23日を以って閉業した。建物は解体済み。旧称『国民宿舎川湯パーク』。
- ホテル十勝川（北海道河東郡音更町十勝川温泉南16丁目2番地）

『国民宿舎ホテル十勝川』は1991年（平成3年）9月に開業した『十勝川ゴールデン観光株式会社』経営の施設を国民宿舎として指定したもの。閉業時の建物は1991年（平成3年）8月に築造。宿泊施設『ホテル十勝川』との兼営。他社との競争激化や施設の老朽化により売り上げが落ち込み業績が悪化したことに加え、新型コロナウイルス感染症拡大による影響を受けたことにより2021年（令和3年）1月10日より休業し、2021年（令和3年）2月に閉業した。閉業時まで『民営国民宿舎協議会』に入会していた。『十勝川ゴールデン観光株式会社』は1970年（昭和45年）に開業した民宿を1977年（昭和52年）に法人化したもので2021年（令和3年）3月10日に釧路地方裁判所帯広支部へ自己破産申請、15日付で破産手続き開始の決定を受けている。閉業後は土地と建物を取得した『株式会社タスクMホールディングス』が建物を解体し、跡地に宿泊施設『十勝川モール温泉清寂房』が2022年（令和4年）8月30日に開業している。
- ホテルノーザンロッジ（北海道上川郡上川町字層雲峡）

『国民宿舎ホテルノーザンロッジ』は民営の施設を国民宿舎として指定したもの。1998年（平成10年）8月築造。現在は閉業。建物は現存。
- ホロカ温泉（北海道河東郡上士幌町字幌加無番地）

『国民宿舎ホロカ温泉』は民営の施設を1961年（昭和36年）4月1日付で国民宿舎として指定したもの。1956年（昭和31年）に開業し、2011年（平成23年）1月より休業中。ユースホステルとの兼営時期あり。
- 幌内荘（北海道奥尻郡奥尻町字湯浜）

『国民宿舎幌内荘』は民営の施設を1974年（昭和49年）に国民宿舎として指定したもの。1993年（平成5年）7月12日の北海道南西沖地震発生に伴い起きた津波で建物が被災し、そのまま閉業した。建物は2001年（平成13年）に解体済み。跡地は空き地となっている。
- ホロホロ荘（北海道伊達市大滝区北湯沢温泉町34）

『国民宿舎ホロホロ荘』は旧大滝村営の施設として設置されたもの。全国11番目の国民宿舎として1959年（昭和34年）7月1日に開業。1969年（昭和44年）に火災で全焼、後に新宿舎が完成し、1970年（昭和45年）に再開業した。1984年（昭和59年）に『北海道振興株式会社』が施設と土地を買収し、同年9月に宿泊施設『北湯沢グリーンヴィレッジ山荘緑館』の名で営業を開始したが、経営難を理由に1998年（平成10年）9月7日に『野口観光株式会社』に施設は譲渡され、宿泊施設『湯元 ホロホロ山荘』の名で営業を再々開業した。現在は『北湯沢温泉郷 湯元 ホロホロ山荘』に再改称して営業を継続中ではあるが、『一般社団法人国民宿舎協会』『民営国民宿舎協議会』には入会していない。
- 幕別温泉ホテル（北海道中川郡幕別町字依田384番地）

『国民宿舎幕別温泉ホテル』は幕別町の施設として『幕別町国民宿舎等の設置に関する条例』に基づいて設置されたもの。1968年（昭和43年）12月20日に開業、1990年（平成2年）に閉業した。土地は『北海道振興株式会社』に払い下げられ、1991年（平成3年）12月7日に宿泊施設『幕別温泉ホテル緑館』の名で営業を開始した。同社の倒産により施設は2004年（平成16年）7月に『ルートインジャパン株式会社』に買収され、現在は『十勝幕別温泉グランヴィリオホテル』の名で営業を継続中。
- もいわ荘（北海道古宇郡泊村大字興志内村字茂岩223番）

『泊村国民宿舎もいわ荘』は泊村営の施設として『泊村国民宿舎設置条例』に基づいて設置されたもの。1964年（昭和39年）7月開業。1994年（平成6年）10月改築。利用者数の減少により2012年（平成24年）10月より宿泊業務を休業、2015年（平成27年）9月には日帰り温泉営業も停止して閉業となった。建物は2016年（平成28年）までに解体済み。跡地は空き地となっている。
- 紅葉谷温泉旅館（北海道虻田郡ニセコ町字ニセコ393番）

『国民宿舎紅葉谷温泉旅館』は民営の施設を1960年（昭和35年）4月に国民宿舎として指定したもの。宿泊施設『ホテルあしりニセコ』の名で営業を継続していたが、2013年（平成25年）2月を以って閉館した。建物は解体済み。跡地には同年7月に宿泊施設『鶴雅別荘 杢の抄』がオープンしている。旧称『国民宿舎紅葉谷温泉』。
- 山の宿 野中温泉（北海道足寄郡足寄町茂足寄159番地）◎

『国民宿舎山の宿 野中温泉』は民営の施設を1960年（昭和35年）4月に国民宿舎として指定したもの。ユースホステルとの兼営時期あり。1960年（昭和35年）開業。1969年（昭和44年）12月に別館を築造し国民宿舎をこの建物に移転、それまで使用していた建物は本館としてユースホステル専用施設とした。2025年（令和7年）1月23日に発生した火災により建物が全焼し、現在は休業中となっている。『民営国民宿舎協議会』に入会中。旧称『国民宿舎野中温泉』『国民宿舎野中温泉別館』。
- 友愛荘（北海道網走市字大曲34番地）

『国民宿舎友愛荘』は『有限会社友愛荘』経営の施設を1976年（昭和51年）に国民宿舎として指定したもの。ユースホステルとの兼営時期あり。ユースホステル閉業後に建物は建て替えられ、1988年（昭和63年）からは宿泊施設『かに本陣友愛荘』の名で営業を継続していたが、運営会社が2002年（平成14年）12月4日に民事再生法の適用を受けた後、2016年（平成28年）3月31日に釧路地方裁判所網走支部に破産を申請、同日を以って営業を停止し、閉業した。同年7月1日に『ブリーズベイホテル株式会社』が『天都の郷ホテル本陣網走湖』としてリブランドオープンし、現在も営業を継続している。
- 夕映えの宿 桂田（北海道斜里郡斜里町字ウトロ東361番地）

『国民宿舎夕映えの宿 桂田』は『有限会社しれとこ村』経営の施設を国民宿舎として指定したもの。1972年（昭和47年）7月築造。現在は宿泊施設『知床の宿 Kokun Kekun』の名で営業を継続中ではあるが、『一般社団法人国民宿舎協会』『民営国民宿舎協議会』には入会していない。旧称『国民宿舎桂田』。
- 雪秩父（北海道磯谷郡蘭越町字湯里680番地の2）

『町営国民宿舎雪秩父』は蘭越町営の施設として設置されたもの。名称はチセヌプリにスキーに来た秩父宮に由来するもの。1966年（昭和41年）12月築造。1967年（昭和42年）に開業。2014年（平成26年）3月31日に閉業。2015年（平成27年）9月19日に日帰り入浴施設『交流促進センター雪秩父』の名でリニューアルオープンし、現在も営業を継続している。
- 湧駒荘（北海道上川郡東川町勇駒別）

『国民宿舎湧駒荘』は『旭岳温泉株式会社』経営の施設を1960年（昭和35年）4月に国民宿舎として指定したもの。1950年（昭和25年）開業。現在は『株式会社湧駒荘』経営の宿泊施設『湯元湧駒荘』の名で営業を継続中ではあるが、『一般社団法人国民宿舎協会』『民営国民宿舎協議会』には入会していない。旧称『国民宿舎勇駒荘』。
- ユートピア大沼（北海道亀田郡七飯町字東大沼28番地の2）

『国民宿舎ユートピア大沼』は七飯町営の施設として設置されたもの。1969年（昭和44年）7月築造。1984年（昭和59年）10月増改築。1997年（平成9年）3月閉業。青少年センターと兼ねていた。赤字経営からの脱却を目指して青少年研修施設として再発足し、日帰り温泉施設『七飯町青少年センターユートピア大沼』の名で営業を続けたものの、2012年（平成24年）3月31日を以って閉業した。建物は解体済み。跡地は空き地なっている。
- 羅臼の宿 まるみ（北海道目梨郡羅臼町八木浜町24番地）

『国民宿舎羅臼の宿 まるみ』は1945年（昭和20年）に開業した『株式会社まるみ』経営の施設を国民宿舎として指定したもの。2000年（平成12年）4月増築。現在は宿泊施設『リブマックスリゾート知床シーフロント』の名で営業を継続中ではあるが、『一般社団法人国民宿舎協会』『民営国民宿舎協議会』には入会していない。
- りしり（北海道利尻郡利尻町沓形字富士見町90番地）

『国民宿舎りしり』は利尻町営の施設として『利尻町国民宿舎設置条例』に基づいて設置されたもの（条例そのものは『利尻町宿泊施設の設置及び管理に関する条例』の施行により1991年（平成3年）3月31日を以って廃止となっている。）。1973年（昭和48年）開業。現在は国民宿舎としては閉業。1992年（平成4年）の『朝日館』築造と共に『ホテル利尻』としてリニューアルオープンしている。現在は『一般社団法人国民宿舎協会』『民営国民宿舎協議会』の何れにも入会していない。

### 東北
- アソベの森 いわき荘（青森県弘前市大字百沢字寺沢28番地29）◎

『国民宿舎アソベの森 いわき荘』は弘前市の施設として『弘前市国民宿舎「いわき荘」条例』に基づいて設置されたもの。条例上の施設名称は『国民宿舎「いわき荘」』。旧岩木町営の施設として『岩木町国民宿舎設置条例』に基づき、1964年（昭和39年）9月20日に本館が、2000年（平成12年）に新館が開業した。2001年（平成13年）に本館を改築。現在は『一般財団法人岩木振興公社』が指定管理者として運営。『一般社団法人国民宿舎協会』に入会中。旧称『国民宿舎いわき荘』。
- おおわに山荘（青森県南津軽郡大鰐町大字大鰐字出張沢11番地59）

『国民宿舎おおわに山荘』は大鰐町営の施設として設置されたもの。1971年（昭和46年）10月に本館を開業し、1982年（昭和57年）11月に別館を増築した後、2010年（平成22年）3月31日に閉業した。建物は現存。
- 下風呂荘（青森県下北郡風間浦村大字下風呂字下風呂21番地2）

『国民宿舎下風呂荘』は民営の施設を国民宿舎として指定したもの。現在は閉業。国民宿舎閉業後も宿泊施設『下風呂荘』の名で営業を続けたものの、こちらも現在は現在は休業中。
- とわだ（青森県十和田市大字奥瀬字十和田湖畔宇樽部361番地6）

『国民宿舎とわだ』は民営の施設を国民宿舎として指定したもの。旧十和田湖町営の施設として1974年（昭和49年）に開業。その後の民営化を経て、現在は休業中。
- 十和田湖温泉（青森県十和田市大字奥瀬字十和田16番地）

『国民宿舎十和田湖温泉』は『株式会社国民宿舎十和田湖』経営の施設を国民宿舎として指定したもの。『国民宿舎憩の家十和田湖』の名で1973年（昭和48年）8月築造。経営者が替わったことに伴い、2001年（平成13年）4月に施設名を『国民宿舎十和田湖』から『国民宿舎十和田湖温泉』に改称して再開業した。2011年（平成23年）より休業中。建物は解体済み。
- 西十和田荘（青森県黒石市大字袋字富山72番地1）

『国民宿舎西十和田荘』は黒石市営の施設として設置されたもの。全国38番目の国民宿舎として1961年（昭和36年）12月12日に開業した。現在は閉業。跡地には1988年（昭和63年）4月15日に工芸施設『津軽こけし館』が開館した。
- ぬる川（青森県平川市切明津根川森71-2）

『国民宿舎ぬる川』は民営の施設を国民宿舎として指定したもの。現在は閉業。建物は現存するものの、廃墟となっている。
- えぼし荘（岩手県九戸郡野田村大字玉川第2地割62番地28）◎

『国民宿舎 えぼし荘』は野田村営の施設として『野田村国民宿舎設置条例』『野田村国民宿舎条例』に基づいて設置されたもの。1973年（昭和48年）7月14日開業。2000年（平成12年）改築。『一般社団法人国民宿舎協会』に入会中。開業時の所在地表記は岩手県九戸郡野田村大字玉川第2地割62番地1。
- 大槌荘（岩手県上閉伊郡大槌町赤浜3丁目3番1号）

『国民宿舎大槌荘』は1973年（昭和48年）7月11日に開業した『伊豆箱根鉄道株式会社』経営の施設を国民宿舎として指定したもの。1982年（昭和57年）7月31日付で国民宿舎としては閉業した後、8月1日より宿泊施設『大槌ホテル』の名で営業を継続していたが、1997年（平成9年）12月1日より休業した。建物は現存するものの、廃墟となっている。
- 峡雲荘（岩手県八幡平市松尾寄木松川国有林560林班力小班）

『国民宿舎峡雲荘』は旧松尾村営の施設として設置されたもの。全国27番目の国民宿舎として1961年（昭和36年）4月15日（1960年（昭和35年）11月20日とする資料もあり。）に開業。『株式会社峡雲荘』による経営を経て現在も宿泊施設『峡雲荘』の名で営業を継続中ではあるが、『一般社団法人国民宿舎協会』『民営国民宿舎協議会』には入会していない。
- くろさき荘（岩手県下閉伊郡普代村第2地割字下村84番地4）◎

『国民宿舎 くろさき荘』は普代村営の施設として設置されたもの。1961年（昭和36年）6月1日開業。1981年（昭和56年）増築。1992年（平成4年）6月増改築。『一般社団法人国民宿舎協会』に入会中。旧称『国民宿舎黒崎荘』。
- 夏油山荘（岩手県北上市和賀町岩崎新田1地割字畑入山国有林）

『国民宿舎夏油山荘』は『夏油国民保養温泉国民宿舎施設等組合』運営の施設を国民宿舎として指定したもの。1970年（昭和45年）7月開業。1992年（平成4年）より北上市が運営。1995年（平成7年）改築。2013年（平成25年）より休業した後、宿泊施設『元湯夏油』の姉妹館となり営業を再開したが、『一般社団法人国民宿舎協会』『民営国民宿舎協議会』には入会していない。
- 彩雲荘（岩手県八幡平市松尾寄木字北ノ又国有林）

『国民宿舎彩雲荘』は民営の施設を1959年（昭和34年）2月18日付で国民宿舎として指定したもの。現在も宿泊施設『藤七温泉 彩雲荘』の名で営業を継続中ではあるが、『一般社団法人国民宿舎協会』『民営国民宿舎協議会』には入会していない。旧称『国民宿舎藤七温泉』。
- 三王閣（岩手県宮古市田老大字乙部第4地割）

『国民宿舎三王閣』は旧田老町営の施設として設置されたもの。1965年（昭和40年）9月に開業。経営不振が続いたことから累積赤字解消を機として1995年（平成7年）に閉業した。建物は民間企業に無償貸付され、宿泊施設に転用されていたが、2002年（平成14年）1月にこちらも閉業、撤退となった。建物は解体済み。跡地は『田老三王園地』となっている。旧称『国民宿舎白鷗荘』。
- サンホテル衣川荘（岩手県奥州市衣川日向60番地2）

『国民宿舎サンホテル衣川荘』は奥州市営の施設として『奥州市国民宿舎等事業の設置に関する条例』に基づいて設置されたもの。旧衣川村の施設として1971年（昭和46年）7月に築造、9月に開業した。1986年（昭和61年）12月と1995年（平成7年）に改築。老朽化と経営難を理由に2020年（令和2年）9月に市営施設としての営業を終了。2022年（令和4年）7月に公募型プロポーザルで『永森商事株式会社』（現名称『株式会社リベラ・ホテルズ&リゾーツ』。）に譲渡された。2024年（令和6年）3月からは『奥州・平泉温泉旅館『衣紡（いつむ）』にリニューアルされる予定だったが、資材高騰などで工期が長期化し、『奥州・平泉温泉旅館ITSUMU（衣紡（いつむ））』として2025年（令和7年）4月25日にリニューアルオープンすることになった。旧称『国民宿舎衣川荘』。
- 松楓荘（岩手県八幡平市松尾寄木第1地割41）

『国民宿舎松楓荘』は民営の施設を1959年（昭和34年）2月18日付で国民宿舎として指定したもの。現在も宿泊施設『松楓荘』の名で営業を継続中ではあるが、『一般社団法人国民宿舎協会』『民営国民宿舎協議会』には入会していない。旧称『国民宿舎松楓湯』。
- 須川高原温泉（岩手県一関市厳美町字祭畤山国有林46林班ト）

『国民宿舎須川高原温泉』は『須川高原温泉株式会社』経営の施設を1959年（昭和34年）2月18日付で国民宿舎として指定したもの。現在も宿泊施設『須川高原温泉』の名で営業を継続中ではあるが、『一般社団法人国民宿舎協会』『民営国民宿舎協議会』には入会していない。旧称『国民宿舎須川温泉』。
- タブの木荘（岩手県下閉伊郡山田町船越第17地割116番地）

『国民宿舎タブの木荘』は民営の施設を国民宿舎として指定したもの。山田町営の施設として1966年（昭和41年）11月に開業した。現在は閉業。建物は解体済み。跡地には仮設住宅が建てられている。
- ドーミーヴィラ安比高原（岩手県八幡平市安比高原605番地30）

『国民宿舎ドーミーヴィラ安比高原』は1995年（平成7年）に開業した『株式会社共立メンテナンス』経営の施設を国民宿舎として指定したもの。現在は閉業。国民宿舎閉業後は『ドーミー倶楽部安比高原』『ラビスタ安比高原』と改称した後、2020年（令和2年）10月1日より『株式会社女将塾』が運営する『安比高原森のホテル』の名で営業を継続中。開業時の所在地表記は岩手県岩手郡松尾村松尾第1地割605番地30。
- 平泉荘（岩手県西磐井郡平泉町長島字深山95番地416）

『国民宿舎平泉荘』は『束稲産業開発組合』運営の施設を国民宿舎として指定したもの。1969年（昭和44年）12月に築造、8日に開業した。1991年（平成3年）4月増改築。建物の老朽化や温泉施設等での競合施設が増えたこと等を理由に2004年（平成16年）10月30日に閉業した。建物は解体済み。跡地は空き地となっている。
- 蓬莱荘（岩手県八幡平市松尾寄木字北ノ又国有林）

『国民宿舎蓬萊荘』は岩手県の施設として設置されたもの。1971年（昭和46年）に開業し、その後民間に譲渡された後、1998年（平成10年）に営業を停止した。建物は既に解体済み。跡地は空き地となっている。
- 北限閣（岩手県久慈市侍浜町字向町第7地割133番地5）

『国民宿舎北限閣』は久慈市営の施設として設置されたもの。1973年（昭和48年）10月20日に開業。1991年（平成3年）6月増改築。現在は閉業。施設は民間企業が引き継ぎ、増改築後の2008年（平成20年）8月に宿泊施設『侍の湯 きのこ屋』の名でリニューアルオープンしたが、こちらも2021年（令和3年）7月25日に閉業した。建物は現存するものの、廃墟となっている。
- ホテル高与（岩手県和賀郡西和賀町字湯本30地割45番の2）

『国民宿舎ホテル高与』は民営の施設を1967年（昭和42年）9月1日付で国民宿舎として指定したもの。現在は閉業。建物は解体済み。跡地は空き地となっている。旧称『国民宿舎ホテル高輿』。
- 松川荘（岩手県八幡平市松尾寄木松川国有林557林班ハ小班）

『国民宿舎松川荘』は『合資会社松川荘』経営の施設を1961年（昭和36年）4月1日付で国民宿舎として指定したもの。ユースホステルとの兼営時期あり。現在も『松川荘』の名で営業を継続中ではあるが、『一般社団法人国民宿舎協会』『民営国民宿舎協議会』には入会していない。
- 滝峡荘（岩手県岩手郡雫石町大字長山字東葛根田国有林176ホ）

『国民宿舎 滝峡荘』は民営の施設を1959年（昭和34年）2月18日付で国民宿舎として指定したもの。2015年（平成27年）10月22日より休業した後、2022年（令和4年）5月に日帰り入浴施設として改築オープンした。
- あぶくま荘（宮城県伊具郡丸森町字不動50番地5）

『国民宿舎あぶくま荘』は丸森町営の施設として『丸森町国民宿舎条例』に基づいて設置されたもの。1967年（昭和42年）10月23日開業。1991年（平成3年）3月増改築。2002年（平成14年）1月浴場棟増築。現在の施設は宮城県伊具郡丸森町字不動55番地1より建て替え移転した後のもの。2012年（平成24年）4月1日から2021年（令和3年）3月31日までは『一般財団法人丸森町観光物産振興公社』（旧名称『財団法人阿武隈ライン保勝会』。『丸森町観光物産協会』と2014年（平成26年）4月1日付で合併したことにより発足。）が、2021年（令和3年）4月1日以降は『仙台ヘリテージツーリズム株式会社』がそれぞれ指定管理者として運営している。現在も同名の宿泊施設にて営業を継続中ではあるが、『一般社団法人国民宿舎協会』には入会していない。
- 石巻市おしかコバルト荘（宮城県石巻市鮎川浜万治下1番地5）

『国民宿舎石巻市おしかコバルト荘』は石巻市営の施設として設置されたもの。旧牡鹿町営の施設として1971年（昭和46年）7月1日に開業し、老朽化や地震の影響等を理由に2005年（平成17年）11月1日より休業、2006年（平成18年）4月に閉業した。建物は解体済み。跡地は空き地となっている。開業時の所在地表記は宮城県牡鹿郡牡鹿町大字鮎川浜字万治下1番地の3。旧称『国民宿舎コバルト荘』。
- 鬼首ロッジ（宮城県大崎市鳴子温泉鬼首字本宮原23-89）

『国民宿舎鬼首ロッジ』は大崎市営の施設として『大崎市国民宿舎鬼首ロッジ条例』に基づいて設置されたもの（条例自体は2010年（平成22年）6月21日に『大崎市国民宿舎鬼首ロッジ条例を廃止する条例』が議決されたことにより廃止されている。）。旧鳴子町営の施設として1962年（昭和37年）9月10日（15日とする資料あり。）に開業。施設は『栗駒観光開発株式会社』が所有。風による施設損壊のため、休業に入りそのまま閉業した。指定管理者として『株式会社鳴子温泉ブルワリー』が運営していた。開業時の所在地表記は宮城県玉造郡鳴子町大字鬼首字本宮原23-1（資料によって宮城県玉造郡鳴子町大字鬼首字吹上との表記あり。）。
- かどや（宮城県大崎市鳴子温泉字新屋敷111）

『国民宿舎かどや』は民営の施設を1961年（昭和36年）4月1日付で国民宿舎として指定したもの。現在は閉業。旧称『国民宿舎かどや荘』。
- からくわ荘（宮城県気仙沼市唐桑町崎浜4-1）

『気仙沼市国民宿舎からくわ荘』は気仙沼市の施設として設置されたもの。旧唐桑町営の施設として1968年（昭和43年）10月14日に『管理棟』『A棟』を築造、開業した。1972年（昭和47年）に『B棟』、1984年（昭和59年）に『C棟』『ホール』を増築、1993年（平成5年）7月に改築した後、施設の老朽化を理由に2019年（平成31年）4月1日より休業、後に『国民宿舎からくわ荘を廃止する条例』が施行されそのまま閉業した。『財団法人唐桑町観光振興協会』による運営を経た後、2005年（平成17年）4月1日より指定管理者制度を導入したことに伴い、同日から2019年（平成31年）3月31日まで『有限会社SATOH』が指定管理者として運営していた。施設は気仙沼市の予算で解体された。
- コガナリの山小屋（宮城県大崎市鳴子温泉字尿前90番地の2）

『国民宿舎コガナリの山小屋』は民営の施設を国民宿舎として指定したもの。現在は閉業。
- サンレイク釜房（宮城県柴田郡川崎町大字川内字鳥谷山14-1）

『国民宿舎サンレイク釜房』は『財団法人宮城県商工振興福祉協会』『財団法人宮城県商工振興協同組合』運営の施設を国民宿舎として指定したもの。1973年（昭和48年）11月24日に開業した。現在は閉業。建物は解体済み。跡地には工場が建てられている。旧称『国民宿舎釜房憩の家』。
- ホテル滝嶋（宮城県大崎市鳴子温泉字新屋敷28番1）

『国民宿舎ホテル滝嶋』は民営の施設を1961年（昭和36年）4月1日付で国民宿舎として指定したもの。ユースホステルとの兼営時期あり。1982年（昭和57年）12月改築。現在は『一般社団法人国民宿舎協会』『民営国民宿舎協議会』の何れにも入会していない。旧称『国民宿舎滝島旅館』『国民宿舎ホテルたきしま』『国民宿舎ホテル瀧嶋』。
- 村上旅館（宮城県刈田郡蔵王町遠刈田温泉9）

『国民宿舎村上旅館』は民営の施設を1960年（昭和35年）4月に国民宿舎として指定したもの。現在は閉業。
- 秋の宮山荘（秋田県湯沢市秋ノ宮字殿上1番地の1）

『国民宿舎秋の宮山荘』は秋田県営、『財団法人秋田観光開発公社』（現名称『株式会社秋田県物産振興会』。）の施設として設置されたもの。1967年（昭和42年）5月築造。1996年（平成8年）7月の改築後、宿泊施設『スパ＆リゾートホテル秋の宮山荘』の名でリニューアルオープンしたが、『一般社団法人国民宿舎協会』『民営国民宿舎協議会』には入会していない。同年から2015年（平成27年）11月30日を以って休業するまでの期間は第三セクター『株式会社秋の宮山荘』が（同社は2016年（平成28年）6月の株主総会で解散が決議され、10月14日に存続期間満了により解散した。）、2016年（平成28年）4月の運営再開から2022年（令和4年）6月28日を以って再び休業するまでの間は『株式会社グリーンホスピタリティーマネジメント』がそれぞれ指定管理者として運営を担っていた。
- 石倉荘（秋田県山本郡三種町森岳字木戸沢318-4）

『国民宿舎石倉荘』は旧山本町営の施設として設置されたもの。1971年（昭和46年）7月1日に開業。現在は閉業。閉業後は『森岳温泉ヘルスセンター』として再開業したものの、こちらも1995年（平成7年）に閉業した。建物は解体済み。跡地は空き地となっている。
- 男鹿（秋田県男鹿市北浦湯本字中里21番19）

『国民宿舎男鹿』は男鹿市の施設として設置されたもの。1968年（昭和43年）4月に開業し、2016年（平成28年）3月31日を以って閉業した。『男鹿市土地開発公社』（旧称『男鹿市開発公社』。）による運営を経た後、閉業時には『株式会社おが地域振興公社』が指定管理者として運営していた。建物は解体済み。跡地にはサービス付き高齢者向け住宅が建てられている。
- 観月荘（秋田県由利本荘市西小人町23-1）

『国民宿舎観月荘』は旧本庄市の施設として設置されたもの。全国37番目の国民宿舎として1961年（昭和36年）11月20日に開業。経営不振と施設の建て替えにより1984年（昭和59年）7月を以って国民宿舎としては閉業した後、宿泊施設を取り壊して駐車場へと改装した日帰り入浴施設『市民休養センター観月荘』が10月8日に、1994年（平成6年）11月には更に再改装した温泉保養施設『鶴舞温泉』としてそれぞれリニューアルオープンしている。現在も『由利本荘市鶴舞温泉』の名で営業を継続中。
- 寒風山ホテル（秋田県男鹿市脇本浦田字寒風片倉172番地）

『国民宿舎寒風山ホテル』は『有限会社寒風山ホテル』経営の宿泊施設を国民宿舎として指定したもの。現在は閉業。
- 後生掛温泉（秋田県鹿角市八幡平字熊沢国有林）

『国民宿舎後生掛温泉』は民営の施設を1960年（昭和35年）4月に国民宿舎として指定したもの。現在も『後生掛温泉』の名で営業を継続中ではあるが、『一般社団法人国民宿舎協会』『民営国民宿舎協議会』には入会していない。
- 駒草荘（秋田県仙北市田沢湖生保内字駒ヶ岳2番地16）

『国民宿舎駒草荘』は旧田沢湖町営の施設として設置されたもの。全国26番目の国民宿舎として1961年（昭和36年）2月5日に開業し、1982年（昭和57年）11月に増改築した後、2004年（平成16年）に閉業した。建物は解体済み。跡地には2006年（平成18年）6月1日に複合施設『アルパこまくさ』が建てられている。開業時の所在地表記は秋田県仙北郡田沢湖町大字生保内字駒ケ岳2-1。
- さくら荘（秋田県横手市大森町字高口下水戸堤2）

『国民宿舎さくら荘』は旧大森町営の施設として設置されたもの。1963年（昭和38年）11月29日に開業した。現在は移転し、宿泊施設『おおもり温泉 さくら荘』の名で営業を継続中ではあるが、『一般社団法人国民宿舎協会』『民営国民宿舎協議会』には入会していない。
- 田沢湖ロッジ（秋田県仙北市田沢湖生保内字上石神33-8）

『国民宿舎田沢湖ロッジ』は民営の施設を国民宿舎として指定したもの。ユースホステルとの兼営時期あり。1980年（昭和55年）3月築造。現在は休業中。
- 玉川温泉（秋田県仙北市田沢湖玉川字渋黒沢国有林3014林班ロ小班）

『国民宿舎玉川温泉』は1909年（明治42年）に開業した『株式会社玉川温泉』経営の宿泊施設を1959年（昭和34年）2月18日付で国民宿舎として指定されたもの。現在も宿泊施設『玉川温泉』の名で営業を継続中ではあるが、『一般社団法人国民宿舎協会』『民営国民宿舎協議会』には入会していない。
- 鳥海荘（秋田県由利本荘市鳥海町猿倉字湯ノ沢103番地1）

『国民宿舎鳥海荘』は旧鳥海町営の施設として設置されたもの。旧鳥海村営の施設として秋田県由利郡鳥海町（現在の由利本荘市鳥海町。）大字猿倉字湯ノ沢26番地1の地に1965年（昭和40年）11月に開業。1994年（平成6年）10月増築。1997年（平成9年）11月22日に建て替え移転し、宿泊施設『休養宿泊施設鳥海荘』の名で再開業した。施設は現在も営業を継続中ではあるが、『一般社団法人国民宿舎協会』『民営国民宿舎協議会』には入会していない。
- ニュー十和田カルデラ（秋田県鹿角郡小坂町大字十和田湖字大川岱84番地）

『国民宿舎ニュー十和田カルデラ』は小坂町営の施設として設置されたもの。『国民宿舎十和田カルデラ』の名で秋田県鹿角郡小坂町大字十和田湖字大川岱57番地1の地に1967年（昭和42年）5月15日に開業。1982年（昭和57年）10月に建て替え移転し、『国民宿舎ニュー十和田カルデラ』の名で再開業したものの、現在は閉業している。初代の建物は解体され、跡地は駐車場に、2代目の建物も解体され、跡地は空き地となっている。
- 八幡平大沼ロッジ（秋田県鹿角市八幡平字熊沢国有林第33林班）

『国民宿舎八幡平大沼ロッジ』は旧八幡平村営の施設として設置されたもの。秋田県と旧八幡平村の共同出資施設として1965年（昭和40年）8月10日に開業。現在は閉業。開業時の所在地表記は秋田県鹿角郡八幡平村大字長谷川字熊沢国有林第33林班。 旧称『国民宿舎八幡平ロッジ』。
- はまなす荘（秋田県にかほ市金浦字下谷地79-2）

『国民宿舎はまなす荘』は旧金浦町営の施設として設置されたもの。1965年（昭和40年）11月築造、1966年（昭和41年）1月1日開業。現在は閉業し、後継施設として1994年（平成6年）5月に温泉保養施設『金浦町温泉保養センター』（現名称は『にかほ市温泉保養センター はまなす』。）がリニューアルオープンしている。
- 森吉山荘（秋田県北秋田市森吉字湯ノ岱14-1）

『国民宿舎森吉山荘』は北秋田市の施設として『北秋田市国民宿舎森吉山荘条例』に基づいて設置されたもの。秋田県営の施設として1977年（昭和52年）7月に開業。1998年（平成10年）6月に増改築。旧森吉町による運営を経た後、『マタギの里観光開発株式会社』『マタギ観光共同企業体』が指定管理者として運営した。宿泊施設の名称も『奥の湯 森吉山荘』で営業が継続された。2020年（令和2年）度から指定管理者の募集に応募がなく北秋田市営となっていたが、2022年（令和4年）4月から施設を休止し、民間への譲渡や売却が検討されることになった。現在は『一般社団法人国民宿舎協会』『民営国民宿舎協議会』の何れにも入会していない。
- 門前荘（秋田県男鹿市船川港本山門前字垂水5）

『国民宿舎門前荘』は民営の施設を1967年（昭和42年）9月1日付で国民宿舎として指定したもの。現在は閉業。
- 飯豊 梅花皮荘（山形県西置賜郡小国町大字小玉川字川倉西564-1）◎

『国民宿舎 飯豊 梅花皮荘』は小国町営の施設として『小国町国民宿舎条例』に基づいて設置されたもの。条例上の所在地表記は山形県西置賜郡小国町大字小玉川560番地1。山形県営の施設として1978年（昭和53年）11月に開業した。1996年（平成8年）8月増築。現在は『おぐに白い森株式会社』が指定管理者として運営。『一般社団法人国民宿舎協会』に入会中。開業時の所在地表記は山形県西置賜郡小国町大字小玉川字川入。
- 大平山荘（山形県飽海郡遊佐町吹浦字鳥海山1）

『国民宿舎大平山荘』は遊佐町の施設として設置されたもの。1974年（昭和49年）9月築造。『財団法人遊佐町観光開発公社』が運営していた。現在も宿泊施設『大平山荘』の名で営業を継続中ではあるが、『一般社団法人国民宿舎協会』『民営国民宿舎協議会』には入会していない。
- 月山荘（山形県西村山郡西川町大字志津字姥ヶ岳267）

『国民宿舎月山荘』は山形県の施設として『山形県国民宿舎月山荘条例』『山形県国民宿舎条例』に基づいて設置されたもの。条例上の施設名称は『山形県国民宿舎月山荘』。1964年（昭和39年）3月15日に開業。現在は閉業。建物は解体済み。『財団法人山形県観光開発公社』『社団法人山形県観光協会』（現名称『公益社団法人山形県観光物産協会』。）が運営していた。
- 蔵王山荘（山形県山形市大字上宝沢字不動上国有林）

『国民宿舎蔵王山荘』は『山形観光株式会社』経営の施設を1961年（昭和36年）4月1日付で国民宿舎として指定したもの。1962年（昭和37年）10月改築。『蔵王観光開発株式会社』による経営を経た後、現在は閉業。
- 蔵王坊平山荘（山形県上山市蔵王）

『国民宿舎蔵王坊平山荘』は『松島興産株式会社』（現名称『三井松島ホールディングス株式会社』。）経営の施設を国民宿舎として指定したもの。1968年（昭和43年）12月開業。現在は閉業。建物は解体済み。
- 庄内浜由良荘（山形県鶴岡市由良3丁目17番21号）

『国民宿舎庄内浜由良荘』は『一般財団法人鶴岡市開発公社』運営の施設を国民宿舎として指定したもの。1968年（昭和43年）6月開業。2007年（平成19年）4月に施設は民間企業に売却された。現在は宿泊施設『ホテルサンリゾート庄内』の名で営業を継続中ではあるが、『一般社団法人国民宿舎協会』『民営国民宿舎協議会』には入会していない。開業時の所在地表記は山形県鶴岡市大字由良字村上110。旧称『国民宿舎由良荘』。
- 白布（山形県米沢市大字関字石切3938-5）

『 白布国民宿舎』は米沢市営の施設として設置されたもの。1967年（昭和42年）7月築造。現在は閉業。建物は解体済み。跡地は空き地となっている。旧称『白布温泉国民宿舎』。
- 鳥海山荘（山形県酒田市草津字湯ノ台8番の3）

『国民宿舎鳥海山荘』は山形県及び『財団法人山形県観光開発公社』『社団法人山形県観光協会』運営の施設として『山形県国民宿舎条例』に基づいて設置されたもの。条例上の施設名称は『山形県国民宿舎鳥海山荘』。1965年（昭和40年）6月に開業。『財団法人山形県観光開発公社』『社団法人山形県観光協会』（現名称『公益社団法人山形県観光物産協会』。）による運営を経た後、『鳥海八森観光株式会社』が運営を手掛けていた。施設の老朽化を理由に2002年（平成14年）6月に山形県酒田市草津字湯ノ台66番地の1に建て替え移転した後、2008年（平成20年）4月より指定管理者制度を導入し、同月より現在まで『あかつき観光サービス株式会社』が運営している。現在も宿泊施設『鳥海山荘』の名で営業を継続中ではあるが、『一般社団法人国民宿舎協会』『民営国民宿舎協議会』には入会していない。
- とりみ荘（山形県飽海郡遊佐町吹浦字西浜2-69）

『国民宿舎とりみ荘』は山形県の施設として『山形県労働者保養所条例』『山形県国民宿舎条例』に基づいて設置されたもの。1967年（昭和42年）9月に開業し、『財団法人山形県観光開発公社』『社団法人山形県観光協会』による運営を経て、2004年（平成16年）10月15日に閉業した。建物は解体済み。跡地は食堂と空き地となっている。
- 西蔵王山荘（山形県山形市大字土坂字潤坂270番の1）

『国民宿舎西蔵王山荘』は山形県の施設として『山形県国民宿舎条例』に基づいて設置されたもの。条例上の施設名称は『山形県国民宿舎西蔵王山荘』。山形県営の施設として1972年（昭和47年）7月15日に開業し、1990年（平成2年）11月に増改築した後、『財団法人山形県観光開発公社』『社団法人山形県観光協会』による運営を経て、『山形県国民宿舎条例の一部を改正する条例』に基づき2004年（平成16年）に閉業した。2006年（平成18年）に山形市が個人に売却、さらに2008年（平成20年）には土地のみ山形市の不動産会社に売却された。建物は現存するものの、廃墟となっている。
- みちのく荘（山形県山形市大字蔵王温泉1番地）

『国民宿舎みちのく荘』は民営の施設を1961年（昭和36年）4月1日付で国民宿舎として指定したもの。ユースホステルとの兼営時期あり。1983年（昭和58年）2月21日に発生した蔵王観光ホテル火災により建物は全焼し、そのまま再開されることなく閉業した。現在、建物は解体済み。跡地は更地となっていたが、2004年（平成16年）に跡地の一部に『蔵王プラザホテル』とその社員寮が建てられている。旧称『国民宿舎柏屋みちのく荘』。
- 竜山荘（山形県山形市大字蔵王温泉字川前938番の4）◎

『国民宿舎竜山荘』は山形県の施設として『山形県蔵王竜山荘条例』『山形県労働者保養所条例』『山形県国民宿舎条例』に基づいて設置されたもの。条例上の施設名称は『山形県国民宿舎竜山荘』。1966年（昭和39年）1月に築造、3月31日に開業。1990年（平成2年）12月と1991年（平成3年）9月と2002年（平成14年）に増改築。1997年（平成9年）1月改築。『財団法人山形県観光開発公社』『社団法人山形県観光協会』『社団法人山形県観光物産協会』（現名称『公益社団法人山形県観光物産協会』。）による運営を経て、『株式会社山形インコーポレーション』、2018年（平成30年）4月1日から現在まで『株式会社東北ホテルシステムズ』が指定管理者としてそれぞれ運営。『一般社団法人国民宿舎協会』に入会中。旧称『国民宿舎蔵王竜山荘』。
- あいづ荘（福島県会津若松市大戸町大字小谷字湯ノ平2498-1）

『国民宿舎あいづ荘』は会津若松市営の施設として設置されたもの。1966年（昭和41年）4月20日に開業。施設の建て替え計画が地元旅館組合の反対意向や会津若松市財政の悪化を理由に頓挫した後、施設の老朽化や維持費の高騰等を理由に2001年（平成13年）3月31日に閉業した。1990年（平成2年）より閉業時まで『会津若松市観光協会』が運営していた。
- 安達太良温泉ヒュッテ（福島県二本松市永田字長坂国有林）

『国民宿舎安達太良温泉ヒュッテ』は『有限会社安達太良温泉ヒュッテ』経営の施設を国民宿舎として指定したもの。指定から外れた後も『安達太良温泉ヒュッテからまつ山荘』の名で営業を継続していたものの、1974年（昭和49年）10月20日に発生した火事で建物が全焼し、閉業した。跡地には『あだたら高原富士急ホテル』が建てられたものの、こちらも東日本大震災で設備が壊れて廃業、取り壊した後となる2015年（平成27年）12月17日に日帰り温泉施設『あだたら山 奥岳の湯』が開業している。
- 裏磐梯（福島県耶麻郡北塩原村大字檜原字蛇平原山1074番地）◎

『裏磐梯国民宿舎』は『有限会社裏磐梯国民宿舎』経営の施設を国民宿舎として指定したもの。1974年（昭和49年）2月築造。『民営国民宿舎協議会』に入会中。
- 翁島荘（福島県耶麻郡猪苗代町大字翁沢字御殿山1048-14）

『国民宿舎翁島荘』は福島県の施設として設置されたもの。全国19番目の国民宿舎として1960年（昭和35年）5月31日（7月20日とする資料もあり。）に開業し、1979年（昭和54年）11月に改築した後、2009年（平成21年）3月31日に閉業した。福島県、『財団法人福島県観光施設経営公社』による運営を経た後、2006年（平成18年）度より指定管理者制度を導入したことに伴い、閉業時まで『財団法人福島県観光開発公社』（現名称『公益財団法人福島県観光物産交流協会』。）が運営していた。建物は2010年（平成22年）3月までに解体された。跡地は空き地となっている。
- 尾瀬沼ヒュッテ（福島県南会津郡檜枝岐村字燧ケ岳）

『国民宿舎尾瀬沼ヒュッテ』は檜枝岐村営の施設として設置されたもの。1964年（昭和39年）5月築造。現在は『一般社団法人国民宿舎協会』『民営国民宿舎協議会』の何れにも入会していない。
- 尾瀬御池ロッジ（福島県南会津郡檜枝岐村字燧ケ岳1番地）

『国民宿舎尾瀬御池ロッジ』は檜枝岐村営の施設として設置されたもの。1971年（昭和46年）3月築造。1997年（平成9年）5月改築。現在は『一般社団法人国民宿舎協会』『民営国民宿舎協議会』の何れにも入会していない。旧称『国民宿舎御池ロッジ』。
- 五色沼（福島県耶麻郡北塩原村大字檜原字剣ケ峯1093番地698）

『国民宿舎五色沼』は『株式会社国民宿舎五色沼』経営の施設を国民宿舎として指定したもの。2007年（平成19年）11月を以って休業。休業中の2008年（平成20年）8月24日に発生した火災により建物が全焼した。建物は北塩原村の予算で解体済み。跡地には『裏磐梯観光協会』の入居する施設が建てられている。
- さぎの湯（福島県耶麻郡猪苗代町大字磐根字佐賀地2557-ハ）◎

『国民宿舎さぎの湯』は1855年（安政2年）に開業した民営の施設を1960年（昭和35年）4月に国民宿舎として指定したもの。1950年（昭和35年）築造。1990年（平成2年）改築。『民営国民宿舎協議会』に入会中。
- 塩屋埼荘（福島県いわき市薄磯3丁目9番地）

『国民宿舎塩屋埼荘』はいわき市営の施設として設置されたもの。1967年（昭和42年）7月築造。現在は閉業。建物は解体済み。跡地は区画整理された空き地となっている。開業時の所在地表記は福島県いわき市平薄磯字小塚9番地。
- しゃくなげ荘（福島県二本松市岳温泉1丁目231番地）

『国民宿舎しゃくなげ荘』は二本松市営の施設として設置されたもの。全国5番目の国民宿舎として1958年（昭和33年）10月1日に開業。現在は閉業。建物は解体済み。跡地は空き地となっている。開業時の所在地表記は福島県二本松市永田字椚平1。
- 寿泉荘（福島県二本松市岳温泉1丁目206番地）

『国民宿舎寿泉荘』は『株式会社寿泉荘』経営の施設を1959年（昭和34年）2月18日付で国民宿舎として指定したもの。1957年（昭和32年）5月築造。現在は閉業。指定時の所在地表記は福島県二本松市永田字裏通11-1。
- 長蔵小屋（福島県南会津郡檜枝岐村字燧ケ岳）

『国民宿舎長蔵小屋』は『有限会社長蔵小屋』経営の施設を1960年（昭和35年）4月に国民宿舎として指定したもの。現在は『一般社団法人国民宿舎協会』『民営国民宿舎協議会』の何れにも入会していない。
- 勿来の関荘（福島県いわき市勿来町関田字関山59）

『国民宿舎勿来の関荘』は『一般財団法人いわき市公園緑地観光公社』（旧名称『財団法人いわき市公園緑地観光公社』。）経営の施設を国民宿舎として指定したもの。いわき市営の施設として1978年（昭和53年）1月10日に開業。その後の民営化経て、2015年（平成27年）4月1日より休業した。東日本大震災の避難所としても活用された。現在、建物は飲食店に転用されている。指定時の所在地表記は福島県いわき市勿来町関田字関山109。
- ほりい荘（福島県耶麻郡猪苗代町字土町17）

『国民宿舎ほりい荘』は民営の施設を国民宿舎として指定したもの。1981年（昭和56年）築造。民宿と兼営していた。現在、『一般社団法人国民宿舎協会』『民営国民宿舎協議会』には入会していない。
- 松川浦（福島県相馬市尾浜字高塚208番地の10）

『国民宿舎松川浦』は民営の施設を国民宿舎として指定したもの。現在は閉業。跡地には宿泊施設『旅館いちぼう』が建てられている。
- みやま荘（福島県西白河郡西郷村大字真船字馬立1）

『国民宿舎みやま荘』は『新甲子国民宿舎経営組合』運営の施設を国民宿舎として指定したもの（鹿児島県霧島市にあった同名国民宿舎とは別の施設。）。全国36番目の国民宿舎として1960年（昭和35年）12月16日（1961年（昭和36年）11月16日とする資料もあり。）に開業。現在も宿泊施設『みやま荘』の名で営業を継続中であるが、『一般社団法人国民宿舎協会』『民営国民宿舎協議会』には入会していない。
- LAKE SIDE HOTEL みなとや（福島県耶麻郡猪苗代町大字翁沢字長浜870番地）◎

『国民宿舎LAKE SIDE HOTEL みなとや』は『有限会社みなとや』経営の施設を1960年（昭和35年）4月に国民宿舎として指定したもの。現施設は1980年（昭和55年）に築造したもの。1992年（平成4年）改築。『民営国民宿舎協議会』に入会中。旧称『国民宿舎みなとや』『国民宿舎みなとや旅館』。

### 関東
- 鵜の岬（茨城県日立市十王町大字伊師640）◎

『国民宿舎鵜の岬』は茨城県立の施設として『茨城県立国民宿舎「鵜の岬」及び茨城県立カントリープラザ「鵜の岬」の設置及び管理に関する条例』に基づいて設置されたもの。条例上の施設名称は『茨城県立国民宿舎「鵜の岬」』。1971年（昭和46年）5月1日に開業。1991年（平成3年）4月に増改築。1997年（平成9年）4月29日に新館をオープン。旧館の跡地には天然温泉施設『日立市鵜来来の湯十王』が建てられている。『公益財団法人茨城県開発公社』（旧名称『財団法人茨城県開発公社』。）が指定管理者として運営。『一般社団法人国民宿舎協会』に入会中。
- 御前山荘（茨城県常陸大宮市野口1418-1）

『国民宿舎御前山荘』は旧御前山村の施設として設置されたもの。1973年（昭和48年）7月に開業し、1995年（平成7年）の施設リニューアルを経た後、2005年（平成17年）3月24日を以って閉業した。建物は解体済み。跡地は空き地となっている。『御前山国民宿舎経営組合』『御前山国民宿舎経営一部事務組合』が運営していた。
- 砂丘荘（茨城県神栖市波崎8974）

『国民宿舎砂丘荘』は旧波崎町営の施設として設置されたもの（鳥取県鳥取市にあった同名国民宿舎とは別の施設。）。1969年（昭和44年）12月に開業し、1991年（平成3年）に閉業した。建物は解体済み。跡地は『豊ヶ浜運動公園』の一部として整備された。
- 白帆荘（茨城県行方市麻生419-1）

『国民宿舎白帆荘』は旧麻生町営の施設として設置されたもの。1962年（昭和37年）7月31日（8月1日とする資料もあり。）に開業し、2007年（平成19年）3月31日に閉業した。建物は解体済み。跡地には温泉施設『あそう温泉白帆の湯』と商業施設『天王崎観光交流センターコテラス』が建てられている。
- 水郷（茨城県土浦市大字大岩田255番地）

『土浦市国民宿舎水郷』は土浦市の施設として『土浦市国民宿舎「水郷」条例』に基づいて設置されたもの。条例上の施設名称は『土浦市国民宿舎「水郷」』。国民体育大会開催時の宿舎として供することを目的に1972年（昭和47年）3月に開業。開業時より『財団法人土浦市産業文化事業団』（現名称『一般財団法人土浦市産業文化事業団』。）が運営しており、2006年（平成18年）4月からは指定管理者として閉業時まで運営を担っていた。1991年（平成3年）9月に増改築した後、東日本大震災で損壊したため、宿泊施設としては廃止された。宿泊施設の建物は既に解体され、跡地は空き地となっている。入浴施設は日帰り入浴施設『霞浦の湯』の名で営業を継続中。旧称『国民宿舎水郷』。
- 須賀屋（茨城県北茨城市平潟町字黒浦552番地2）

『国民宿舎須賀屋』は1967年（昭和42年）に開業した民営の施設を国民宿舎として指定したもの。1967年（昭和42年）4月築造。1976年（昭和51年）3月改築。現在は宿泊施設『篠はら別館』の名で営業を継続中ではあるが、『一般社団法人国民宿舎協会』『民営国民宿舎協議会』には入会していない。
- つくばね（茨城県石岡市小幡2132番地50）

『石岡市国民宿舎つくばね』は石岡市営の施設として『石岡市国民宿舎つくばね条例』に基づいて設置されたもの。旧八郷町営の施設として1974年（昭和49年）7月に築造された。1989年（平成元年）4月改築。施設は石岡市に移管された後、老朽化とコロナ禍のため、2020年（令和2年）8月31日をもって閉業、同年10月31日付で廃止された。条例自体も2020年（令和2年）11月1日制定の『石岡市国民宿舎つくばね条例を廃止する条例』により廃止されている。建物は解体済み。跡地は市営のオートキャンプ場として営業しており、新たな保養施設を2023年（令和5年）から3か年計画で現在地とは別の地に建て替える予定となっている。過去の一時期において『財団法人八郷町産業文化事業団』が運営していた。開業時の所在地表記は茨城県新治郡八郷町小幡湯袋2132番地50。
- 日本水郷センター（茨城県潮来市潮来166）

『国民宿舎日本水郷センター』は民営の施設を国民宿舎として指定したもの。1970年（昭和45年）築造。現在は閉業。建物は解体済み。跡地は空き地となっている。
- 白亜紀荘（茨城県ひたちなか市磯崎町4604）

『国民宿舎白亜紀荘』は旧那珂湊市営の施設として設置されたもの。1967年（昭和42年）に開業した。現在は閉業。建物は現存。後継施設として1987年（昭和62年）11月に那珂湊市営の宿泊施設『ホテルニュー白亜紀』がオープンした。現在も営業を継続中ではあるが、『一般社団法人国民宿舎協会』『民営国民宿舎協議会』には入会していない。
- 文吾荘（茨城県潮来市辻711）

『国民宿舎文吾荘』は民営の施設を国民宿舎として指定したもの。現在は閉業。
- 幾世荘（栃木県那須塩原市百村）

『国民宿舎幾世荘』は旧黒磯市営の施設として設置されたもの。1965年（昭和40年）10月27日開業。人件費の高騰や施設の老朽化を理由に1992年（平成4年）3月25日に閉業した。建物は解体済み。
- 石倉ロッジ（栃木県那須郡那須町大字高久乙2480）

『国民宿舎石倉ロッジ』は民営の施設を国民宿舎として指定したもの。現在は閉業。
- 小倉山山荘（栃木県日光市所野2823番地）

『国民宿舎小倉山山荘』は『有限会社小倉山山荘』経営の施設を国民宿舎として指定したもの。1969年（昭和44年）築造、1975年（昭和50年）8月増築。現在は閉業。建物は現存。後継施設として入浴施設『日光小倉山温泉 春曉庭』が2002年（平成14年）9月22日にオープンしたが、改装を理由にこちらも現在は休業中。
- 烏山わらび荘（栃木県那須烏山市小原沢1015番地6）

『国民宿舎烏山わらび荘』は『烏山わらび荘管理運営組合』運営の施設を国民宿舎として指定したもの。1980年（昭和55年）5月築造、7月開業。客数の低迷などを理由に2001年（平成13年）9月で休業に追い込まれた後、有志が結成した『烏山わらび荘管理運営組合』が運営する形で同年10月27日に再開業した。現在は閉業。建物は解体済み。跡地は空き地となっている。1980年（昭和55年）より『財団法人烏山町自然公園管理事業団』が、1999年（平成11年）から2001年（平成13年）9月の休業時までは同団体の職員が運営を担っていた。
- 渓山荘（栃木県日光市川俣字湯元865番地）◎

『国民宿舎渓山荘』は『有限会社渓山荘』経営の施設を国民宿舎として指定したもの。旧栗山村営の施設として1963年（昭和38年）4月1日開業（5月20日とする資料あり。）。1981年（昭和56年）10月改築。1995年（平成7年）3月31日を以って旧栗山村による運営を終了し、『社団法人国民宿舎協会』から退会した。現在は『民営国民宿舎協議会』に入会中。
- 四季の彩りに風薫る足尾の宿 かじか（栃木県日光市足尾町5488番地）◎

『国民宿舎四季の彩りに風薫る足尾の宿 かじか』は日光市の施設として『日光市休養施設条例』に基づいて設置されたもの。条例上の施設名称は『日光市休養施設　国民宿舎「かじか荘」』。『国民宿舎かじか荘』の名で旧足尾町の施設として『足尾町営国民宿舎かじか荘設置及び管理に関する条例』に基づいて1967年（昭和42年）10月に開業した。2006年（平成18年）より指定管理者制度を導入したことに伴い、同年3月1日から『有限会社E＆KS共和国』が運営を担ったものの2013年（平成25年）1月31日付で指定が取り消されて休業、同年4月からは『新関東観光株式会社』が運営を担うことで再開業した。2024年（令和6年）1月1日より現施設名に改称。『一般社団法人国民宿舎協会』に入会中。
- 白樺荘（栃木県日光市中宮祠）

『国民宿舎白樺荘』は『東武鉄道株式会社』経営の施設を国民宿舎として指定したもの。現在は閉業。建物は解体済み。跡地には宿泊施設『日光アストリアホテル』が建てられている。
- 星光ホテル（栃木県日光市藤原291番地）

『国民宿舎星光ホテル』は『株式会社星光』経営の施設を国民宿舎として指定したもの。1991年（平成3年）10月築造。現在は閉業。建物はデイサービス施設となっている。
- 那須五岳荘（栃木県那須郡那須町大字湯本137-2）

『国民宿舎那須五岳荘』は『財団法人国立公園協会』経営の施設を1962年（昭和37年）5月に国民宿舎として指定したもの。全国32番目の国民宿舎として1961年（昭和36年）9月22日に開業。現在は閉業。建物は現存するものの、廃墟となっている。旧称『国民宿舎五岳荘』。
- 日光湯元レークロッジ（栃木県日光市湯元）

『国民宿舎日光湯元レークロッジ』は『財団法人国立公園協会』経営の施設を1959年（昭和34年）2月18日付で国民宿舎として指定したもの。『国民宿舎日光湯元山の家』の名で開業した当時は旧館と新館で成り立つ山の家が使用されていたが、後年ロッジが建てられた際に『国民宿舎日光湯元レークロッジ』へと改称された。ユースホステルとの兼営時期あり。『財団法人休暇村協会』（現名称『一般財団法人国民休暇村協会』。）が施設を買収した後、老朽化を理由に1992年（平成4年）10月31日に閉業した。閉業後、建物は解体済み。跡地には宿泊施設『日光湯元国民休暇村』（現名称『休暇村日光湯元』。）が建てられ、1994年（平成6年）7月20日に開業した。
- 赤城緑風荘（群馬県前橋市富士見町赤城山無番地）

『国民宿舎赤城緑風荘』は群馬県の施設として設置されたもの。『青雲荘ホステル』の後継施設として1970年（昭和45年）5月1日に開業した。建て替え費用の負担ができないことから2003年（平成15年）3月に閉業した。建物は解体済み。跡地は『赤城山あかぎ広場』となっている。『財団法人群馬県観光開発公社』（現名称『公益財団法人群馬県観光物産国際協会』。）が運営していた。
- ヴィラせせらぎ（群馬県多野郡上野村大字勝山字下夏内684-1）

『向屋温泉 国民宿舎 ヴィラせせらぎ』は上野村の施設として『上野村交流促進センターの設置及び管理に関する条例』『ヴィラせせらぎの設置及び管理に関する条例』に基づいて設置されたもの。『株式会社上野振興公社』が指定管理者として運営。1995年（平成7年）開業。現在は宿泊施設『向屋温泉 ヴィラせせらぎ』の名で営業を継続中ではあるが、『一般社団法人国民宿舎協会』『民営国民宿舎協議会』には入会していない。
- 裏妙義（群馬県安中市松井田町五料字中木山国有林）

『国民宿舎裏妙義』は安中市の施設を国民宿舎として指定したもの。1974年（昭和49年）4月1日に『高崎市等広域市町村圏振興整備組合』事業として建設、開業した。1998年（平成10年）改築。2011年（平成23年）度を以って広域圏事務委託による管理が見直され、旧松井田町への事務委託を廃止し、2012年（平成24年）4月1日から安中市に帰属する施設となっていた。建物設備の老朽化や温泉でないこと、交通網の発達により日帰り圏内になっていること、民間施設の低料金化、観光ニーズの多様化、利用者の減少等の理由により2016年（平成28年）3月31日を以って閉業した。2007年（平成19年）4月1日より指定管理者制度を導入したことに伴い、同日から閉業時まで『株式会社ヒューマンサポート』が運営していた。建物は現存。
- 尾瀬ロッジ（群馬県利根郡片品村大字戸倉字中原山898-9）◎

『国民宿舎尾瀬ロッジ』は片品村の施設として設置されたもの。1962年（昭和37年）7月開業。1987年（昭和62年）10月改築。現在は『アリス工業株式会社』が運営。『一般社団法人国民宿舎協会』に入会中。
- 勝保（群馬県渋川市伊香保町伊香保361番地9）

『国民宿舎勝保』は『株式会社ホテル勝保』経営の施設を国民宿舎として指定したもの。現在は宿泊施設『お宿 かつほ』の名で営業を継続中ではあるが、『一般社団法人国民宿舎協会』『民営国民宿舎協議会』には入会していない。
- サンレイク草木（群馬県みどり市東町草木1654番地1）

『国民宿舎サンレイク草木』はみどり市営の施設として『みどり市国民宿舎事業の設置等に関する条例』『みどり市国民宿舎条例』に基づいて設置されたもの。条例上の施設名称は『みどり市国民宿舎サンレイク草木』。旧東村の施設、『桐生市外六カ町村広域振興圏組合』の管理運営にて1981年（昭和56年）6月開業。1989年（平成元年）7月改築、11月リニューアルオープン。2006年（平成18年）4月よりみどり市営に移行、2011年（平成23年）4月以降は『株式会社フードサービスシンワ』が指定管理者となっていた。老朽化が進み利用が低迷したことを理由に2023年（令和5年）3月26日を以って一時閉館し、既存施設は解体された。後継施設を2026年（令和8年）度夏頃の開業に向け、『オープンハウスグループ』が草木湖一体のリゾート開発を実施するために新設した会社『みどり草木湖リゾート』を含め4社が建設する予定となっている。
- 四万ゆずりは荘（群馬県吾妻郡中之条町大字四万字譲葉4345番地）

『国民宿舎四万ゆずりは荘』は中之条町営の施設として『中之条町国民宿舎条例』に基づいて設置されたもの。1966年（昭和41年）11月開業。2001年（平成13年）3月17日に改築オープン。経営の悪化やスタッフ不足を理由に2022年（令和4年）9月10日を以って休館した。『一般社団法人国民宿舎協会』『民営国民宿舎協議会』には入会していない。
- 竹葉館（群馬県吾妻郡中之条町大字四万字犬麦平3838番地）

『国民宿舎竹葉館』は1942年（昭和17年）に開業した民営の施設を1960年（昭和35年）4月に国民宿舎として指定したもの。現在も『竹葉館』の名で営業を継続中ではあるが、『一般社団法人国民宿舎協会』『民営国民宿舎協議会』には入会していない。
- 長静館（群馬県吾妻郡中之条町大字四万字犬麦平3843番地7）

『国民宿舎長静館』は1947年（昭和22年）に開業した民営の施設を1960年（昭和35年）4月に国民宿舎として指定したもの。現在も宿泊施設『長静館』の名で営業を継続中ではあるが、『一般社団法人国民宿舎協会』『民営国民宿舎協議会』には入会していない。
- 土合ハウス（群馬県利根郡みなかみ町湯桧曽222）

『国民宿舎土合ハウス』は民営の施設を1961年（昭和36年）4月1日付で国民宿舎として指定したもの。現在は閉業。建物は現存するものの、廃墟となっている。指定時の所在地表記は群馬県利根郡水上町大字湯桧曽字土合898。
- 榛名吾妻荘（群馬県吾妻郡東吾妻町大字川戸2654）

『国民宿舎榛名吾妻荘』は東吾妻町の施設として設置されたもの。旧吾妻町営の施設として1964年（昭和39年）7月15日に開業。1971年（昭和46年）6月増改築。1995年（平成7年）5月に施設を建て替え後、老朽化や利用客減少等を理由に2015年（平成27年）1月より休業となった。土地と建物は高崎市に売却され、改修を施された後、2017年（平成29年）度より同市の林間学校施設『榛名湖荘』となっている。2010年（平成22年）2月から閉業時までは『Fun Space株式会社』が指定管理者として運営していた。旧称『国民宿舎吾妻荘』。
- 榛名ユースハウス（群馬県高崎市榛名湖町乙846）

『国民宿舎榛名ユースハウス』は『株式会社群馬バス』経営の施設を国民宿舎として指定したもの。ユースホステルとの兼営時期あり。1962年（昭和37年）12月4日に開業。1972年（昭和47年）8月31日に旧榛名町に売却された後、現在は閉業。指定時の所在地表記は群馬県群馬郡榛名町大字榛名山字富士山乙846。
- プラネットわらび荘（群馬県吾妻郡高山村大字中山6860-1）

『国民宿舎プラネットわらび荘』は高山村の施設として設置されたもの。『国民宿舎わらび荘』の名で1970年（昭和45年）6月築造、同年7月開業。1996年（平成8年）の改築を機に『国民宿舎プラネットわらび荘』へと改称した後、2011年（平成23年）3月31日に閉業した。建物は解体済み。跡地は空き地となっている。高山村による運営を経た後、『プラスワン』により運営されていた。
- やまびこ荘（群馬県多野郡上野村大字楢原字塩之沢888）

『国民宿舎やまびこ荘』は上野村の施設として『上野村営国民宿舎管理条例』『やまびこ荘の設置及び管理に関する条例』に基づいて設置されたもの。1968年（昭和43年）7月開業。2001年（平成13年）7月1日に建て替えリニューアルオープン。現在は『株式会社上野振興公社』が指定管理者として運営。都合により2020年（令和2年）2月1日より休業中。『一般社団法人国民宿舎協会』『民営国民宿舎協議会』には入会していない。条例上の所在地表記は群馬県多野郡上野村大字楢原字下夏内888。
- 入間グリーンロッジ（埼玉県入間市大字仏子1387-1）

『国民宿舎入間グリーンロッジ』は入間市営の施設として設置されたもの。1971年（昭和46年）7月1日に開業し、経営不振を理由に2002年（平成14年）3月31日に閉業した。建物は入間市の予算で2018年（平成30年）に解体済み。開業時の所在地表記は埼玉県入間市大字仏子字広町1401。
- 湖畔荘（埼玉県所沢市三ヶ島1丁目168番地）

『国民宿舎湖畔荘』は所沢市営の施設として設置されたもの（千葉県佐倉市や佐賀県佐賀市にあった同名国民宿舎とは別の施設。）。1963年（昭和38年）5月（6月15日とする資料あり。）に開業し、1984年（昭和59年）に閉業した。建物は解体済み。跡地は2005年（平成17年）より駐車場として活用されていたが、2009年（平成21年）に閉鎖され、その後は空き地となっている。開業時の所在地表記は埼玉県所沢市大字三ヶ島168-1。
- 下久保コテージ（埼玉県児玉郡神川町大字矢納1431番地1）

『国民宿舎下久保コテージ』は旧神泉村営の施設として設置されたもの。元は1949年（昭和24年）に建設された旧神泉村立矢納中学校の校舎を『秩父鉄道株式会社』が旧神泉村から借り受け、改造改修して1971年（昭和46年）に開業した施設であったが、1983年（昭和58年）4月に旧神泉村へ譲渡された。現在は閉業。建物は解体済み。跡地は空き地となっている。
- 武甲荘（埼玉県秩父市大宮6278-1）

『国民宿舎武甲荘』は秩父市営の施設として設置されたもの。1962年（昭和37年）3月1日に開業し、1983年（昭和58年）に閉業した。閉業後、『キヤノン電子株式会社』の社員寮として利用されてきたが、2010年（平成22年）頃には不使用状態となった。建物は解体済み。跡地は空き地となっている。開業時の所在地表記は埼玉県秩父市大字大宮6278番地。
- 三峰神社宿坊（埼玉県秩父市三峰298番地1）

『国民宿舎三峰神社宿坊』は『三峰神社』の宿坊を1960年（昭和35年）4月に国民宿舎として指定したもの。現在は閉業。
- 覧山荘（埼玉県飯能市大字飯能254番地）

『国民宿舎覧山荘』は飯能市営の施設として『休養施設飯能市営覧山荘の設置及び管理に関する条例』に基づいて設置されたもの。全国23番目の国民宿舎として1960年（昭和35年）11月5日に開業。1983年（昭和58年）4月1日より休業。休業後、建物は『飯能市民会館』の建設業者宿舎として転用された後、解体された。条例上の所在地表記は埼玉県飯能市大字飯能大海戸254番地。
- 両神荘（埼玉県秩父郡小鹿野町両神小森707番地）◎

『両神温泉 国民宿舎両神荘』は小鹿野町営の施設として『小鹿野町国民宿舎事業の設置等に関する条例』に基づいて設置されたもの。旧両神村の施設として1975年（昭和50年）12月築造。1992年（平成4年）5月に別館を増築。1995年（平成7年）本館を改築。『一般財団法人小鹿野町振興公社』による運営を経た後、指定管理者制度の導入により、現在は『株式会社休暇村サービス』が運営。『一般社団法人国民宿舎協会』に入会中。
- 飯岡観光センター（千葉県旭市平松1885-1）

『国民宿舎飯岡観光センター』は民営の施設を国民宿舎として指定したもの。1966年（昭和41年）12月築造。現在は閉業。建物は解体済み。跡地は空き地となっている。
- いいおか荘（千葉県旭市萩園1437番地）

『国民宿舎食彩の宿いいおか荘』は旭市の施設として『旭市国民宿舎事業の設置及び管理に関する条例』に基づいて設置されたもの（条例そのものは現在廃止されている。）。旭市所有の建物を民間会社が運営していた。旧飯岡町営の施設として1967年（昭和42年）7月に築造、開業した。1993年（平成5年）12月にリフレッシュオープン。東日本大震災の影響で休業を余儀なくされ、2012年（平成24年）3月31日を以って閉業した。閉業後に寄せられた地元住民の意向を受け、旭市が『株式会社サンライト建設』に土地建物を無償にて貸し付け、改修した後、2015年（平成27年）7月18日に宿泊施設『いいおか潮騒ホテル』の名で営業を再開している。旧称『国民宿舎飯岡荘』。
- 一宮荘（千葉県長生郡一宮町大字船頭給字砂畑2512番地81）

『国民宿舎一宮荘』は一宮町営の施設として『一宮町国民宿舎一宮荘設置及び管理に関する条例』に基づいて設置されたもの（条例そのものは現在廃止されている。）。千葉県長生郡一宮町大字一宮9871番地の地に1964年（昭和39年）7月16日に開業。1970年（昭和45年）7月に建て替え移転した後、宿泊施設『国民宿舎一宮荘新館』の名で再開業（その後、再び『国民宿舎一宮荘』に名称を変更。）した。老朽化による維持管理費の増大と利用客の減少、耐震施設整備に多額の費用が掛かることを理由に2010年（平成22年）1月31日を以って休業、同年3月31日に閉業した。初代、2代目とも建物は一宮町の予算にて解体済み。初代の跡地は空き地に、2代目の跡地は『一宮海岸広場』となっている。
- 犬吠ホテル（千葉県銚子市長崎町10315）

『国民宿舎犬吠ホテル』は銚子市営の施設として設置されたもの。1963年（昭和38年）7月に開業し、1998年（平成10年）の施設リニューアルを経た後、宿泊客の減少による累積赤字の増加、施設の老朽化、公共の宿廃止の時流等を理由に2004年（平成16年）3月31日に閉業した。建物は解体済み。跡地は空き地となっている。
- 大錦荘（千葉県鴨川市天津1072番地）

『国民宿舎大錦荘』は民営の施設を1962年（昭和37年）5月に国民宿舎として指定したもの。ユースホステルとの兼営時期あり。現在は閉業。旧称『国民宿舎大錦館』。
- 大原荘（千葉県いすみ市深堀1715番地）

『国民宿舎大原荘』は旧大原町営の施設として設置されたもの。1962年（昭和37年）11月12日（16日とする資料あり。）開業。1992年（平成4年）2月閉業。建物は解体済み。跡地については、同月24日に『小松原研修事業団』との間で売却する仮契約を一旦結んだが、土地代金の払い込み期日になっても支払いがなかったため、解約となり、旧大原町の事業に転換された。1996年（平成8年）7月14日に旧大原町営の『サンライズガーデン』がオープンした後、施設の老朽化を理由にこちらも2015年（平成27年）に閉鎖された。現在、施設はコワーキングスペース『サンライズデイ』に転用されている。
- 鹿野山センター（千葉県君津市鹿野山467-1）

『国民宿舎鹿野山センター』は千葉県営の施設として設置されたもの。1969年（昭和44年）6月に開業。施設老朽化や利用者数減少による収益悪化等を利用に2002年（平成14年）3月に閉業。建物は解体済み。跡地は空き地となっている。開業時の所在地表記は千葉県君津郡清和村大字鹿野山字春日山467-1。
- 亀山山荘（千葉県君津市高水50番地）

『国民宿舎亀山山荘』は民営の施設を国民宿舎として指定したもの。現在は閉業。閉業後も研修施設兼宿泊施設『亀山山荘』の名で営業を継続していたが、こちらも閉業し、2010年（平成22年）からは福祉施設に転用されている。
- 湖畔荘（千葉県佐倉市飯野町27番地）

『国民宿舎湖畔荘』は佐倉市営の施設として『佐倉市営国民宿舎湖畔荘管理条例』に基づいて設置されたもの（埼玉県所沢市や佐賀県佐賀市にあった同名国民宿舎とは別の施設。条例そのものは『佐倉市飯野台観光振興施設の設置及び管理に関する条例』の施行により2003年（平成15年）を以って廃止されている。）。1963年（昭和38年）11月15日に開業し、老朽化により1996年（平成8年）に閉業した。建物は解体済み。跡地は『佐倉市飯野台観光振興施設（印旛沼サンセットヒルズ）』となっている。
- サンライズ九十九里（千葉県山武郡九十九里町真亀4908番地）◎

『国民宿舎サンライズ九十九里』は『一般財団法人千葉県観光公社』運営の施設を『千葉県国民宿舎の設置及び管理に関する条例』に基づいて国民宿舎として指定したもの（この条例は『千葉県国民宿舎の設置及び管理に関する条例を廃止する条例』の制定により現在は廃止されている。）。条例上の施設名称は『千葉県国民宿舎九十九里センター』『千葉県国民宿舎サンライズ九十九里』。千葉県営の施設として1966年（昭和41年）7月に築造、『国民宿舎九十九里センター』の名で8月に開業した。1996年（平成8年）7月13日には名称を現在のものに変更して建て替えオープンしている。2011年（平成23年）4月1日を以って『一般財団法人千葉県観光公社』（指定管理者として2006年（平成18年）4月1日より運営を担っていた。）に売却された。『一般社団法人国民宿舎協会』に入会中。
- しおさい（千葉県南房総市白子2792番地）

『国民宿舎しおさい』は習志野市営の施設として『習志野市国民宿舎事業の設置等に関する条例』（条例そのものは『習志野市公営企業の設置等に関する条例』の施行により1974年（昭和49年）に廃止されている。）基づいて設置されたもの。1972年（昭和47年）3月に築造され、5月に開業した。累積赤字の悪化や施設の老朽化を理由に2003年（平成15年）3月を以って習志野市が運営から撤退、同年4月から『株式会社平砂浦ビーチホテル』（現名称『LANIリゾーツ株式会社』。）に運営を委託して民営化、建物もリニューアルされた。現在はキャンプ場兼宿泊施設『しおさいキャンプフィールド＆ホテル』の名で営業中だが、『一般社団法人国民宿舎協会』『民営国民宿舎協議会』には入会していない。開業時の所在地表記は千葉県安房郡丸山町白子字吉田2792番地。
- 白子荘（千葉県長生郡白子町古所3291-3）

『国民宿舎白子荘』は白子町営の施設として設置されたもの。1965年（昭和40年）8月5日開業。1983年（昭和58年）3月増改築。施設老朽化等により2022年（令和4年）3月31日閉業。閉業時の指定管理者は『カネイ産業株式会社』。
- 清和（千葉県君津市正木字広見406-1）

『国民宿舎清和』は千葉県の施設として設置されたもの。1978年（昭和53年）5月に開業し、2009年（平成21年）3月に閉業した。君津市に運営移行後、指定管理者制度を導入したことに伴い、閉業時までは『一般財団法人千葉県観光公社』が運営していた。閉業後は『体験学習交流施設ふれあい館』として活用されていたが、2016年（平成28年）度以降は活用停止となっている。建物は現存するものの、廃墟となっている。
- 月崎荘（千葉県市原市月崎1）

『国民宿舎月崎荘』は市原市営の施設として設置されたもの。1969年（昭和44年）7月に開業し、1983年（昭和58年）に閉業した。建物は『市原市南部老人福祉センター』として再利用されていたが、『市原市南部保健福祉センター』の開設を以って2015年（平成27年）3月31日付でこちらも廃止された。建物は現存するものの、廃墟となっている。
- 鳴海荘（千葉県勝浦市勝浦247番地）

『国民宿舎鳴海荘』は勝浦市営の施設として設置されたもの。1968年（昭和43年）に開業し、施設の老朽化と経営不振を理由に1989年（平成元年）に閉業した。建物は解体済み。跡地は『植村記念公園』となっている。
- のさか望洋荘（千葉県匝瑳市野手17147番地10）

『国民宿舎のさか望洋荘』は旧野栄町営の施設として設置されたもの。1972年（昭和47年）7月に築造、開業。1981年（昭和56年）増築。2001年（平成13年）3月31日を以って旧野栄町が運営から撤退し、同年4月1日からは施設の賃貸借契約を結んだ『有限会社エコーエンタープライズ』が運営を担った後、2016年（平成28年）8月31日に閉業した。建物は匝瑳市の予算にて解体済み。跡地は空き地となっている。開業時の所在地表記は千葉県匝瑳郡野栄町野手17147番地の10。
- 鳩山荘（千葉県館山市見物787番2）

『国民宿舎鳩山荘』は館山市営の施設として設置されたもの。全国16番目の国民宿舎として1960年（昭和35年）7月1日に開業。1980年（昭和55年）6月改築。収支の赤字化と施設の老朽化に伴い、1998年（平成10年）に一旦は閉業した後、2000年（平成12年）に『株式会社平砂浦ビーチホテル』（現名称『LANIリゾーツ株式会社』。）に運営を委託し民営化、建物の改装を行い、同年12月22日に『鳩山荘 松庵』の名でリニューアルオープンした。施設は1957年（昭和32年）に鳩山一郎家から無償譲渡された元別荘跡地に建てたもの。現在も営業を継続中ではあるが、『一般社団法人国民宿舎協会』『民営国民宿舎協議会』には入会していない。
- 富津ロッジ（千葉県富津市富津2280番）

『国民宿舎富津ロッジ』は千葉県の施設を国民宿舎として指定したもの。『京成観光株式会社』（現名称『京成ホテル株式会社』。）経営の施設として1965年（昭和40年）4月28日に開業した後、1974年（昭和49年）1月に千葉県が建物を購入、1975年（昭和50年）2月には国民宿舎としては閉業し、宿泊施設『富津岬荘』へと改称、再開業した。1984年（昭和59年）3月には『財団法人千葉県都市公社』（現名称『一般財団法人千葉県まちづくり公社』。）が施設を富津市に譲渡している。1998年（平成10年）4月1日より運営を民間企業に委託しながら営業を継続していたが、2018年（平成20年）3月31日を以ってこちらも閉業となった。建物は現存。
- 望洋荘（千葉県鴨川市広場820番地）

『国民宿舎望洋荘』は鴨川市営の施設として設置されたもの（長崎県雲仙市にある同名国民宿舎とは別の施設。）。1966年（昭和41年）7月築造。施設の老朽化と利用者数の低迷を理由に2003年（平成15年）3月29日を以って閉業した。建物は解体済み。跡地は駐車場となっている。
- ホテル白浜（千葉県南房総市白浜町白浜5933番地）

『国民宿舎ホテル白浜』は民営の施設を国民宿舎として指定したもの。現在は閉業。現在は宿泊施設『Boshira-Castle 白浜』の名で営業を継続中ではあるが、『一般社団法人国民宿舎協会』『民営国民宿舎協議会』には入会していない。
- 秋川山荘（東京都あきる野市乙津1310番地）

『国民宿舎秋川山荘』は民営の施設を国民宿舎として指定したもの。現在は閉業。建物は解体済み。跡地は道路となっている。
- 秋留荘（東京都あきる野市雨間1946番地）

『国民宿舎秋留荘』は旧秋川市の施設を国民宿舎として指定したもの。現在は閉業。建物は解体済み。跡地にはあきる野市の施設『あきる野市いきいきセンター』が建てられている。
- 伊豆大島（東京都大島町元町字神田屋敷613番地）

『伊豆大島国民宿舎』は民営の施設を国民宿舎として指定したもの。1967年（昭和42年）に開業。現在は宿泊施設『レスト風』の名で営業を継続中ではあるが、『一般社団法人国民宿舎協会』『民営国民宿舎協議会』には入会していない。
- 観光荘（東京都西多摩郡奥多摩町氷川1765番地）

『国民宿舎観光荘』は奥多摩町の施設を国民宿舎として指定したもの。1971年（昭和46年）に開業。運営は個人に委託していた。現在も宿泊施設『観光荘』の名で営業を継続中ではあるが、『一般社団法人国民宿舎協会』『民営国民宿舎協議会』には入会していない。
- 広徳寺修徳寮（東京都あきる野市小和田234番地）

『国民宿舎広徳寺修徳寮』は『龍角山広徳寺』の施設の一部を1961年（昭和36年）4月1日付で国民宿舎として指定したもの。現在は閉業。建物は解体済み。跡地は空き地となっている。
- 駒鳥山荘（東京都青梅市御岳山155番地）

『国民宿舎駒鳥山荘』は民営の施設を1959年（昭和34年）2月18日付で国民宿舎として指定したもの。宿坊を兼ねていた。現在は宿泊施設『宿坊駒鳥山荘』の名で営業を継続中ではあるが、『一般社団法人国民宿舎協会』『民営国民宿舎協議会』には入会していない。
- 山香荘（東京都青梅市御岳山137番地）

『国民宿舎山香荘』は民営の施設を1959年（昭和34年）2月18日付で国民宿舎として指定したもの。宿坊を兼ねていた。現在は宿坊としてのみ宿泊が可能（『一般社団法人国民宿舎協会』『民営国民宿舎協議会』には入会していない。）。
- サン マリーナ（東京都八丈町三根1291番地9）◎

『国民宿舎サン マリーナ』は民営の施設を1995年（平成7年）7月1日に国民宿舎として指定したもの。1994年（平成6年）築造。『民営国民宿舎協議会』に入会中。
- 山楽荘（東京都青梅市御岳山108番地）

『国民宿舎山楽荘』は民営の施設を1959年（昭和34年）2月18日付で国民宿舎として指定したもの。宿坊を兼ねていた。現在は宿泊施設『宿坊神乃家山楽荘』の名で営業を継続中ではあるが、『一般社団法人国民宿舎協会』『民営国民宿舎協議会』には入会していない。
- 思源荘（東京都西多摩郡奥多摩町氷川字大沢入1070番地）

『国民宿舎思源荘』は民営の施設を国民宿舎として指定したもの。奥多摩町の施設として1958年（昭和33年）4月10日開業。現在は閉業。運営は個人に委託していた。建物は解体済み。跡地は砂利置き場となっている。
- 止水荘（東京都あきる野市大字山田970番地）

『国民宿舎止水荘』は旧五日市町営の施設を国民宿舎として指定したもの。1959年（昭和34年）開業。現在は閉業。建物は解体済み。跡地は事務所となっている。
- 清流荘（東京都羽村市羽741番地）

『国民宿舎清流荘』は羽村市の施設を国民宿舎として指定したもの。1959年（昭和34年）4月15日築造、30日落成。現在は閉業。建物は解体済み。
- 浅間荘（東京都西多摩郡檜原村字本宿5493番地）

『国民宿舎浅間荘』は檜原村の施設を国民宿舎として指定したもの。同村の運営により1964年（昭和39年）5月1日に開業した。現在は閉業。建物は解体済み。跡地はレストランとなっている。
- 高尾山荘（東京都八王子市高尾町2172番地）

『国民宿舎高尾山荘』は八王子市の施設を国民宿舎として指定したもの。1960年（昭和35年）7月に開業し、1998年（平成10年）10月に閉業した。1967年（昭和42年）4月1日からは『八王子観光協会』が、その後は『高尾登山電鉄株式会社』が委託を受けて経営していた。指定時の所在地表記は東京都八王子市大字上椚田2162番地。
- 滝山荘（東京都八王子市高月町2371番）

『国民宿舎滝山荘』は八王子市の施設を国民宿舎として指定したもの。1959年（昭和34年）8月15日に開業し、2000年（平成12年）3月31日を以って閉業した。施設の一部は現存。
- 日原荘（東京都西多摩郡奥多摩町日原1048番地）

『国民宿舎日原荘』は奥多摩町の施設を国民宿舎として指定したもの。現在は閉業。運営は東京都、のち個人に委託していた。建物は解体済み。跡地は駐車場となっている。旧称『国民宿舎日原荘（日原ヒュッテ）』。
- 鳩の巣荘（東京都西多摩郡奥多摩町棚澤662番）

『国民宿舎鳩の巣荘』は奥多摩町の施設を国民宿舎として指定したもの。1960年（昭和35年）開業。その後、奥多摩町の予算にて施設を建て替え、2015年（平成27年）5月3日に宿泊施設『奥多摩の風 はとのす荘』の名でリニューアルオープンした。現在も営業を継続中ではあるが、『一般社団法人国民宿舎協会』『民営国民宿舎協議会』には入会していない。
- 宝寿閣（東京都青梅市御岳山161番地）

『国民宿舎宝寿閣』は民営の施設を1959年（昭和34年）2月18日付で国民宿舎として指定したもの。宿坊を兼ねていた。現在は宿泊施設『宿坊宝寿閣』の名で営業を継続中ではあるが、『一般社団法人国民宿舎協会』『民営国民宿舎協議会』には入会していない。
- 御岳山荘（東京都青梅市御岳山123番地）

『国民宿舎御岳山荘』は民営の施設を1959年（昭和34年）2月18日付で国民宿舎として指定したもの。宿坊を兼ねていた。現在宿坊としてのみ宿泊が可能（『一般社団法人国民宿舎協会』『民営国民宿舎協議会』には入会していない。）。
- 嶺雲荘（東京都青梅市御岳山57番地）

『国民宿舎嶺雲荘』は民営の施設を1959年（昭和34年）2月18日付で国民宿舎として指定したもの。宿坊を兼ねていた（ユースホステルとの兼営時期あり。）。現在は宿坊及び『御嶽ユースホステル』としてのみ宿泊が可能（『一般社団法人国民宿舎協会』『民営国民宿舎協議会』には入会していない。）。旧称『国民宿舎斎館須崎』。
- 小田急箱根レイクホテル（神奈川県足柄下郡箱根町元箱根旧札場164番地）

『国民宿舎小田急箱根レイクホテル』は『箱根観光船株式会社』経営の施設を国民宿舎として指定したもの。1962年（昭和37年）に開業。1968年（昭和43年）にホテル部門を併設。1977年（昭和52年）6月改築。2000年（平成12年）3月のリニューアルを経た後、現在も宿泊施設『小田急箱根レイクホテル』の名で営業を継続中ではあるが、『一般社団法人国民宿舎協会』『民営国民宿舎協議会』には入会していない。旧称『国民宿舎箱根レークロッジ』『国民宿舎箱根レイクロッジ』『国民宿舎箱根レイクホテル』『国民宿舎小田急箱根レイクロッジ』。
- 丹沢ホーム（神奈川県愛甲郡清川村煤ヶ谷5172番地）◎

『国民宿舎丹沢ホーム』は『企業組合丹沢ホーム』経営の施設を1963年（昭和38年）10月21日付で国民宿舎として指定したもの。1983年（昭和58年）7月増築。1996年（平成8年）にリニューアルオープン。『民営国民宿舎協議会』に入会中。
- 箱根太陽山荘（神奈川県足柄下郡箱根町強羅1320-375）◎

『国民宿舎箱根太陽山荘』は民営の施設を1968年（昭和43年）12月に国民宿舎として指定したもの。1942年（昭和17年）築造。1950年（昭和25年）と1951年（昭和26年）と1953年（昭和28年）に増改築。『民営国民宿舎協議会』に入会中。本館と別館は2007年（平成19年）に国の登録有形文化財に登録されている。
- ロッヂ富士見苑（神奈川県足柄下郡箱根町仙石原1245番地）

『国民宿舎ロッヂ冨士見苑』は『奥箱根観光株式会社』経営の施設を1970年（昭和45年）に国民宿舎として指定したもの。1967年（昭和42年）7月築造。2015年（平成27年）12月1日付で休業した後、2016年（平成28年）4月28日より土産物店『くろたまご館4』に転用されていたが、こちらも7月24日を以って閉店となった。建物は解体済み。

### 中部
- 浅草山荘（新潟県魚沼市大白川887-127）

『国民宿舎浅草山荘』は旧入広瀬村の施設として設置されたもの。『株式会社入広瀬観光公社』の経営により1973年（昭和48年）9月8日に開業した。2023年（令和5年）4月1日より『株式会社シティライフクリエイション』が指定管理者となり、現在まで『浅草山荘』の名で営業を継続中ではあるが、『一般社団法人国民宿舎協会』『民営国民宿舎協議会』には入会していない。開業時の所在地表記は新潟県北魚沼郡入広瀬村大字大白川新田字五味沢887-127。
- 朝日屋旅館（新潟県妙高市大字関山6087番地17）

『国民宿舎朝日屋旅館』は民営の施設を1959年（昭和34年）2月18日付で国民宿舎として指定したもの。現在も宿泊施設『朝日屋旅館』の名で営業を継続中ではあるが、『一般社団法人国民宿舎協会』『民営国民宿舎協議会』には入会していない。
- 大佐渡ロッジ（新潟県佐渡市椿697）

『国民宿舎大佐渡ロッジ』は『佐渡汽船株式会社』経営の施設を国民宿舎として指定したもの。1963年（昭和38年）7月1日開業。1990年（平成2年）10月改築。2000年（平成12年）閉業。施設は1986年に『財団法人新潟県観光公社』から旧両津市に移管（両津市は『株式会社大佐渡ロッジ』に経営を委託。）されている。建物は解体済み。跡地には宿泊施設『ドンデン山荘』がオープンした。開業時の所在地表記は新潟県両津市大字椿字蜂ヶ尾697。
- 岡本屋旅館（新潟県妙高市大字関山6089番地）

『国民宿舎岡本屋旅館』は民営の施設を1959年（昭和34年）2月18日付で国民宿舎として指定したもの。現在は閉業。休業中の2008年（平成20年）2月22日に建物が倒壊したとの報道がある。建物は解体済み。旧称『国民宿舎岡本屋』。
- 海府荘（新潟県佐渡市関428-1）◎

『国民宿舎海府荘』は『有限会社海府荘』経営の施設を国民宿舎として指定したもの。新潟県佐渡郡相川町大字関580番地の地に1953年（昭和28年）4月築造。1994年（平成6年）に現在地へ移転した。『民営国民宿舎協議会』に入会中。
- こさど（新潟県佐渡市羽茂大石1038番）

『国民宿舎こさど』は1969年（昭和44年）8月に開業した民営の施設を国民宿舎として指定したもの。現在は閉業。旧称『国民宿舎羽茂海浜センター』。
- 佐渡尖閣湾ホテル別館（新潟県佐渡市北狄1568）

『国民宿舎佐渡尖閣湾ホテル別館』は『松本電気鉄道株式会社』（現名称『アルピコ交通株式会社』。）経営の施設を国民宿舎として指定したもの。現在は閉業。建物は解体済み。跡地は駐車場となっている。
- 尖閣荘（新潟県佐渡市姫津1431番地2）◎

『国民宿舎 尖閣荘』は『尖閣荘有限会社』経営の施設を1959年（昭和34年）2月18日付で国民宿舎として指定したもの。1954年（昭和29年）築造。1979年（昭和54年）改築。『民営国民宿舎協議会』に入会中。『佐渡ベルメールユースホステル』前身の同名国民宿舎とは別の施設。開業時の所在地表記は新潟県佐渡郡相川町大字達者1431番地2。
- 尖閣荘（新潟県佐渡市姫津369番地4）

『国民宿舎尖閣荘』は民営の施設を国民宿舎として指定したもの。ユースホステルとの兼営時期あり。現在は国民宿舎としての営業は取り止め、『佐渡ベルメールユースホステル』の名で営業中。現在も同名の宿泊施設で営業中のものとは別の施設。
- たいない（新潟県胎内市下赤谷字岩原387番地1）

『国民宿舎たいない』は胎内市の施設として設置されたもの。旧黒川村営の施設として1972年（昭和47年）4月に築造された『国民保養センターたいない』を『国民宿舎胎内グランドホテル』に改称、開業した。1979年（昭和54年）4月増築。2009年（平成21年）1月12日に閉業。建物は解体済み。跡地には観光案内施設『胎内市観光交流センターたるが橋』が建てられている。開業時の所在地表記は新潟県北蒲原郡黒川村大字下赤谷字岩原387番地1。
- 胎内パークホテル（新潟県胎内市夏井1191番地1）

『国民宿舎胎内パークホテル』は胎内市営の施設として『胎内市国民宿舎条例』に基づいて設置されたもの。旧黒川村営の施設として1980年（昭和55年）12月1日に開業した。1984年（昭和59年）4月増改築。2009年（平成21年）1月12日に閉業し、同年4月1日から宿泊施設『胎内アウレッツ館』の名で営業を再開したが、2019年（平成31年）3月を以って再び閉業した。建物は現存。
- 東宝荘（新潟県佐渡市両津夷224番地）

『国民宿舎東宝荘』は『国際佐渡観光株式会社ホテル東宝』経営の施設を国民宿舎として指定したもの。ホテル、映画館と兼営していた。閉業後も宿泊施設『ホテル東宝荘』の名で営業を継続していたが、2018年（平成30年）12月27日付で新潟地方裁判所佐渡支部より破産手続の開始決定を受け倒産し、こちらも閉業となった。建物は現存するものの、廃墟となっている。旧称『国民宿舎東宝ホテル』『国民宿舎ホテル東宝』。
- ナガサキロッジ（新潟県妙高市大字関川2275番地80）

『国民宿舎ナガサキロッジ』は民営の施設を国民宿舎として指定したもの。現在も宿泊施設『ナガサキロッヂ』の名で営業を継続中ではあるが、『一般社団法人国民宿舎協会』『民営国民宿舎協議会』には入会していない。
- 白雲荘（新潟県佐渡市中興3534）

『国民宿舎白雲荘』は旧金井町営の施設として設置されたもの。1964年（昭和39年）6月1日に開業した。現在は閉業。建物は解体済み。跡地には交流施設『交流センター白雲台』がオープンした。開業時の所在地表記は新潟県佐渡郡金井町大字中興字乙トネ山3534。
- 白馬観光ホテル（新潟県糸魚川市大字大所989番地6）

『国民宿舎白馬観光ホテル』は1960年（昭和35年）10月12日に開業した『白馬観光ホテル株式会社』経営の施設を国民宿舎として指定したもの。現在は閉業。建物は解体済み。跡地は空き地となっている。
- 八方台休暇センター（新潟県長岡市成願寺町字新林2069）

『国民宿舎八方台休暇センター』は長岡市営の施設として設置されたもの。1962年（昭和37年）12月1日に竣工、8日（13日とする資料あり。）に開業し、2002年（平成14年）3月31日に閉業した。建物は解体済み。跡地は空き地となっている。
- 針村屋（新潟県妙高市大字関山6113番地1）

『国民宿舎針村屋』は民営の施設を1959年（昭和34年）2月18日付で国民宿舎として指定したもの。現在は宿泊施設『山の湯宿針村屋』の名で営業を継続中ではあるが、『一般社団法人国民宿舎協会』『民営国民宿舎協議会』には入会していない。旧称『国民宿舎針村屋旅館』。
- ホテル姫崎（新潟県佐渡市両津大川字姫崎104番地1）

『国民宿舎ホテル姫崎』は民営の施設を国民宿舎として指定したもの。1973年（昭和48年）6月築造。1993年（平成5年）改築。現在は閉業。建物は現存するものの、廃墟となっている。
- 悠久山湯元館（新潟県長岡市悠久町1丁目192番地15）◎

『国民宿舎悠久山湯元館』は1965年（昭和30年）に開業した『有限会社悠久山湯元館』（現名称『有限会社国民宿舎悠久山湯元館』。）経営の施設を国民宿舎として指定したもの。1986年（昭和61年）改築。『民営国民宿舎協議会』に入会中。
- 湯沢高原ロッジ（新潟県南魚沼郡湯沢町大字湯沢）

『国民宿舎湯沢高原ロッジ』は湯沢町営の施設として設置されたもの。1964年（昭和39年）開業。施設の老朽化と日帰り客の増加を見越し、閉業。1984年（昭和59年）12月より建物は解体し、跡地にはレストランに特化した施設『サントピア』（現名称『エーデルワイス』。）をオープンした。旧称『国民宿舎湯沢高原ロッヂ』『国民宿舎湯沢高原スキーロッジ』。
- ゆのたに荘（新潟県魚沼市下折立245番地）

『国民宿舎ゆのたに荘』は旧湯之谷村営の施設して設置されたもの。1966年（昭和41年）開業。1992年（平成4年）より『株式会社ゆのたに荘』が運営。現在は宿泊施設『ホテルゆのたに荘』の名で営業を継続中ではあるが、『一般社団法人国民宿舎協会』『民営国民宿舎協議会』には入会していない。
- 五箇山温泉 五箇山荘（富山県南砺市田向字大平333番地1）◎

『国民宿舎五箇山温泉 五箇山荘』は南砺市営の施設として『南砺市国民宿舎条例』に基づいて設置されたもの。条例上の施設名称は『南砺市国民宿舎「五箇山荘」』。旧平村営の施設として1979年（昭和54年）6月16日に開業。1992年（平成4年）9月増改築。2009年（平成21年）4月1日から2012年（平成24年）3月31日までは『株式会社長田組』が、2012年（平成24年）4月1日から現在までは『株式会社五箇山企画』が指定管理者としてそれぞれ運営。『一般社団法人国民宿舎協会』に入会中。
- 五感リゾート牛岳（富山県富山市山田赤目谷31番地28）

『国民宿舎五感リゾート牛岳』は富山市営の施設として『富山市牛岳温泉健康センター条例』に基づいて設置されたもの。旧山田村営の施設として『山田村健康センター等設置条例』に基づいて築造された。現在は日帰り入浴施設兼宿泊施設『牛岳温泉健康センター』の名で営業を継続中。指定管理者制度を導入したことに伴い、2019年（令和元年）より『株式会社石橋』が運営。現在は『一般社団法人国民宿舎協会』『民営国民宿舎協議会』の何れにも入会していない。
- 白樺ハイツ（富山県富山市亀谷1番地10）

『国民宿舎白樺ハイツ』は富山市営の施設として『富山市国民宿舎事業の設置等に関する条例』『富山市白樺ハイツ条例』に基づいて設置されたもの。条例上の施設名称は『富山市白樺ハイツ』。旧大山町営の施設として1977年（昭和52年）11月に築造、12月に開業した。1999年（平成11年）3月に増改築リニューアルオープン。施設老朽化や宿泊客数の低迷、新型コロナウイルス禍を理由に2021年（令和3年）3月31日に閉業した。『富山・大山国民宿舎事務組合』による運営を経た後、2009年（平成17年）度より指定管理者制度を導入したことに伴い、閉業時まで『株式会社石橋』が運営していた。閉業後は有志により立ち上げられた『白樺の湯を守る会』の運営による日帰り温浴施設『白樺の湯』が2021年（令和3年）4月10日に開業している（建物は増築部分にあたる温浴棟を活用している。）。開業時の所在地表記は富山県上新川郡大山町亀谷字平割1-9。
- 杉田旅館（富山県中新川郡立山町大字芦峅寺）

『国民宿舎杉田旅館』は民営の施設を国民宿舎として指定したもの。ユースホステルとの兼営時期あり。宿泊施設『杉田旅館』との兼営。現在は閉業。建物は解体され、跡地は駐車場となっている。旧称『国民宿舎杉田』。
- 天望立山荘（富山県中新川郡立山町大字芦峅寺）◎

『国民宿舎 天望立山荘』は富山県の施設として『富山県立山荘条例』に基づいて設置されたもの。条例上の施設名称は『富山県立山荘』。全国4番目の国民宿舎として、また富山県営の施設として『国民宿舎立山荘』の名で1958年（昭和33年）9月1日開業。1964年（昭和39年）8月改築、1998年（平成10年）7月増改築（同年8月1日にリニューアルオープン。）。1999年（平成11年）7月に愛称を『国民宿舎 天望立山荘』とすることが決定。2008年（平成20年）4月1日から現在まで『株式会社あるぺん村』が指定管理者として運営。『一般社団法人国民宿舎協会』に入会中。
- 片野荘（石川県加賀市片野町2字7-1）

『国民宿舎片野荘』は加賀市営の施設として設置されたもの。石川県立の施設として1978年（昭和53年）6月築造、7月20日開業。2004年（平成16年）2月29日に休業。『株式会社吉水』が加賀市より施設を借り受けて宿泊施設『加賀吉水片野荘』の名で2004年（平成16年）7月1日より営業を再開したが、こちらも利用者減を理由に2007年（平成19年）3月に閉業している。加賀市が施設運営者を公募、応募者が出たものの不適切との判断となり、宿泊事業の再開業を断念するに至った。
- 新宮荘（石川県羽咋郡宝達志水町新宮713）

『国民宿舎新宮荘』は旧志雄町営の施設として設置されたもの。1964年（昭和39年）4月1日に開業し、1994年（平成6年）1月25日に閉業した。建物は解体済み。跡地は空き地となっている。
- 能登うしつ荘（石川県鳳珠郡能登町字羽根5字4番地）◎

『国民宿舎能登うしつ荘』は能登町の施設として『能登町観光施設条例』に基づいて設置されたもの。石川県立の施設として1972年（昭和47年）に開業。旧能都町営の施設に移管された際は『能都町観光施設設置条例』に基づいて設置されていた。1991年（平成3年）10月増改築。『令和6年能登半島地震』の影響を理由に休館中。『一般社団法人国民宿舎協会』に入会中。
- 能登きのうら荘（石川県珠洲市折戸町ホの部25番地の1）

『国民宿舎能登きのうら荘』は石川県立、珠洲市営の施設として設置されたもの。1971年（昭和46年）4月に開業し、1988年（昭和63年）12月に増改築した後、2010年（平成22年）3月31日に閉業した。建物は珠洲市の予算で解体済み。跡地には体験宿泊施設『木ノ浦ビレッジ』が建てられている。閉業時までは『財団法人木ノ浦健民休暇村協会』が運営。
- 能登こいじ荘（石川県鳳珠郡能登町字恋路3-18）

『国民宿舎能登こいじ荘』は石川県立、旧内浦町営の施設として設置されたもの。1970年（昭和45年）12月築造。1984年（昭和59年）9月増改築。現在は閉業。建物は解体済み。跡地には体験交流施設『ラブロ恋路』がオープンした。
- 能登小牧台（石川県七尾市中島町小牧井部55番地）

『国民宿舎能登小牧台』は七尾市営の施設として『七尾市国民宿舎能登小牧台条例』に基づいて設置されたもの。旧中島町営の施設として『中島町観光施設設置及び管理に関する条例』に基づいて1971年（昭和46年）7月に築造された。1991年（平成3年）3月と1993年（平成5年）10月に増改築。指定管理者制度の導入により、2001年（平成13年）7月から『株式会社中島リゾートビューロー』が、2016年（平成28年）4月1日から現在までは『株式会社休暇村サービス』がそれぞれ運営。現在は『一般社団法人国民宿舎協会』『民営国民宿舎協議会』の何れにも入会していない。旧称『国民宿舎小牧台』。
- のとじ荘（石川県珠洲市宝立町鵜飼1字30番地の1）

『国民宿舎のとじ荘』は珠洲市営の施設として『珠洲市国民宿舎条例』に基づいて設置されたもの。1962年（昭和37年）8月1日開業。1978年（昭和53年）2月改築。1996年（平成8年）4月新館増築。1997年（平成9年）3月増改築。一時期、『財団法人見付海岸自然公園協会』『全国国民宿舎協会』が運営していた。現在は宿泊施設『珠洲温泉 のとじ荘』の名で営業を継続中ではあるが、『一般社団法人国民宿舎協会』『民営国民宿舎協議会』には入会していない。旧称『国民宿舎能登路荘』。
- 能登つるぎぢ荘（石川県輪島市門前町劒地カの40）

『国民宿舎能登つるぎぢ荘』は輪島市の施設として『輪島市国民宿舎能登つるきぢ荘条例』に基づいて設置されたもの（条例は2010年（平成22年）4月に廃止された。）。石川県立の施設として1970年（昭和45年）12月に築造、1971年（昭和46年）4月に開業した。旧門前町に移管された後、1990年（平成2年）10月の改築を経て、2010年（平成22年）3月31日に閉業した。建物は現存するものの、廃墟となっている。
- 能登とぎ荘（石川県羽咋郡志賀町酒見）

『国民宿舎能登とぎ荘』は旧富来町営の施設として設置されたもの。石川県立の施設として1972年（昭和47年）に開業。現在は閉業。建物は解体済み。跡地は空き地となっている。
- 能登やなぎだ荘（石川県鳳珠郡能登町字柳田知部1番地）◎

『国民宿舎能登やなぎだ荘』は能登町の施設として『能登町観光施設条例』に基づいて設置されたもの。石川県立の施設として1976年（昭和51年）4月に築造された。施設が旧柳田村に移管された際は『柳田村国民宿舎条例』に基づいて設置されていた。1986年（昭和61年）4月増築。1990年（平成2年）12月改築。『令和6年能登半島地震』の影響を理由に休館中。『一般社団法人国民宿舎協会』に入会中。
- 白山一里野荘（石川県白山市尾添チ63番地）

『国民宿舎白山一里野荘』は旧尾口村の施設として『国民宿舎白山一里野荘の設置等に関する条例』に基づいて設置されたもの。石川県立の施設として1976年（昭和51年）6月1日に開業し、旧尾口村に運営権を移譲した後、1983年（昭和58年）11月と1985年（昭和60年）に増築し、2010年（平成22年）3月31日に閉業した。一時期、『財団法人尾口村ふるさと公社』が運営を担っていた。
- 白山荘（はやしや）（石川県白山市上野町）

『国民宿舎白山荘（はやしや）』は民営の施設を1962年（昭和37年）5月に国民宿舎として指定したもの。現在は閉業。旧称『国民宿舎はやしや』。
- 万葉荘（石川県七尾市和倉町弐部38番地の5）

『国民宿舎万葉荘』は『国民宿舎温泉福祉有限会社』経営の施設を1967年（昭和42年）9月1日付で国民宿舎として指定したもの。1962年（昭和37年）5月築造。1974年（昭和49年）11月改築。現在は閉業。建物は民宿兼食堂に転用されていたが、現在はこちらも閉業している。
- 八木荘（石川県珠洲市宝立町鵜島ニ部43）

『国民宿舎八木荘』は民営の施設を国民宿舎として指定したもの。現在は閉業。建物は現存。
- 輪島荘（石川県輪島市光浦町49字21番地）

『国民宿舎輪島荘』は輪島市営の施設として『輪島市国民宿舎輪島荘条例』に基づいて設置されたもの（条例は2010年（平成22年）4月に廃止された。）。1966年（昭和41年）に開業。1977年（昭和52年）7月に改築。2010年（平成22年）3月31日に閉業。建物は解体済み。土地は売却され、跡地には特別養護老人ホームが建てられている。
- 小浜ロッジ（福井県小浜市青井第35号1）

『国民宿舎小浜ロッジ』は小浜市営の施設として『小浜市営国民宿舎小浜ロッジ設置条例』に基づいて設置されたもの。1964年（昭和39年）7月27日に開業し、1977年（昭和52年）3月に増改築した後、2009年（平成21年）12月27日に閉業した。開業時は民間企業に運営を委託したが、1969年（昭和44年）に小浜市営に変更となった経緯がある。建物は解体済み。跡地は駐車場となっている。
- かれい崎荘（福井県丹生郡越前町米ノ66-96）

『国民宿舎かれい崎荘』は越前町営の施設として『越前町国民宿舎かれい崎荘条例』に基づいて設置されたもの（条例は2013年（平成25年）12月に廃止された。）。条例上の施設名称は『越前町国民宿舎かれい崎荘』。1972年（昭和47年）7月8日開業。1998年（平成10年）12月改築。施設の老朽化と耐震基準対応改修に多額の費用が掛かることを理由に2014年（平成26年）3月31日を以って閉業した。建物は解体済み。跡地は空き地となっている。
- グリーンロッジ（福井県吉田郡永平寺町志比6号3番地）

『国民宿舎グリーンロッジ』は民営の施設を国民宿舎として指定したもの。1991年（平成3年）4月改築。現在は閉業。閉業後、建物は解体され、跡地には宿泊施設『永平寺 親禅の宿 柏樹関』が建てられている。旧称『国民宿舎そば乃家』。
- 城山荘（福井県大飯郡高浜町事代第6号1番地1）

『国民宿舎城山荘』は高浜町営の施設として『高浜町厚生休養施設設置条例』に基づいて設置されたもの。全国16番目の国民宿舎として1960年（昭和35年）7月1日に開業。1985年（昭和60年）7月と1988年（昭和63年）4月に増改築。指定管理者制度の導入後は宿泊施設『若狭高浜 城山荘』の名で営業を継続していたが、館内設備の老朽化が進んだことから2023年（令和5年）9月30日付で休業した。休業時までは『有限会社せくみ屋』が指定管理者として運営していた。
- 鷹巣荘（福井県福井市蓑町3字下の浜11の1）◎

『国民宿舎鷹巣荘』は福井市の施設として『福井市国民宿舎鷹巣荘の設置及び管理に関する条例』に基づいて設置されたもの。条例上の施設名称は『福井市国民宿舎鷹巣荘』。福井市営の施設として1969年（昭和44年）7月に開業。2013年（平成25年）4月より改修準備のため休業した後、2014年（平成26年）10月28日にリニューアルオープンした。2005年（平成17年）10月から2020年（令和2年）3月31日までは『株式会社フードサービス福井』が指定管理者として運営。豪雪による財政難を理由に福井市が譲渡先を一般公募した結果、同社が買収し、同年4月1日より民営化された。『一般社団法人国民宿舎協会』に入会中。開業時の所在地表記は福井県福井市蓑町11字下の浜1の1。
- つるが荘（福井県敦賀市吉河41号向出1番地3）

『国民宿舎つるが荘』は福井県営の施設として『福井県国民宿舎の設置および管理に関する条例』に基づいて設置されたもの。1970年（昭和45年）4月1日開業。2002年（平成14年）3月閉業。『社会福祉法人福井県福祉事業団』（現名称『社会福祉法人ふくい福祉事業団』。）が運営していた。建物は解体済み。跡地は駐車場となっている。
- 梅丈ロッジ（福井県三方上中郡若狭町海山51-13）

『国民宿舎梅丈ロッジ』は旧三方町営の施設として設置されたもの。1963年（昭和38年）4月16日（25日とする資料あり。）開業。現在は宿泊施設『若狭みかた きらら温泉 水月花』の名で営業を継続中ではあるが、『一般社団法人国民宿舎協会』『民営国民宿舎協議会』には入会していない。旧称『梅丈ロッヂ』。
- パークホテル九頭竜（福井県大野市角野第14号3番地）◎

『国民宿舎パークホテル九頭竜』は大野市営の施設として『大野市国民休養地設置条例』に基づいて設置されたもの。旧和泉村営の施設として1981年（昭和56年）6月に開業した。1995年（平成7年）増改築。『財団法人和泉村公園施設管理公社』による運営を経た後、2010年（平成22年）4月1日からは『株式会社メンテナンスナカムラ』が、2019年（平成31年）7月1日から現在まで『豊実精工株式会社』が指定管理者としてそれぞれ運営。『一般社団法人国民宿舎協会』に入会中。
- ファーストイン越前（福井県坂井市三国町竹松1-5）

『国民宿舎ファーストイン越前』は民営の施設を国民宿舎として指定したもの。現在は閉業。
- 福井市美山森林温泉みらくる亭（福井県福井市市波町第38号2番地）

『国民宿舎福井市美山森林温泉みらくる亭』は福井市営の施設として『福井市美山森林温泉みらくる亭の設置及び管理に関する条例』に基づいて設置されたもの。旧美山町営の施設として1989年（平成元年）7月開業。1994年（平成6年）増築。福井市に運営権を移譲した後、同市の策定した財政再建計画に基づいた民営化移行準備のため、2020年（令和2年）4月1日より休業した。同年9月24日付で同市の施設しては廃止となった後、施設は『株式会社O3dining』に無償譲渡された。現在は同社が2022年（令和4年）4月20日に開業させたアウトドア施設『ルポの森』の一施設として転用されている。休業時までは『越前健康開発有限会社』が指定管理者として運営していた。
- まるいち玉川荘（福井県丹生郡越前町玉川73-28）

『国民宿舎まるいち玉川荘』は民営の施設を国民宿舎として指定したもの。1975年（昭和50年）12月築造。2011年（平成23年）8月31日を以って閉業。建物は現存するものの、廃墟となっている。
- サニーデロッジ（山梨県南都留郡富士河口湖町大石戸沢2549番地の1）

『国民宿舎サニーデロッジ』は民営の施設を国民宿舎として指定したもの。現在は国民宿舎としての営業は取り止め、宿泊施設『サニーデ・リゾート』の名で営業中。建物は旧島津候別荘を転用したもの。
- 静湖園（山梨県南都留郡富士河口湖町船津字大池6713番地85）

『国民宿舎静湖園』は民営の施設を国民宿舎として指定したもの。1967年（昭和42年）7月築造。現在は閉業。建物は現存。
- 広河原ロッジ（山梨県南アルプス市芦安芦倉字野呂川入1685番地）

『国民宿舎広河原ロッジ』は山梨県営の施設として設置されたもの。1967年（昭和42年）5月に開業し、南アルプス市の管理となった後、2004年（平成16年）7月に閉業した。『山梨交通株式会社』への業務委託を経て2002年（平成14年）より旧芦安村に業務が移管されていた。建物は解体済み。跡地には案内所兼休憩施設『野呂川広河原インフォメーションセンター』が建てられている。
- 富士河口湖ロッジ（山梨県南都留郡富士河口湖町河口2719番地）

『国民宿舎富士河口湖ロッジ』は『富士観光開発株式会社』経営の施設を国民宿舎として指定したもの。1963年（昭和38年）10月1日の開業時より運営していた旧河口湖町から譲渡を受け、1966年（昭和41年）7月26日より『富士観光開発株式会社』が運営していた。現在は閉業。建物は現存するものの、廃墟となっている。
- 富士スバルランドロッジ（山梨県南都留郡富士河口湖町船津字剣丸尾6663-1）

『国民宿舎富士スバルランドロッジ』は『富士観光開発株式会社』が経営していた『富士スバルランド』（現名称『富士すばるランド』。）の施設の一部を国民宿舎として指定したもの。1967年（昭和42年）7月築造。1998年（平成10年）11月14日に閉業。建物は解体済み。旧称『国民宿舎富士スバルランド・ロッジ』。
- 身延観光ホテル（山梨県南巨摩郡身延町角打893）

『国民宿舎身延観光ホテル』は『身延観光開発株式会社』経営の施設を国民宿舎として指定したもの。現在は閉業。旧称『国民宿舎身延山観光ホテル』。
- 本栖ロッジ（山梨県南都留郡富士河口湖町本栖）

『国民宿舎本栖ロッジ』は山梨県営の施設として設置されたもの。全国6番目の国民宿舎として1958年（昭和33年）11月11日（17日とする資料もあり。）に開業。『富士急行株式会社』に運営を委託した後、1998年（平成10年）12月1日より休業したまま、1999年（平成11年）3月31日に閉業した。建物は解体済み。跡地は空き地となっている。
- 八ヶ岳ロッジ（山梨県北杜市高根町清里）

『国民宿舎八ヶ岳ロッジ』は山梨県営の施設を1962年（昭和37年）5月に国民宿舎として指定したもの。全国28番目の国民宿舎として1961年（昭和36年）6月1日に開業。現在は閉業。建物は解体済み。跡地は空き地となっている。旧称『国民宿舎八ガ岳ロッジ』。
- 旅館若富士（山梨県南都留郡富士河口湖町船津字大池6713番地90）◎

『国民宿舎旅館若富士』は民営の施設を国民宿舎として指定したもの。『民営国民宿舎協議会』に入会中。
- 愛岳ヒュッテ（長野県南佐久郡南牧村大字野辺山403番地の1）

『国民宿舎愛岳ヒュッテ』は1973年（昭和48年）に開業した民営の施設を国民宿舎として指定したもの。1972年（昭和47年）6月築造。現在は閉業。建物は現存。
- あけぼの山荘（長野県北安曇郡小谷村大字千国乙里見12856）◎

『国民宿舎あけぼの山荘』は民営の施設を国民宿舎として指定したもの。1974年（昭和49年）12月築造。1995年（平成7年）増改築。『民営国民宿舎協議会』に入会中。
- 浅間山荘（長野県小諸市甲字野馬取4766番地2）

『国民宿舎浅間山荘』は1957年（昭和32年）に開業した『浅間山観光株式会社』経営の施設を1960年（昭和35年）4月に国民宿舎として指定したもの。ユースホステルとの兼営時期あり。1995年（平成7年）12月に現在地へ移転した。1989年（平成元年）に『浅間山観光株式会社』は解散し、その後は個人経営となっている。初代の建物は解体済み。跡地は駐車場となっている。2代目の建物は宿泊施設『天狗温泉浅間山荘』の名で営業を継続中ではあるが、『一般社団法人国民宿舎協会』『民営国民宿舎協議会』には入会していない。連合赤軍が引き起こしたあさま山荘事件の現場となった『浅間山荘』はこの建物とは別のもの。開業時の所在地表記は長野県小諸市甲字野馬取4766番地。
- 有明荘（長野県安曇野市穂高有明字中房7226）◎

『国民宿舎有明荘』は安曇野市の施設として『安曇野市営宿舎事業の設置等に関する条例』『安曇野市有明荘条例』に基づいて設置されたもの。条例上の施設名称は『安曇野市有明荘』。旧有明村が1951年（昭和26年）に開業した施設を旧穂高町営に移行する形で1960年（昭和35年）に建物を新築、全国29番目の国民宿舎として1961年（昭和36年）7月15日に開業した。1977年（昭和52年）に本館を改築。1978年（昭和53年）8月に新館を増築。1994年（平成6年）8月に改築。現在は『株式会社燕山荘』が指定管理者として運営。ユースホステルとの兼営時期あり。『一般社団法人国民宿舎協会』に入会中。
- 飯田高原ロッジ（長野県飯田市滝の沢6990番地75）

『国民宿舎飯田高原ロッジ』は民営の施設を国民宿舎として指定したもの。1975年（昭和50年）9月築造。現在は閉業。建物は現存するものの、廃墟となっている。
- 飯綱高原荘（長野県長野市大字上ケ屋字籠原2471-1028）

『国民宿舎飯綱高原荘』は『社団法人長野市開発公社』（現名称『一般社団法人長野市開発公社』。）運営の施設を国民宿舎として指定したもの。現在は閉業。閉業後、建物は『学校法人小山学園長野教育センター飯綱高原山の家』に転用されている。
- いろり荘（長野県大町市大字平字稲尾11342番地）

『国民宿舎いろり荘』は1974年（昭和49年）に開業した民営の施設を国民宿舎として指定したもの。1996年（平成8年）4月改築。現在は閉業。所在地表記を長野県大町市大字平字稲尾11158番地とする資料もあり。
- 永保荘（長野県長野市若穂保科1185番地）

『国民宿舎永保荘』は『保科財産区』（現名称『長野市保科財産区』。）の施設として『長野市国民宿舎永保荘設置及び管理に関する条例』に基づいて設置されたもの。全国12番目の国民宿舎として、また旧若穂町営の施設として1959年（昭和34年）8月1日（5日とする資料もあり。）に開業。1995年（平成7年）4月1日に本館を改築し、リニューアルオープン。2010年（平成22年）9月30日閉業。現在は日帰り入浴施設『保科温泉』と『若穂いこいの家』を併設する長野市営の施設となっている。
- 扇沢ロッジ（長野県大町市大字平字籠川谷2117）

『国民宿舎扇沢ロッジ』は『関西電気商事株式会社』（現名称『株式会社関電アメニックス』。）経営の施設を1966年（昭和41年）7月1日付で国民宿舎として指定したもの。2008年（平成20年）に閉業。建物は解体済み。跡地は空き地となっている。
- 大塩館（長野県上田市西内769-1）

『国民宿舎大塩館』は民営の施設を1969年（昭和34年）2月18日付で国民宿舎として指定したもの。現在は閉業。建物は解体済み。跡地は空き地となっている。開業時の所在地表記は長野県小県郡丸子町大字西内字雀原769-1。
- 大町スポーツロッジ（長野県大町市大字大町字中山8293番地）

『国民宿舎大町スポーツロッジ』は民営の施設を国民宿舎として指定したもの。建物を建て替えた後は宿泊施設『ポッポのお宿』の名で営業を再開した。現在も同名の宿泊施設にて営業を継続中ではあるが、『一般社団法人国民宿舎協会』『民営国民宿舎協議会』には入会していない。
- おんたけ荘（長野県木曽郡王滝村字小川4094-1）

『国民宿舎おんたけ荘』は王滝村営の施設を国民宿舎として指定したもの。1967年（昭和42年）10月に開業し、1999年（平成11年）に休業した。建物は解体済み。
- 鹿月荘（長野県上田市鹿教湯温泉1295番地2）

『国民宿舎鹿月荘』は上田市営の施設として『上田市鹿教湯温泉国民宿舎鹿月荘条例』に基づいて設置されたもの。条例上の施設名称は『上田市鹿教湯温泉国民宿舎鹿月荘』。全国3番目の国民宿舎として、また旧丸子町営の施設として『丸子町国民宿舎鹿月荘条例』に基づいて長野県小県郡丸子町大字西内1434番地2の地に1958年（昭和33年）8月11日（16日とする資料もあり。）に開業。1988年（昭和63年）1月に現所在地へ建て替え移転した。利用低迷で指定管理料が高止まりしていることを理由に上田市が民間事業者による活用を模索したが不調に終わったため、2025年（令和7年）3月31日を以って閉業した。初代の建物は既に解体され、跡地には『鹿教湯温泉交流センター』が建てられている。2代目の建物は現存。閉業時まで『一般社団法人国民宿舎協会』に入会していた。
- 鹿教湯保養所（長野県上田市鹿教湯温泉1308番地）

『国民宿舎鹿教湯保養所』は旧丸子町営の施設として設置されたもの。『長野県厚生農業協同組合連合会』の運営により1967年（昭和32年）11月開業。現在は閉業。建物は解体済み。跡地には『鹿教湯三才山リハビリテーションセンター』が建てられた。開業時の所在地表記は長野県小県郡丸子町大字西内1308番地。
- 鹿島槍国際ロッジ（長野県大町市大字平字ソデノ原20490番地2）

『国民宿舎鹿島槍国際ロッジ』は『三井観光開発株式会社』（開業当初の名称は『北炭観光開発株式会社』。現名称『株式会社グランビスタ ホテル&リゾート』。）経営の施設を国民宿舎として指定したもの。現在は閉業。指定時の所在地表記は長野県大町市大字平字袖の原2049-2。
- かねだ（長野県北安曇郡小谷村大字千国乙525番地）

『国民宿舎かねだ』は民営の施設を国民宿舎として指定したもの。1982年（昭和57年）10月築造。現在は閉業。建物は現存。
- 亀屋ホテル（長野県茅野市大字北山字白樺湖3419-1）

『国民宿舎亀屋ホテル』は1953年（昭和28年）に開業した『有限会社亀屋ホテル』経営の施設を1960年（昭和35年）4月に国民宿舎として指定したもの。1963年（昭和38年）1月に火災にて建物を消失したが、7月に再建を果たした。現在も宿泊施設『花の館 亀屋ホテル』の名で営業を継続中ではあるが、『一般社団法人国民宿舎協会』『民営国民宿舎協議会』には入会していない。
- 軽井沢高原荘（長野県北佐久郡軽井沢町大字発地1157-6）

『国民宿舎軽井沢高原荘』は『社団法人長野県観光開発公社』（現名称『一般社団法人長野県観光機構』。）運営の施設を国民宿舎として指定したもの。軽井沢町営の施設として1974年（昭和49年）7月6日開業。1991年（平成3年）11月に増改築した後、1996年（平成8年）12月の施設リニューアルを経た後、2005年（平成17年）9月30日に閉業した。建物は解体済み。跡地は駐車場となっている。
- 鬼無里の湯ホテル＆コテージ（長野県長野市鬼無里日影8855番地）

『国民宿舎鬼無里の湯ホテル＆コテージ』は長野市営の施設として『長野市鬼無里地域資源活用総合交流促進施設鬼無里の湯の設置及び管理に関する条例』に基づいて設置されたもの。条例上の施設名称は『長野市鬼無里地域資源活用総合交流促進施設鬼無里の湯』。旧鬼無里村営の施設として『鬼無里村休養施設国民宿舎条例』に基づいて1973年（昭和48年）5月に築造された。1987年（昭和62年）12月改築。指定管理者制度を導入しており、『株式会社オーエンス』による運営を経て、現在は『One＆Only株式会社』が運営。現在も同名の宿泊施設にて営業を継続中ではあるが、『一般社団法人国民宿舎協会』『民営国民宿舎協議会』には入会していない。旧称『国民宿舎鬼無里荘』『国民宿舎鬼無里の湯』。
- 霧ヶ峰ホテル（長野県諏訪市大字上諏訪13338-73）

『国民宿舎霧ヶ峰ホテル』は1951年（昭和26年）に開業した『株式会社霧ヶ峰ホテル』経営の施設を1960年（昭和35年）4月に国民宿舎として指定したもの。ユースホステルとの兼営時期あり。国民宿舎としては閉業した後も宿泊施設『霧ヶ峰ホテル』の名で営業を継続していたが、2011年（平成23年）9月20日付で長野地方裁判所諏訪支部より破産手続の開始決定を受け倒産し、こちらも閉業となった。1972年（昭和47年）11月に築造された建物は現存するものの、廃墟となっている。旧称『国民宿舎霧ガ峰ホテル』。
- クワタ（長野県上田市菅平高原1223番地1969）

『国民宿舎クワタ』は『株式会社桑田館』経営の施設を国民宿舎として指定したもの。現在は宿泊施設『菅平高原温泉ホテル』の名で営業を継続中ではあるが、『一般社団法人国民宿舎協会』『民営国民宿舎協議会』には入会していない。
- 駒ヶ根高原リトリート すずらん颯（長野県駒ヶ根市赤穂北割5番地1198）

『国民宿舎駒ヶ根高原リトリートすずらん颯』は駒ヶ根市営の施設として『駒ヶ根市国民宿舎条例』に基づいて設置されたもの。駒ヶ根市が建設し1968年（昭和43年）7月29日に竣工、8月1日に営業を開始した。1977年（昭和52年）に増築。1983年（昭和58年）3月と1999年（平成11年）7月に増改築リニューアルオープン。開業時から2005年（平成17年）度までは第三セクター『駒ヶ根観光開発株式会社』が運営していた。2006年（平成18年）度より指定管理者制度を導入したことに伴い、引き続き同社が運営を担っていたが、現在は『ふる里リゾート株式会社』が運営している。2020年（令和2年）7月1日より現施設名へと改称した。現在も宿泊施設『駒ヶ根高原リトリートすずらん颯』の名で営業を継続中ではあるが、『一般社団法人国民宿舎協会』『民営国民宿舎協議会』には入会していない。開業時の所在地表記は長野県駒ヶ根市赤穂北割5番地2110。旧称『国民宿舎すずらん荘』『駒ヶ根市営国民宿舎湖畔の宿すずらん荘』。
- 沢乃湯（長野県諏訪郡下諏訪町社7075番地）

『国民宿舎沢乃湯』は民営の施設を国民宿舎として指定したもの。1976年（昭和51年）5月改築。現在は閉業。建物は解体済み。跡地には店舗が建てられている。閉業前は宿泊施設としての営業は取り止め、日帰り入浴施設『毒沢鉱泉沢乃湯』の名で営業していた。旧称『国民宿舎沢の湯』。
- 志賀高原荘（長野県下高井郡山ノ内町大字平穏字池の平7148-7）

『国民宿舎志賀高原荘』は『社団法人長野県観光開発公社』（現名称『一般社団法人長野県観光機構』。）運営の施設を国民宿舎として指定したもの。1966年（昭和41年）12月に開業し、2001年（平成13年）に閉業した。建物は解体済み。跡地は空き地となっている。
- 渋御殿湯（長野県茅野市大字北山字奥蓼科5520番地3）◎

『国民宿舎渋御殿湯』は1953年（昭和28年）に開業した『有限会社渋御殿湯』経営の施設を1960年（昭和35年）4月に国民宿舎として指定したもの。1987年（昭和62年）7月改築。『民営国民宿舎協議会』に入会中。
- 白樺湖水源荘（長野県茅野市大字北山字白樺湖3419番地15）

『国民宿舎白樺湖水源荘』は1968年（昭和43年）に開業した『有限会社白樺湖水源荘』経営の施設を国民宿舎として指定したもの。1973年（昭和48年）7月築造。1982年（昭和57年）5月増改築。2014年（平成26年）10月31日付で運営会社が事業を停止したため、閉業した。建物は現存するものの、廃墟となっている。旧称『国民宿舎水源荘』。
- 白樺平山の家（長野県上田市武石上本入2085）

『国民宿舎白樺平山の家』は民営の施設を1960年（昭和35年）4月に国民宿舎として指定したもの。現在は閉業。
- 杉久保ハウス（長野県上水内郡信濃町大字野尻29番地8）◎

『国民宿舎 杉久保ハウス』は『合同会社杉久保ハウス』経営の施設を国民宿舎として指定したもの。『民営国民宿舎協議会』に入会中。
- 清雲荘（長野県木曽郡木曽町日義駒見4878）◎

『木曽駒天神温泉 国民宿舎清雲荘』は民営の施設を国民宿舎として指定したもの。1978年（昭和53年）4月築造。『民営国民宿舎協議会』に入会中。旧称『国民宿舎天神温泉清雲荘』。
- 高ボッチ高原荘（長野県塩尻市大字旧塩尻東山3215）

『国民宿舎高ボッチ高原荘』は『株式会社美ヶ原観光ホテル』（現名称『東洋観光事業株式会社』。）経営の施設を1960年（昭和35年）4月に国民宿舎として指定したもの。『松本電気鉄道株式会社』（現名称『アルピコ交通株式会社』。）経営の施設として1958年（昭和33年）6月に築造。1969年（昭和44年）5月増築。2000年（平成12年）11月に発生した火災にて建物が焼失し、閉業。跡地は空き地となっている。
- 高峰温泉（長野県東御市滋野1462）

『国民宿舎高峰温泉』は民営の施設を1961年（昭和36年）4月1日付で国民宿舎として指定したもの。ユースホステルとの兼営時期あり。1978年（昭和53年）に発生した火災で建物が焼失した（跡地には温泉の源泉施設が建てられている。）ため、1983年（昭和58年）に小諸市内の別の場所に移転開業した。現在も宿泊施設『高峰温泉』の名で営業を継続中ではあるが、『一般社団法人国民宿舎協会』『民営国民宿舎協議会』には入会していない。
- 高峰高原ホテル（長野県小諸市甲704）

『国民宿舎高峰高原ホテル』は小諸市営の施設として設置されたもの。1961年（昭和36年）12月29日開業。1992年（平成4年）リニューアル。現在も『高峰高原ホテル』の名で営業を継続中ではあるが、『一般社団法人国民宿舎協会』『民営国民宿舎協議会』には入会していない。一部案内では長野県小諸市大字菱平字高峰国有林との所在地表記あり。旧称『国民宿舎高峯高原ホテル』。
- 高山荘（長野県上高井郡高山村大字奥山田字山田八）

『国民宿舎高山荘』は民営の施設を国民宿舎として指定したもの。高山村営の施設として1962年（昭和37年）5月26日に開業。その後の民営化を経て、現在は閉業。建物は解体済み。跡地には日帰り入浴施設『恵の湯』が2009年（平成21年）に建てられていたが、2021年（令和3年）1月4日に閉業した。
- 蓼科スポーツハウス（長野県茅野市大字北山4035番地）

『国民宿舎蓼科スポーツハウス』は民営の施設を1966年（昭和41年）7月1日付で国民宿舎として指定したもの。現在は閉業。旧称『蓼科スポーツホテル』。
- 天狗ロッヂ（長野県上田市菅平高原1223番の1591）

『国民宿舎天狗ロッヂ』は『有限会社天狗ロッヂ』経営の施設を国民宿舎として指定したもの。現在は宿泊施設『天狗ロッヂ』の名で営業を継続中ではあるが、『一般社団法人国民宿舎協会』『民営国民宿舎協議会』には入会していない。
- 豊国荘（長野県上高井郡高山村大字奥山田3682番地6）

『国民宿舎豊国荘』は民営の施設を1960年（昭和35年）4月に国民宿舎として指定したもの。ユースホステルとの兼営時期あり。現在は宿泊施設『五色の湯旅館』の名で営業を継続中ではあるが、『一般社団法人国民宿舎協会』『民営国民宿舎協議会』には入会していない。旧称『国民宿舎豊国館』。
- 成瀬旅館（長野県長野市戸隠中社3352番地）◎

『国民宿舎成瀬旅館』は1917年（大正6年）に開業した民営の施設を国民宿舎として指定したもの。1978年（昭和53年）6月改築。『民営国民宿舎協議会』に入会中だが、現在は閉業した模様。
- ねざめホテル（長野県木曽郡上松町大字上松1888番地）◎

『国民宿舎ねざめホテル』は上松町営の施設として『ねざめホテルの設置及び管理に関する条例』に基づいて設置されたもの。条例上の所在地表記は長野県木曽郡上松町大字上松1888番地1。1963年（昭和38年）12月11日に開業。1993年（平成5年）7月に改築。『上松観光開発有限会社』が運営。『一般社団法人国民宿舎協会』に入会中。
- 野明山荘（長野県上田市菅平高原）

『国民宿舎野明山荘』は民営の施設を1960年（昭和35年）4月に国民宿舎として指定したもの。ユースホステルとの兼営時期あり。現在は閉業。1968年（昭和43年）に発生した火災で建物は焼失したが、後に建て替えられている。建物は解体済み。
- 袴腰ヒュッテ（長野県松本市大字入山辺）

『国民宿舎袴腰ヒュッテ』は民営の施設を国民宿舎として指定したもの。現在は閉業。建物は解体済み。
- 白馬八木ロッジ（長野県北安曇郡白馬村大字北城4720番地）

『国民宿舎白馬八木ロッジ』は民営の施設を国民宿舎として指定したもの。現在は閉業。旧称『白馬八木ロッヂ』。
- 八方池山荘（長野県北安曇郡白馬村大字北城4487番地1）

『国民宿舎八方池山荘』は白馬村営の施設として『白馬村山小屋条例』に基づいて設置されたもの。施設は1965年（昭和40年）4月に完成。現在も同名の宿泊施設にて営業を継続中ではあるが、『一般社団法人国民宿舎協会』『民営国民宿舎協議会』には入会していない。
- 馬場忠山荘（長野県上田市菅平高原1223番地3267）

『国民宿舎馬場忠山荘』は1964年（昭和39年）に開業した民営の施設を国民宿舎として指定したもの。現在は閉業。建物は現存。
- 聖山パノラマホテル（長野県長野市大岡丙5402番地2）

『国民宿舎聖山パノラマホテル』は旧大岡村営、長野市営の施設として『大岡村観光施設条例』『長野市大岡観光施設の設置及び管理に関する条例』に基づいて設置されたもの。2007年（平成19年）4月1日から2024年（令和6年）3月31日までは『聖山高原リゾート共同企業体』、2024年（令和6年）4月1日から現在までは『One＆Only株式会社』が指定管理者として運営。現在は宿泊施設『聖山パノラマホテル』の名で営業を継続中ではあるが、加入していた『一般社団法人国民宿舎協会』からは2024年（令和6年）3月31日付で退会している。
- 富士（長野県小県郡青木村大字田沢2689番地）

『国民宿舎富士』は『株式会社富士屋ホテル』経営の施設を国民宿舎として指定したもの。ユースホステルとの兼営時期あり。1975年（昭和50年）5月改築。現在は閉業。建物は一部現存。旧称『国民宿舎富士屋ホテル』。
- 文化北竜湖山荘（長野県飯山市大字瑞穂字小菅7335）

『国民宿舎文化北竜湖山荘』は1962年（昭和37年）に開業した『学校法人文化学園』（開業当時の名称は『学校法人並木学園』。）経営の施設を1967年（昭和42年）9月1日付で国民宿舎として指定したもの。国民宿舎としては閉業した後も宿泊施設『いいやま北竜温泉文化北竜館』の名で営業を継続していたが、諸般の事情により2023年（令和5年）3月31日を以って閉業した。現在は『株式会社藤巻建設』が建物を取得し、子会社『株式会社トライセンド・マネジメント』による運営の宿泊施設『北信州 北竜湖ホテル』の名称にて同年12月23日より営業中。
- 別所観光ホテル（長野県上田市別所温泉323番地）

『国民宿舎別所観光ホテル』は1957年（昭和32年）に開業した『有限会社別所観光ホテル』経営の施設を国民宿舎として指定したもの。2017年（平成29年）2月4日より宿泊施設『かわせみの宿』の名で営業を継続していたが、『一般社団法人国民宿舎協会』『民営国民宿舎協議会』には入会していなかった。『有限会社別所観光ホテル』が2020年（令和2年）5月25日付で事業を停止、同年7月13日までに長野地方裁判所上田支部へ自己破産を申請したことに伴い、閉業した。旧称『国民宿舎別所観光旅館』。
- ホテルシャングリラ（長野県東筑摩郡麻績村麻8177-1）

『国民宿舎ホテルシャングリラ』は『松本電気鉄道株式会社』（現名称『アルピコ交通株式会社』。）経営の施設を国民宿舎として指定したもの。現在は閉業。建物は解体済み。跡地は空き地となっている。
- ホテル山王閣（長野県諏訪郡下諏訪町5773）

『国民宿舎ホテル山王閣』は『有限会社山王閣』経営の施設を国民宿舎として指定したもの。『諏訪大社下社秋宮』の境内にあった。『長野県企業局』が1965年（昭和40年）12月に建設、開業。1991年（平成3年）5月に増改築、1994年（平成6年）に施設をリニューアルした後、土地の賃貸契約が終わったことを理由に2017年（平成29年）3月31日に閉業した。『社団法人長野県観光開発公社』（現名称『一般社団法人長野県観光機構』。）『長野県観光事業株式会社』『下諏訪観光事業』による運営を経て、2005年（平成17年）9月からは従業員4人が立ち上げた会社が運営を引き継いでいた。旧称『国民宿舎山王閣』『国民宿舎下諏訪会館山王閣』『国民宿舎下諏訪観光会館山王閣』。
- 松代荘（長野県長野市松代町東条3541番地）◎

『国民宿舎松代荘』は長野市の施設として『国民宿舎松代荘条例』『長野市国民宿舎松代荘の設置及び管理に関する条例』に基づいて設置されたもの。条例上の施設名称は『長野市国民宿舎松代荘』。1964年（昭和39年）8月1日開業。1998年（平成10年）12月改築。2024年（令和6年）4月1日から現在までは『一般社団法人長野市開発公社』が指定管理者として運営。『一般社団法人国民宿舎協会』に入会中。開業時の所在地表記は長野県埴科郡松代町東条3578番地。
- もちづき荘（長野県佐久市春日5921番地）◎

『信州春日温泉国民宿舎もちづき荘』は佐久市営の施設として『佐久市国民宿舎もちづき荘条例』に基づいて設置されたもの。条例上の施設名称は『佐久市国民宿舎もちづき荘』。旧望月町営の施設として『望月町国民宿舎もちづき荘設置及び管理に関する条例』に基づいて1967年（昭和42年）8月に本館を築造、1968年（昭和43年）に開業した。1983年（昭和58年）7月に本館を改築した後、1989年（平成元年）1月に別館を増築、1990年（平成2年）には施設をリニューアルしている。現在は『一般社団法人佐久市振興公社』が指定管理者として運営。『一般社団法人国民宿舎協会』に入会中。
- 薬師館（長野県小諸市大字菱平740番地）

『国民宿舎薬師館』は民営の施設を1960年（昭和35年）4月に国民宿舎として指定したもの。現在は宿泊施設『菱野温泉 薬師館』の名で営業を継続中ではあるが、『一般社団法人国民宿舎協会』『民営国民宿舎協議会』には入会していない。
- 山本小屋（長野県小県郡長和町和田5101番地）

『国民宿舎山本小屋』は1960年（昭和35年）4月に開業した民営の施設を1960年（昭和35年）4月に国民宿舎として指定したもの。現在は宿泊施設『美ヶ原高原ホテル山本小屋』の名で営業を継続中ではあるが、『一般社団法人国民宿舎協会』『民営国民宿舎協議会』には入会していない。
- 湯山荘（長野県上伊那郡箕輪町大字三日町2278番地イ）

『国民宿舎湯山荘』は箕輪町営の施設として設置されたもの。1964年（昭和39年）築造、1965年（昭和40年）4月開業。1988年（昭和63年）4月に閉業した後、1996年（平成8年）に増改築し、『信州かやの山荘』の名で再開業した。2022年（令和4年）4月より施設の老朽化を理由に宿泊を中止している。現在は『一般社団法人国民宿舎協会』『民営国民宿舎協議会』の何れにも入会していない。
- 横倉旅館（長野県長野市戸隠3347番地）◎

『国民宿舎横倉旅館』は1872年（明治5年）に開業した民営の施設を1966年（昭和41年）7月1日付で国民宿舎として指定したもの。1990年（平成2年）6月増改築。ユースホステルとの兼営時期あり。『民営国民宿舎協議会』に入会中。
- レイクサイド美鈴（長野県松本市大字三才山1830番地）

『国民宿舎レイクサイド美鈴』は松本市営の施設として設置されたもの。全国16番目の国民宿舎として、また旧本郷村営の施設として1960年（昭和35年）7月1日。（8月31日とする資料もあり。）に『国民宿舎美鈴荘』の名で開業した。松本市の施設となった後、1990年（平成2年）7月18日の改築リニューアルオープンを機に施設名を『国民宿舎レイクサイド美鈴』に改称した。2009年（平成21年）3月31日に閉業。
- ロッジ白樺（長野県北佐久郡立科町大字芦田八ケ野979番地）

『国民宿舎ロッジ白樺』は民営の施設を国民宿舎として指定したもの。立科町の施設として1973年（昭和48年）6月15日築造。1990年（平成2年）4月より経営を担った『株式会社蓼泉閣』は2003年（平成15年）12月27日に2度目の不渡りを出して事業を停止した。現在は閉業。建物は解体済み。跡地は空き地となっている。旧称『国民宿舎蓼泉閣』。
- ロッヂつばき（長野県北安曇郡小谷村大字千国乙12840-1）◎

『国民宿舎ロッヂつばき』は民営の施設を国民宿舎として指定したもの。『民営国民宿舎協議会』に入会中。
- ロッヂふもと（長野県松本市安曇番所3948-1）

『国民宿舎ロッヂふもと』は1975年（昭和50年）に開業した民営の施設を国民宿舎として指定したもの。1974年（昭和49年）12月築造。現在も同名の宿泊施設にて営業を継続中ではあるが、『一般社団法人国民宿舎協会』『民営国民宿舎協議会』には入会していない。旧称『国民宿舎ロッジふもと』。
- 上手旅館（長野県北安曇郡白馬村大字北城字八方5032番地）

『国民宿舎上手旅館』は民営の施設を国民宿舎として指定したもの。現在は宿泊施設『白馬 古民家 上手宿』の名で営業を継続中ではあるが、『一般社団法人国民宿舎協会』『民営国民宿舎協議会』には入会していない。
- 上手旅館別館ゲーニ・カスラウナ（長野県北安曇郡白馬村大字北城字八方4703-6）

『国民宿舎上手旅館別館ゲーニ・カスラウナ』は民営の施設を国民宿舎として指定したもの。1973年（昭和48年）築造。現在は閉業。建物は解体済み。
- 池田屋（岐阜県高山市上岡本町3丁目182番地）

『国民宿舎池田屋』は民営の施設を国民宿舎として指定したもの。1981年（昭和56年）3月改築。現在は閉業。建物は解体済み。跡地は和食店となっている。
- 恵那峡観光センター（岐阜県恵那市大井町字奥戸2709-27）

『国民宿舎恵那峡観光センター』は恵那市営の施設として設置したもの。1962年（昭和37年）6月3日に開業。ヘルスセンターを併設していた。1964年（昭和39年）9月に『恵那観光開発株式会社』へと施設が移譲された後、宿泊施設『旅館品の字』として再開業したが、こちらも現在は閉業している。建物は解体済み。跡地は公園となっている。
- 恵那山荘（岐阜県恵那市東野2390番地165）

『国民宿舎恵那山荘』は恵那市の施設として『恵那市根の上高原国民休養地条例』に基づいて設置されたもの。1980年（昭和55年）4月開業。1987年（昭和62年）4月改築。『一般財団法人恵那山荘』（旧称『財団法人国民宿舎恵那山荘』『一般財団法人国民宿舎恵那山荘』。）が運営。現在も同名の宿泊施設にて営業を継続中ではあるが、『一般社団法人国民宿舎協会』『民営国民宿舎協議会』には入会していない。
- 円空庵（岐阜県高山市奥飛騨温泉郷一重ヶ根1115）

『国民宿舎 円空庵』は『法円山禅通寺』の施設の一部を国民宿舎として指定したもの。宿坊を兼ねていた。1968年（昭和43年）5月築造。1993年（平成5年）7月改築。現在は閉業。
- 下呂温泉さくらや（岐阜県下呂市森1005番地の1）

『民営国民宿舎下呂温泉さくらや』は1900年（明治33年）に開業した『合資会社さくらや』経営の施設を1966年（昭和41年）5月に国民宿舎として指定したもの。現在は閉業。閉業時まで『民営国民宿舎協議会』に入会していた。旧称『国民宿舎さくらや』。
- 霜出荘（岐阜県飛彈市神岡町伏方281番地）◎

『国民宿舎霜出荘』は民営の施設を国民宿舎として指定したもの。1960年（昭和35年）8月築造。1974年（昭和49年）11月増築。『民営国民宿舎協議会』に入会中。
- 飛騨（岐阜県高山市西之一色町3丁目1043番地1）

『国民宿舎飛騨』は高山市営の施設として設置されたもの。1970年（昭和45年）8月15日に開業。1984年（昭和59年）に『社団法人飛騨高山観光協会』（現名称『一般社団法人飛騨・高山観光コンベンション協会』。）に運営が委託（1996年（平成8年）には施設も移管。）された後、2009年（平成21年）11月30日に閉業した。建物は解体済み。跡地は空き地となっている。
- 飛騨高原ロッジ（岐阜県飛驒市古川町数河3-37）

『国民宿舎飛騨高原ロッジ』は民営の施設を国民宿舎として指定したもの。旧古川町の施設として開業。現在は閉業。建物は解体済み。跡地は空き地となっている。
- ビューロッジ高山（岐阜県高山市長坂町16番地）

『国民宿舎ビューロッジ高山』は民営の施設を国民宿舎として指定したもの。現在は閉業。建物は現存。
- ホテルやまいち（岐阜県高山市石浦町2丁目181番地）

『国民宿舎ホテルやまいち』は『株式会社ホテルやまいち』経営の施設を国民宿舎として指定したもの。1978年（昭和53年）9月築造。現在は閉業。建物は解体済み。跡地は『ゲンキー石浦店』の駐車場と空き地になっている。指定時の所在地表記は岐阜県高山市石浦町7111。旧称『国民宿舎やまいち』。
- 朝野屋（静岡県伊豆市土肥725）

『国民宿舎朝野屋』は民営の施設を1963年（昭和38年）10月21日付で国民宿舎として指定したもの。現在は閉業。建物は現存。旧称『国民宿舎朝野屋荘』。
- 熱海ビレッジ（静岡県熱海市梅園町21番7号）

『国民宿舎熱海ビレッジ』は1968年（昭和43年）に開業した民営の施設を国民宿舎として指定したもの。1984年（昭和59年）1月と1990年（平成2年）の改築リニューアルを経た後、2008年（平成20年）1月15日に閉業した。閉業後は『株式会社第一興商』の運営により宿泊施設『うたゆの宿 熱海四季ホテル』の名で営業を継続していたが、こちらも2021年（令和3年）9月30日に閉業した。指定時の所在地表記は静岡県熱海市梅園町1780番地。旧称『国民宿舎熱海ビレーヂ』『国民宿舎熱海ビレッヂ』。
- 天城荘（静岡県賀茂郡河津町梨本359）

『国民宿舎天城荘』は民営の施設を1961年（昭和36年）4月1日付で国民宿舎として指定したもの。ユースホステルとの兼営時期あり。宿泊施設『天城荘』との兼営。現在は宿泊施設『AMAGISO-天城荘-［LIBERTY RESORT］』の名で営業を継続中ではあるが、『一般社団法人国民宿舎協会』『民営国民宿舎協議会』には入会していない。なお、運営企業である『天城自然公園株式会社』は2017年（平成29年）3月21日に静岡地方裁判所へ民事再生手続開始を申し立てている（申し立て後も宿泊施設としての営業は継続中。）。
- 伊豆熱川荘（静岡県賀茂郡東伊豆町奈良本969番地の1）◎

『国民宿舎伊豆熱川荘』は『有限会社国民宿舎伊豆熱川』経営の施設を国民宿舎として指定したもの。1975年（昭和50年）7月築造。『民営国民宿舎協議会』に入会中。
- 伊豆戸田荘（静岡県沼津市戸田3705番地）

『国民宿舎伊豆戸田荘』は旧戸田村営の施設として設置されたもの。静岡県営の施設として1966年（昭和41年）7月に開業した。旧戸田村に運営権を移譲した後、1994年（平成6年）に浴室棟を増築、2006年（平成18年）4月に老朽化のため休業した。建物は現存。
- 伊豆法華荘（静岡県賀茂郡東伊豆町片瀬617番地）

『国民宿舎伊豆法華荘』は1966年（昭和41年）に開業した『有限会社伊豆法華寮』経営の施設を同年7月1日付で国民宿舎として指定したもの。宿泊施設『伊豆法華寮』との兼営。1968年（昭和43年）7月築造。現在は閉業。建物は解体済み。跡地は空き地となっている。旧称『国民宿舎伊豆法華寮』。
- 井原の庄（静岡県伊東市十足565）◎

『国民宿舎井原の庄』は民営の施設を国民宿舎として指定したもの。1970年（昭和45年）4月築造。1985年（昭和60年）と1990年（平成2年）と1994年（平成6年）に改築。『民営国民宿舎協議会』に入会中。
- 石廊崎（静岡県賀茂郡南伊豆町石廊崎199-4）

『国民宿舎石廊崎』は民営の施設を国民宿舎として指定したもの。宿泊施設『石廊崎レストハウス』との兼営。現在は閉業。閉業後は飲食店に転用されていたが、こちらも現在は閉業した。建物は現存。
- いわたに（静岡県賀茂郡河津町谷津419-2）

『国民宿舎いわたに』は民営の施設を国民宿舎として指定したもの。現在は閉業。閉業後は宿泊施設『炭の宿 岩谷旅館』の名で営業を継続していたが、こちらも現在は閉業した。建物は現存。
- 遠州ふくで荘（静岡県磐田市豊浜4742番地）

『国民宿舎遠州ふくで荘』は旧福田町営の施設として設置されたもの。1973年（昭和48年）11月開業。1977年（昭和52年）に新館を増築。1991年（平成3年）11月に改築。施設改修に多額の費用が掛かることから2006年（平成18年）8月31日に休業した。建物は解体済み。跡地は空き地となっている。
- 大野屋（静岡県賀茂郡南伊豆町妻良820）

『国民宿舎大野屋』は民営の施設を国民宿舎として指定したもの。現在は閉業。建物は現存。
- 奥浜名湖（静岡県浜松市浜名区細江町気賀1023番地の1）◎

『国民宿舎奥浜名湖』は浜松市の施設として『浜松市国民宿舎奥浜名湖条例』に基づいて設置されたもの。条例上の施設名称は『浜松市国民宿舎奥浜名湖』。1970年（昭和45年）7月1日に静岡県営の施設として開業し、1991年（平成3年）9月と1994年（平成6年）9月に増改築、1995年（平成7年）4月1日に旧細江町に運営権を移譲した後、施設老朽化のため、2003年（平成15年）12月13日よりリニューアルオープンしている。旧細江町が市町村合併で廃止されたことに伴って2005年（平成17年）7月1日から2011年（平成23年）3月31日までは浜松市が、2011年（平成23年）4月1日から2016年（平成28年）3月31日までは『ヤタロー・東急コミュニティー・共同グループ』が、2016年（平成28年）4月1日から現在まで『ヤタロー・共同グループ』が指定管理者として運営。『一般社団法人国民宿舎協会』に入会中。
- おまえざき荘（静岡県御前崎市御前崎2070番地19）

『国民宿舎おまえざき荘』は旧御前崎町営の施設として設置されたもの。1968年（昭和43年）7月築造。1972年（昭和47年）9月に改築した後、2003年（平成15年）に閉業した。建物は解体済み。跡地は『潮騒公園』の一部となっている。
- かわず浜（静岡県賀茂郡河津町谷津763）

『国民宿舎かわず浜』は民営の施設を国民宿舎として指定したもの。宿泊施設『河津ホテル』との兼営。現在は閉業。旧称『国民宿舎かわづ浜』。
- かわづ（静岡県賀茂郡河津町湯ヶ野85-1）

『国民宿舎かわづ』は河津町営の施設として設置されたもの。1963年（昭和38年）12月に開業し、1988年（昭和63年）12月に増改築した後、2015年（平成27年）3月19日の宿泊を以って閉業した。建物は解体済み。跡地は空き地となっている。閉業時は『株式会社河津バガテル公園』が指定管理者として運営していた。旧称『国民宿舎かわず』。
- 木太刀荘（静岡県伊豆市湯ヶ島2821-4）

『国民宿舎木太刀荘』は伊豆市営の施設として設置されたもの。全国33番目の国民宿舎として、また旧天城湯ヶ島町営の施設として1961年（昭和36年）10月7日に開業し、1991年（平成3年）7月に増改築した後、民営化を目的として2006年（平成18年）1月31日に閉業した。閉業後、施設はリノベーションされ、現在は宿泊施設『リブマックスリゾート天城湯ケ島』の名で営業中だが、『一般社団法人国民宿舎協会』『民営国民宿舎協議会』には入会していない。
- 紅竹（静岡県浜松市中央区呉松町1511）

『国民宿舎紅竹』は民営の施設を国民宿舎として指定したもの。1968年（昭和43年）3月築造。1983年（昭和58年）7月増改築。2007年（平成19年）改築。宿泊施設『大草荘』との兼営。現在は閉業した模様で『一般社団法人国民宿舎協会』『民営国民宿舎協議会』の何れにも入会していない。旧称『国民宿舎大草荘』。
- 公共の宿 伊豆まつざき荘（静岡県賀茂郡松崎町字江奈210番地の1）◎

『国民宿舎公共の宿 伊豆まつざき荘』は『一般財団法人松崎町振興公社』運営の施設を『松崎町営宿泊施設の設置及び管理に関する条例』に基づいて国民宿舎として指定したもの。松崎町営の施設として静岡県賀茂郡松崎町字江奈167番地の1の地に1964年（昭和39年）8月15日に開業。1967年（昭和42年）6月に増築した後、2006年（平成18年）3月に現所在地へ建て替え移転した。『一般社団法人国民宿舎協会』に入会中。初代建物は解体され、跡地は駐車場となっている。旧称『国民宿舎伊豆まつざき荘』。
- 高原ハウス（静岡県御殿場市中畑2092番地5）

『国民宿舎高原ハウス』は民営の施設を1963年（昭和38年）10月21日付で国民宿舎として指定したもの。ユースホステルとの兼営時期あり。施設はアジアジャンボリーを兼ねた『第3回日本ジャンボリー』開催に合わせて開設されたものを転用した。建物は解体済み。跡地は空き地となっている。旧称『国民宿舎富士山麓高原ハウス』『裏箱根国民宿舎』。
- 下田（蓮台寺温泉ホテル）（静岡県下田市河内117）

『国民宿舎下田（蓮台寺温泉ホテル）』は民営の施設を1966年（昭和41年）7月1日付で国民宿舎として指定したもの。現在は閉業。宿泊施設『蓮台寺温泉ホテル』との兼営。閉業後も宿泊施設として営業を継続したものの、こちらも現在は閉業した。建物は現存。
- 下賀茂（山本旅館）（静岡県賀茂郡南伊豆町下賀茂292番地の1）

『国民宿舎下賀茂（山本旅館）』は民営の施設を国民宿舎として指定したもの。宿泊施設『山本旅館』との兼営。現在は閉業。閉業後も宿泊施設として営業を継続したものの、こちらも現在は閉業した。建物は解体済み。跡地は空き地となっている。
- 修善寺荘（静岡県伊豆市修善寺761番地）

『国民宿舎修善寺荘』は民営の施設を1963年（昭和38年）10月21日付で国民宿舎として指定したもの。現在は閉業。建物は現存。旧称『国民宿舎風月荘』。
- 真珠苑（静岡県伊豆の国市中條145番地の2）

『国民宿舎真珠苑』は民営の施設を国民宿舎として指定したもの。『守護山真珠院』の境内にあった。現在は閉業。建物は解体済み。跡地は住宅地となっている。開業時の所在地表記は静岡県田方郡韮山町中條145番地の2。
- 高砂屋荘（静岡県伊豆市土肥790-1）

『国民宿舎高砂屋荘』は民営の施設を国民宿舎として指定したもの。現在は閉業。ユースホステルとの兼営時期あり。宿泊施設『高砂屋旅館』との兼営。国民宿舎閉業後もユースホステル及び宿泊施設として営業を継続したものの、こちらも現在は閉業した。建物は現存。
- 土肥ふじみ荘（静岡県伊豆市八木沢1363番地の2）

『国民宿舎土肥ふじみ荘』は伊豆市営の施設として設置されたもの。旧土肥町営の施設として1965年（昭和40年）9月に開業。伊豆市に運営権を移譲した後、2006年（平成18年）1月31日に閉業した。建物は解体済み。跡地は空き地となっている。
- 東洋館（静岡県伊東市湯川1丁目7番18号）

『国民宿舎東洋館』は民営の施設を国民宿舎として指定したもの。宿泊施設『東年洋館』との兼営。現在は閉業。建物は解体済み。跡地は駐車場となっている。
- 中伊豆荘（静岡県伊豆市冷川字大幡野1524-691）

『国民宿舎中伊豆荘』は静岡県営の施設として設置されたもの。1965年（昭和40）11月築造。1990年（平成2年）11月に増改築。2002年（平成14年）4月から『中伊豆荘運営NPO設立準備委員会』（後に『特定非営利活動法人ワン・デイ・ワン』に改称。）が旧中伊豆町から運営権を受託したものの2006年（平成18年）3月までに閉業した。閉業後は2000年（平成12年）4月に開業した併設の日帰り入浴施設『中伊豆荘 癒豆（ゆず）の宿』を『万天の湯』に改称して営業を継続させていたが、こちらも2012年（平成24年）12月26日に閉業した。建物は解体済み。跡地には宿泊施設『富士陽光ホテル』が開業した。開業時の所在地表記は静岡県田方郡中伊豆町冷川字大幡野1524-4。
- 南海観光ホテル（静岡県下田市中2丁目1）

『国民宿舎南海観光ホテル』は民営の施設を国民宿舎として指定したもの。宿泊施設『南海観光ホテル』との兼営。現在は閉業。閉業後、建物は解体済み。跡地には病院が建てられたが、こちらも閉業し、現在は電気店が建てられている。
- ニュー下田（静岡県下田市西本郷1丁目4-13）

『国民宿舎ニュー下田』は『下田温泉株式会社』経営の施設を国民宿舎として指定したもの。宿泊施設『旅館下田富士苑』との兼営。1971年（昭和46年）9月築造。現在は閉業。建物は解体済み。跡地は駐車場となっている。
- 浜名湖かんざんじ荘（静岡県浜松市西区呉松町1768番地の1）

『国民宿舎浜名湖かんざんじ荘』は静岡県の施設として設置されたもの。旧庄内村と『遠鉄観光開発株式会社』が運営する全国45番目の国民宿舎として1962年（昭和37年）12月（11月とする資料あり。）13日に開業。1987年（昭和62年）3月に浜松市が静岡県から建物を譲り受け運営し続けていた。1991年（平成3年）4月に改築し、リニューアルオープンした。『かんざんじ荘管理協会』により運営されてきたが、2007年（平成19年）3月31日に閉業した。浜松市が静岡県から土地を借り、建物を民間に貸し付ける方法で同年4月1日より『遠鉄観光開発株式会社』が指定管理者として運営を担ってきたが、2018年（平成30年）1月8日を以って一旦運営を終了した。建物をリノベーションした後、体験型多用途施設『KAReN HaMaNaKo かんざんじ荘』が2021年（令和3年）9月13日に開業している。旧称『国民宿舎舘山寺荘』『国民宿舎館山寺荘』。
- 柳水（静岡県賀茂郡河津町谷津）

『国民宿舎柳水』は民営の施設を国民宿舎として指定したもの。現在は閉業。
- 湯河原泉山荘（静岡県熱海市泉226番地の148）

『国民宿舎湯河原泉山荘』は民営の施設を国民宿舎として指定したもの。現在は閉業。建物は解体済み。跡地は空き地となっている。
- 国民宿舎弓ヶ浜（静岡県賀茂郡南伊豆町湊894番地の26）

『国民宿舎弓ヶ浜』は1976年（昭和51年）に開業した『有限会社弓ヶ浜ロイヤルホテル』経営の施設を1967年（昭和42年）9月1日付で国民宿舎として指定したもの。現在は閉業。閉業後も宿泊施設『弓ヶ浜ロイヤルホテル文雅』として営業を継続していたが、現在はこちらも閉業している。建物は現存。
- レークサイド一碧荘（静岡県伊東市吉田820-10）

『国民宿舎レークサイド一碧荘』は民営の施設を国民宿舎として指定したもの。1977年（昭和52年）5月改築。1995年（平成7年）7月1日に再指定。1983年（昭和58年）増築。現在は閉業。建物は解体済み。跡地は駐車場となっている。旧称『国民宿舎一碧荘』。
- 伊良湖岬信州（愛知県田原市中山町岬1-20）

『国民宿舎伊良湖岬信州』は『南信州広域連合』運営の施設を国民宿舎として指定したもの。1972年（昭和47年）2月に開業し、1999年（平成11年）に改築した後、2007年（平成19年）9月30日に閉業した。『下伊那保健施設組合』による運営を経た後、2003年（平成15年）4月からは『下伊那郡町村会』に、その後は『南信州広域連合』に運営が委託されていた。建物は解体済み。跡地は空き地となっている。
- 桑谷山荘（愛知県岡崎市山綱町字扇子山284番地）

『国民宿舎桑谷山荘』は岡崎市営の施設として設置されたもの。1970年（昭和45年）7月築造。1984年（昭和59年）2月改築。2006年（平成18年）1月1日からは国民宿舎から市民休養施設へと変更、施設もリニューアルしたが、2012年（平成24年）12月31日を以って閉業。建物は岡崎市の予算にて解体済み。跡地は緑地公園となっている。
- 鳳来寺山荘（愛知県新城市門谷字鳳来寺1番地）

『国民宿舎鳳来寺山荘』は『煙巌山鳳来寺』の施設の一部を1966年（昭和41年）7月1日付で国民宿舎として指定したもの。宿坊を兼ねていた。1966年（昭和41年）4月築造。現在は閉業。
- ホテル三ヶ根荘（愛知県西尾市東幡豆町入会山）

『国民宿舎ホテル三ヶ根荘』は『三ヶ根観光株式会社』経営の施設を国民宿舎として指定したもの。全国20番目の国民宿舎として1960年（昭和35年）8月10日（16日とする資料もあり。）に開業。1962年（昭和37年）に起債の融資を繰り上げ償還するため、『三ヶ根グランドホテル』に改称した。現在は閉業。建物は解体済み。旧称『国民宿舎三ヶ根荘』。
- 綿屋別館（愛知県豊田市羽布町）

『国民宿舎綿屋別館』は民営の施設の一部を国民宿舎として指定したもの。現在は閉業。建物は解体済み。

### 近畿
- 赤目ロッジ（三重県名張市赤目町長坂750番地）

『国民宿舎赤目ロッジ』は民営の施設を国民宿舎として指定したもの。名張市営の施設として1962年（昭和37年）7月築造、9月15日（20日とする資料あり。）に開業した。現在は閉業。建物は解体済み。跡地は空き地となっている。開業時には『近鉄観光株式会社』が運営する民営の国民宿舎として指定を受けていた。
- 池の浦観光ホテル（三重県鳥羽市堅神町）

『国民宿舎池の浦観光ホテル』は『株式会社池の浦観光ホテル』経営の施設を国民宿舎として指定したもの。現在は閉業。旧称『国民宿舎池の浦ロッジ』。
- 伊勢志摩ロッジ（三重県志摩市磯部町恵利原2165番地）

『国民宿舎伊勢志摩ロッジ』は『有限会社伊勢志摩ロッジ』経営の施設を国民宿舎として指定したもの。旧磯部町営の施設として1965年（昭和40年）12月28日に開業し、1986年（昭和61年）4月1日に民営化、2010年（平成22年）に閉業した。建物は解体済み。跡地は空き地となっている。資料によっては三重県志摩市磯部町恵利原2200番地との所在地表記あり。
- 賢島ロッジ（三重県志摩市阿児町神明723番地9）

『国民宿舎賢島ロッジ』は旧阿児町営の施設として設置されたもの。全国8番目の国民宿舎として1959年（昭和34年）4月1日（3日とする資料もあり。）に開業。『志摩観光ホテル株式会社』（現名称『株式会社賢島宝生苑』。）が運営を受託して営業を継続していたが、1999年（平成11）1月を以って閉業した。閉業後、建物は『宝生苑ゆうばえ寮』に転用されている。
- 熊野ロッジ（三重県熊野市大泊町773番地）

『国民宿舎熊野ロッジ』は熊野市営の施設として設置されたもの。全国22番目の国民宿舎として1960年（昭和35年）9月17日に開業。国民宿舎としては閉業した後も『近鉄観光株式会社』が経営を担ったものの、こちらも現在は閉業している。建物は解体済み。
- 御殿場荘（三重県津市藤方2693番地3）

『国民宿舎御殿場荘』は民営の施設を国民宿舎として指定したもの。津市営の施設として1968年（昭和43年）12月に築造された。現在は閉業。建物は企業の従業員宿舎となっている。指定時の所在地表記は三重県津市大字藤方字洲原2693番地3。
- 紫峰閣（三重県津市榊原町5066の3番地）

『国民宿舎紫峰閣』は『有限会社国民宿舎紫峰閣』経営の施設を国民宿舎として指定したもの。現在は閉業。運営会社は2020年（令和2年）10月5日付で津地方裁判所より破産手続の開始決定を受けている。建物は現存。指定時の所在地表記は三重県久居市榊原町浜田5066の3番地。
- 勢和山荘（三重県多気郡多気町下出江）

『国民宿舎勢和山荘』は民営の施設の国民宿舎として指定したもの。現在は閉業。建物は現存。現在は『妙法山大本山妙尊寺』の施設の一部となっている。
- 関ロッジ（三重県亀山市関町新所1574番地1）

『国民宿舎関ロッジ』は亀山市営の施設として『亀山市国民宿舎事業の設置等に関する条例』『亀山市国民宿舎関ロッジ条例』に基づいて設置されたもの。条例上の施設名称は『亀山市国民宿舎関ロッジ』。旧関町営の施設として1967年（昭和42年）12月に開業し、1983年（昭和58年）3月と1997年（平成9年）に増改築、2004年（平成16年）8月に改装した後、指定管理者の指定管理取り消しの申し出があったことにより2015年（平成27年）3月31日の宿泊を以って休業した。旧関町が市町村合併で廃止されたことに伴って2005年（平成17年）1月から2013年（平成25年）3月30日までは亀山市が、2012年（平成24年）導入の指定管理者制度により、2013年（平成25年）7月1日から2015年（平成27年）3月31日までは『株式会社エムアンドエムサービス』がそれぞれ運営した。2015年（平成27年）12月22日に『亀山市国民宿舎関ロッジ条例』が『亀山市国民宿舎関ロッジ条例を廃止する条例』に基づき廃止された後、『合同会社萬屋マネジメントサービス』の運営により2017年（平成29年）8月に宿泊施設『ゲストホテル関ロッジ』の名で営業を再開した。再開業後は『一般社団法人国民宿舎協会』『民営国民宿舎協議会』の何れにも入会していない。
- 登竜荘（三重県いなべ市大安町石榑南2999-1）

『国民宿舎登竜荘』は民営の施設を国民宿舎として指定したもの。旧大安町営の施設として1969年（昭和44年）8月に築造された。1980年（昭和55年）10月1日からは旧大安町から譲渡を受けた『三岐鉄道株式会社』が運営していた。1993年（平成5年）4月改築。2009年（平成21年）に閉業した。建物は解体済み。跡地は空き地となっている。資料によっては『国民宿舎登龍荘』との名称表記あり。
- 鳥羽あらみ荘（三重県鳥羽市鳥羽1丁目23番11号）

『国民宿舎鳥羽あらみ荘』は『財団法人東海水産科学協会』（現名称『公益財団法人東海水産科学協会』。）経営の施設を国民宿舎として指定したもの。1971年（昭和46年）に当地で開業した『海の博物館』（現名称『鳥羽市立海の博物館』。）の併設宿泊施設。『海の博物館』の移転に伴い、1989年（平成元年）に閉業した。建物は現存。
- ミサ高原ホテル（三重県三重郡菰野町大字千草7054番地の609）

『国民宿舎ミサ高原ホテル』は『株式会社ミサ』経営の施設を国民宿舎として指定したもの。現在は閉業。開業時の所在地表記は三重県三重郡菰野町大字千草字西江野7054番地。
- 湯の山ロッジ（三重県三重郡菰野町大字菰野字湯の山8497番地2）◎

『国民宿舎湯の山ロッジ』は『株式会社藤光』経営の施設を国民宿舎として指定したもの。菰野町営の施設として『国民宿舎湯ノ山ロッジ』の名称にて1964年（昭和39年）4月1日に開業。『株式会社四日市ステーションホテル』の経営を経た後、2006年（平成18年）にリニューアルオープン。『民営国民宿舎協議会』に入会中。
- 今津荘（滋賀県高島市今津町南新保593番地）

『国民宿舎今津荘』は旧今津町営の施設として設置されたもの。1962年（昭和37年）10月築造、11月24日に開業。1986年（昭和61年）改築。運営のための内部留保資金がなくなったため、2001年（平成13年）に閉業。建物は解体済み。跡地には社会福祉施設が建てられている。開業時の所在地表記は滋賀県高島郡今津町大字南新保1。
- ウッディパル余呉（滋賀県長浜市余呉町中之郷260番地）

『国民宿舎ウッディパル余呉』は長浜市の施設として『ウッディパル余呉施設の設置等に関する条例』に基づいて設置されたもの。旧余呉町営の施設として『余呉町国民宿舎の設置等に関する条例』に基づいて1988年（昭和63年）7月に開業した。2006年（平成18年）度より指定管理者制度を導入したことに伴い、2006年（平成18年）4月から2009年（平成21年）3月までは『財団法人ウッディパル余呉』、同年4月から現在までは『株式会社ロハス余呉』（現名称『株式会社ロハス長浜』。）が指定管理者として運営。現在も宿泊施設『ウッディパル余呉』の名で営業を継続中ではあるが、『一般社団法人国民宿舎協会』『民営国民宿舎協議会』には入会していない。
- 近江舞子ロッジ（滋賀県大津市北比良字萱931番）

『国民宿舎近江舞子ロッジ』は民営の施設を国民宿舎として指定したもの。滋賀県営の施設として1962年（昭和37年）12月21日に開業し、1997年（平成9年）9月に閉業した。施設は『有限会社ジェイホッパーズ』によりリニューアルされ、2018年（平成30年）から『ジェイホッパーズ琵琶湖ゲストハウス』の名で営業中。開業時の所在地表記は滋賀県滋賀郡志賀町大字北比良字萱931番。
- かもしか荘（滋賀県甲賀市土山町大河原1104番地）

『国民宿舎かもしか荘』は甲賀市営の施設として『甲賀市かもしか荘条例』に基づいて設置されたもの。条例上の施設名称は『甲賀市かもしか荘』。旧土山町の施設として『土山町国民宿舎「かもしか荘」の設置および管理に関する条例』（この条例は『甲賀市かもしか荘条例』の施行に伴い、2006年（平成18年）4月1日付で廃止されている。）に基づいて1969年（昭和44年）3月に開業した。1987年（昭和62年）5月改築。1995年（平成7年）8月増築。旧土山町の運営を経た後、『近江鉄道株式会社』が運営を担っていた。老朽化に伴う建て替えを前提に2011年（平成23年）11月30日に閉業。建て替え後となる2013年（平成25年）7月に『水口センチュリーホテル株式会社』の運営による宿泊施設『甲賀の奥座敷大河原温泉 かもしか荘』の名で再開業した。再開業後は『一般社団法人国民宿舎協会』『民営国民宿舎協議会』の何れにも入会していない。開業時の所在地表記は滋賀県甲賀郡土山町大河原字窪垣外1104番地。
- 湖城荘（滋賀県彦根市松原町1435番地80）

『国民宿舎湖城荘』は彦根市営の施設として設置されたもの。全国30番目の国民宿舎として1961年（昭和36年）8月1日に開業。現在は閉業。建物は2017年（平成29年）に解体済み。跡地は空き地となっている。
- 金剛輪寺荘（滋賀県愛知郡愛荘町松尾寺968-14）

『国民宿舎金剛輪寺荘』は旧秦荘町の施設として『国民宿舎金剛輪寺荘条例』に基づいて設置されたもの。1980年（昭和55年）7月8日に開業し、1989年（平成元年）5月の増改築を経た後、2007年（平成19年）3月31日に閉業した。条例自体も2007年（平成19年）3月5日制定の『国民宿舎金剛輪寺荘条例を廃止する条例』により廃止されている。旧秦荘町の運営を経た後、閉業時までは『近江鉄道株式会社』が運営した。建物は解体済み。跡地は『湖東三山スマートインターチェンジ』敷地の一部となっている。
- つづらお（滋賀県長浜市西浅井町菅浦580番地）

『国民宿舎つづらお』は長浜市の施設として『長浜市宿泊観光施設条例』に基づいて設置されたもの。旧西浅井町営の施設として『西浅井町国民宿舎の設置及び管理に関する条例』に基づいて1975年（昭和50年）7月に開業。1991年（平成3年）3月増改築。1999年（平成11年）に温浴施設を増築。2004年（平成16年）に新館を増築。『奥びわ湖を望む宿つづらお』の名で営業を継続していたが、施設の老朽化と建て替え費用の予算不足を要因として2020年（令和2年）4月1日から無期限休館となっている。2023年（令和5年）8月に長浜市は民間譲渡の方針を示した。1991年（平成3年）から2001年（平成13年）までは『有限会社カンポ』による運営を経た後、2002年（平成14年）から2006年（平成18年）までは『有限会社西浅井総合サービス』が、2007年（平成19年）から休業時までは再び『有限会社カンポ』がそれぞれ指定管理者として運営を担っていた。旧称『国民宿舎つづらお荘』。
- ビューロッジ琵琶（滋賀県大津市今堅田3丁目24-7）◎

『国民宿舎ビューロッジ琵琶』は民営の施設を国民宿舎として指定したもの。1967年（昭和42年）開業。1987年（昭和62年）改築。『民営国民宿舎協議会』に入会中。旧称『国民宿舎マノ浜苑』。
- 豊公荘（滋賀県長浜市公園町10番1号）

『国民宿舎豊公荘』は長浜市の施設として設置されたもの。1967年（昭和42年）7月1日に開業。長浜市が所有し、1998年（平成10年）から『長浜旅館飲食協同組合』により運営されていた。2020年（令和2年）6月から臨時休館中。『長浜旅館飲食協同組合』は2023年（令和5年）4月に営業廃止を決め、長浜市も同年8月に閉鎖の方針を示した。現在は『一般社団法人国民宿舎協会』『民営国民宿舎協議会』には入会していない。
- もみじ荘（滋賀県東近江市永源寺高野町1548）

『国民宿舎もみじ荘』は旧永源寺町営の施設を国民宿舎として指定したもの。『近江鉄道株式会社』の経営により1973年（昭和48年）4月1日に開業し、1993年（平成5年）3月に閉業した。建物は永源寺町に移管されたが長く放置されていたため、東近江市の予算で2009年（平成21年）に解体された。跡地は更地となっている。
- 余呉湖荘（滋賀県長浜市木之本町飯浦193番地）

『国民宿舎余呉湖荘』は長浜市の施設として『長浜市宿泊観光施設条例』に基づいて設置されたもの。旧余呉町の施設として『余呉町国民宿舎の設置等に関する条例』に基づいて1973年（昭和48年）6月に築造された。集客数の改善が見込めないことを理由に2013年（平成25年）9月28日の宿泊を以って閉業した（閉業日は同31日。条例上の廃止日は2020年（令和2年）4月1日。）。建物は解体済み。跡地は空き地となっている。旧余呉町の運営を経た後、1997年（平成9年）からは『近江鉄道株式会社』が、2009年（平成21年）からは指定管理者として『ラ・余呉湖はごろも共同体』が運営を担っていた。開業時の所在地表記は滋賀県伊香郡余呉町大字川並。
- 民営国民宿舎丹後由良荘（京都府宮津市字由良小字河原304番地）

『民営国民宿舎丹後由良荘』は民営の施設を国民宿舎として指定したもの。宮津市営の施設として1976年（昭和51年）7月に築造され、その後、民営に移行した。現在は閉業した模様で『一般社団法人国民宿舎協会』『民営国民宿舎協議会』の何れにも入会していない。旧称『国民宿舎丹後由良荘』。
- あいおい荘（兵庫県相生市相生字鰯浜5321番地）

『国民宿舎あいおい荘』は相生市営の施設として設置されたもの。1965年（昭和40年）4月開業。1986年（昭和61年）改築。老朽化や利用客の減少で経営難に2004年（平成16年）12月28日を以って休業した。国民宿舎としての営業を終えることとなり、2005年（平成17年）4月に施設は『ナガサワ食品株式会社』に売却され、同年11月21日に宿泊施設『HOTEL万葉岬』として再オープンした。経営不振のため、2018年（平成30年）4月には『株式会社清交倶楽部』へ譲渡されている。
- 赤とんぼ荘（兵庫県たつの市龍野町日山463番地2）

『国民宿舎赤とんぼ荘』はたつの市営の施設として『たつの市国民宿舎事業条例』に基づいて設置されたもの。旧龍野市営の施設として1962年（昭和37年）4月1日に築造、11月7日に開業した。1964年（昭和39年）7月と1970年（昭和45年）3月に増築。1974年（昭和49年）3月と1979年（昭和54年）8月に改造。1980年（昭和55年）8月に増改築。1981年（昭和56年）7月と1982年（昭和57年）8月に改造。1985年（昭和60年）4月に増改築。1987年（昭和62年）10月と2005年（平成17年）7月に改造。2015年（平成27年）4月1日より指定管理者制度を導入したことに伴い、同日から2021年（令和3年）3月31日までは『株式会社共立メンテナンス』が運営。赤字経営が続いたことに加え、新型コロナウィルス感染症拡大に伴う影響が重なったことで指定管理者のなり手が現れず、2021年（令和3年）3月28日で休業となった。建物は現存。現在は『一般社団法人国民宿舎協会』『民営国民宿舎協議会』の何れにも入会していない。
- 生野荘（兵庫県朝来市生野町栃原1784-1）

『国民宿舎生野荘』は民営の施設を国民宿舎として指定したもの。1968年（昭和43年）7月築造。1978年（昭和53年）1月1日より『シンキ興業株式会社』（現名称『神姫フードサービス株式会社』。）が運営していた。現在は閉業。建物は解体済み。跡地は駐車場となっている。開業時の所在地表記は兵庫県朝来郡生野町栃原字達磨峰1784-1。
- オテル・ド・摩耶（兵庫県神戸市灘区摩耶山町2番地の8）

『国民宿舎オテル・ド・摩耶』は神戸市の施設として『神戸市立国民宿舎条例《シーパル須磨／オテル・ド・摩耶》』に基づいて設置されたもの。条例上の施設名称は『神戸市立国民宿舎神戸摩耶ロッジ』。1970年（昭和45年）4月に開業。1991年（平成3年）1月増改築。阪神大震災により集客が低下したことから1996年（平成8年）5月より休業した後、2001年（平成13年）7月13日に『オテル・ド・摩耶』の名でリニューアルオープンした。指定管理者制度を導入し、『株式会社ジェイコム』による運営を経た後、『株式会社JTBコミュニケーションズ』（現名称『株式会社JTBコミュニケーションデザイン』。）が運営を担った。2021年（令和3年）2月の神戸市議会で『神戸市立国民宿舎条例を廃止する条例』が可決されたことで国民宿舎としての存続はなくなった。ホテル誘致なども進められたが、PFIの事業期間の満了となり、2021年（令和3年）3月31日をもって営業を終えることになった。建物は現存。
- 慶野松原荘（兵庫県南あわじ市松帆古津路字西原970番地67）

『国民宿舎慶野松原荘』は南あわじ市営の施設として『南あわじ市国民宿舎条例』に基づいて設置されたもの。条例上の施設名称は『南あわじ市国民宿舎慶野松原荘』。旧西淡町営の施設として1969年（昭和44年）6月に開業した。1989年（平成元年）2月増改築。『南あわじ市国民宿舎条例を廃止する条例』に基づき2025年（令和7年）3月31日を以って閉業した。建物は現存。閉業時まで『一般社団法人国民宿舎協会』に入会していた。開業時の所在地表記は兵庫県三原郡西淡町松帆古津路字西原970番地67。
- 玄武館麗水（兵庫県豊岡市城崎町上山1465番地）

『国民宿舎玄武館麗水』は『有限会社玄武館麗水』経営の施設を国民宿舎として指定したもの。1979年（昭和54年）7月改築。現在は閉業。建物は現存するものの、廃墟となっている。
- ささやま荘（兵庫県丹波篠山市河原町474番地1）

『国民宿舎ささやま荘』は旧篠山町営の施設として設置されたもの。1963年（昭和38年）10月1日に開業。1984年（昭和59年）4月と1990年（平成2年）7月に増改築。国民宿舎としての営業を終えた後、2001年（平成13年）度に建物を部分改築し、2002年（平成14年）4月1日に宿泊施設『王地山公園ささやま荘』としてオープンしていたが、指定管理者として受託運営を続けていた『有限会社クリエイトささやま』（現名称『株式会社アクト篠山』。）が赤字経営を理由に2019年（令和元年）8月31日を以って指定管理から撤退、休業した。公募により後継の運営候補者として2020年（令和2年）7月に選定された『株式会社丹波篠山食品』も2021年（令和3年）5月には撤退することとなり、再開業の見通しは立っていない。
- シーパル須磨（兵庫県神戸市須磨区須磨浦通1丁目1番1号）

『神戸市立国民宿舎シーパル須磨』は神戸市の施設として『神戸市立国民宿舎条例《シーパル須磨／オテル・ド・摩耶》』に基づいて設置されたもの。条例上の施設名称は『神戸市立国民宿舎須磨荘』。全国54番目の国民宿舎として『国民宿舎須磨荘』の名で1962年（昭和37年）11月7日（18日とする資料あり。）に開業した。施設の老朽化を理由に1996年（平成8年）5月7日に一旦閉業し、神戸市の予算にて近隣の地に建て替えを行った。同年7月1日に改築リニューアルオープンしたのを現名称へと改称した。周辺地区で実施される再開発事業により2021年（令和3年）2月の神戸市議会で『神戸市立国民宿舎条例を廃止する条例』が可決され、同年3月31日を以って閉業している。神戸市による運営を経た後、2006年（平成18年）度より指定管理者制度を導入したことに伴い、2006年（平成18年）4月から2008年（平成20年）8月31日までは『神戸タワーサイドホテル株式会社』が、2008年（平成20年）9月1日から2017年（平成29年）3月31日までは『イチエイ商事株式会社』が、2017年（平成29年）4月1日から2019年（平成31年）3月31日までは『株式会社休暇村サービス』が、2019年（平成31年）4月1日から2021年（令和3年）3月31日までは『株式会社アベストコーポレーション』がそれぞれ運営していた。建物は2022年（令和4年）5月31日までに解体済み。跡地は『須磨海浜公園』の一部となっている。開業時の所在地表記は兵庫県神戸市須磨区須磨浦通1丁目1番9号。
- 嘯風亭（兵庫県赤穂市御崎141番地）

『国民宿舎嘯風亭』は民営の施設を1966年（昭和41年）7月1日付で国民宿舎として指定したもの。1975年（昭和50年）7月築造。現在は閉業。建物は現存するものの、廃墟となっている。
- 志んぐ荘（兵庫県たつの市新宮町新宮1093番地）

『国民宿舎志んぐ荘』はたつの市営の施設として『たつの市国民宿舎事業条例』に基づいて設置されたもの。旧新宮町営の施設として1963年（昭和38年）7月1日に本館を築造、開業した。1970年（昭和45年）8月に別館増築。1973年（昭和48年）8月に新館増築。1978年（昭和53年）7月に改修。1979年（昭和54年）7月に増築。1980年（昭和55年）7月と1988年（昭和63年）9月に本館改築。1991年（平成3年）10月に別館改築。1997年（平成9年）4月に新館改築。2005年（平成17年）8月に改修。2015年（平成27年）4月1日より指定管理者制度を導入したことに伴い、同日から2025年（令和7年）3月31日までは『株式会社共立メンテナンス』が運営。旧称『国民宿舎しんぐ荘』。
- 新舞子荘（兵庫県たつの市御津町黒崎1710番地）

『国民宿舎新舞子荘』はたつの市営の施設として『たつの市国民宿舎事業条例』に基づいて設置されたもの。旧御津町営の施設として1973年（昭和48年）2月に開業した。1975年（昭和50年）12月に本館増築、1986年（昭和56年）12月に綾部会館増築、1989年（平成元年）3月と1994年（平成6年）12月に改築、2001年（平成13年）1月と2005年（平成17年）7月に改修。2014年（平成26年）度を以って国民宿舎としての営業を終えた後、施設は売却され、2015年（平成27年）12月25日に宿泊施設『新舞子ガーデンホテル』にリブランドオープンした。
- 成山荘（兵庫県洲本市由良町由良）

『国民宿舎成山荘』は洲本市営の施設として設置されたもの。1962年（昭和37年）11月17日（12月12日とする資料あり。）に開業し、1986年（昭和61年）に閉業した。建物は解体済み。跡地は芝生広場となっている。
- はまさか荘（兵庫県美方郡新温泉町戸田175番地）

『国民宿舎はまさか荘』は旧浜坂町営の施設として設置されたもの。1966年（昭和41年）11月に開業し、1999年（平成11年）3月に閉業した。建物は解体済み。跡地は介護施設となっている。開業時の所在地表記は兵庫県美方郡浜坂町戸田字久斗前175番地。
- ファミリーイン今子浦（兵庫県美方郡香美町香住区境548番地）

『国民宿舎ファミリーイン今子浦』は香美町立の施設として『香美町立国民宿舎「ファミリーイン今子浦」条例』に基づいて設置されたもの。条例上の施設名称は『香美町立国民宿舎「ファミリーイン今子浦」』。旧香住町の施設として『香住町国民宿舎の設置及び管理に関する条例』に基づいて1988年（昭和63年）7月に開業した。第三セクター『株式会社香住観光公社』が指定管理者として運営していたが、老朽化や利用客減少などを理由に2020年（令和2年）1月31日を以って休業した。『さかえ開発株式会社』が新たな指定管理者となり、2021年（令和3年）7月より宿泊施設『夕凪の丘』として再開業した。再開業後は『一般社団法人国民宿舎協会』『民営国民宿舎協議会』の何れにも入会していない。旧称『国民宿舎香りの里ファミリーイン今子浦』。
- 生駒山荘（奈良県生駒市門前町8番7号）

『国民宿舎生駒山荘』は生駒市営の施設として『生駒市国民宿舎管理条例』に基づいて設置されたもの。旧生駒町営の施設として1966年（昭和41年）5月に築造、開業。1987年（昭和62年）1月増改築。施設の老朽化や経営不振等を理由に2001年（平成13年）1月31日を以って休業、同年3月31日に閉業した。建物は解体済み。跡地には介護施設が建てられている。開業時の所在地表記は奈良県生駒郡生駒町菜畑2314。
- 金剛山参宿所（奈良県御所市大字高天）

『国民宿舎金剛山参宿所』は『金剛山転法輪寺』の施設の一部を1960年（昭和35年）4月に国民宿舎として指定したもの。宿坊を兼ねていた。現在は閉業し、『転法輪寺寺務所』となっている。旧称『国民宿舎金剛山参籠所』。
- 五條緑水苑（奈良県五條市小島町533番地）

『国民宿舎五條緑水苑』は五條市営の施設として『国民宿舎五條緑水苑条例』に基づいて設置されたもの（条例は2006年（平成18年）3月に五條市定例議会にて議決廃止されている。）。1976年（昭和51年）2月築造。1989年（平成元年）6月改築。収支の悪化を理由に2005年（平成17年）3月31日に閉業した。閉業後、五條市所有の土地と建物は『株式会社ベルカディア』に貸し付けられ、リノベーションされた後に店舗兼宿泊施設『モンベル五條店』『モンベル奈良五條ゲストハウス』（2007年（平成19年）3月3日から2017年（平成29年）5月31日までは『モンベル五條ユースホステル』を兼営していた。）となっている。
- 信貴山荘（奈良県生駒郡三郷町信貴山東4番10号）

『国民宿舎信貴山荘』は三郷町営の施設として設置されたもの。1965年（昭和40年）1月に開業し、1993年（平成5年）に新館を増築した後、経費増大に伴う収支赤字化を理由に2001年（平成13年）9月30日に閉業した。建物は解体済み。跡地には介護施設が建てられている。開業時の所在地表記は奈良県生駒郡三郷町大字勢野2150。
- 千光寺宿坊（奈良県生駒郡平群町大字鳴川188番地）

『国民宿舎千光寺宿坊』は『鳴川山千光寺』の施設の一部を1961年（昭和36年）4月1日付で国民宿舎として指定したもの。宿坊を兼ねていた（ユースホステルとの兼営時期あり。）。現在は宿坊及び『千光寺ユースホステル』としてのみ宿泊が可能（『一般社団法人国民宿舎協会』『民営国民宿舎協議会』には入会していない。）。旧称『国民宿舎元山上金剛生駒国定公園宿泊所』『国民宿舎元山上千光寺宿坊』。
- 矢田寺大門坊（奈良県大和高田市矢田町3549番地）

『国民宿舎矢田寺大門坊』は『矢田山金剛山寺』の塔頭の一つ『矢田寺大門坊』を1967年（昭和42年）9月1日付で国民宿舎として指定したもの。宿坊を兼ねていた。1992年（平成4年）11月改築。現在は宿坊としてのみ宿泊が可能（『一般社団法人国民宿舎協会』『民営国民宿舎協議会』には入会していない。）。
- 吉野山荘（奈良県吉野郡吉野町大字吉野山1237番地）

『国民宿舎吉野山荘』は吉野町営の施設として設置されたもの。1970年（昭和45年）2月5日に開業し、1986年（昭和61年）12月の増改築を経た後、1998年（平成10年）9月30日に閉業した。建物は解体済み。跡地は駐車場となっている。
- 香楠荘（大阪府南河内郡千早赤阪村大字千原1313番地2）

『国民宿舎香楠荘』は千早赤阪村営の施設として設置されたもの。大阪府営の施設として1970年（昭和45年）8月1日に開業した。2003年（平成15年）12月に改装された後、金剛山ロープウェイ運休に伴う諸般の事情により2019年（令和元年）9月1日より休業となった。現在は『一般社団法人国民宿舎協会』『民営国民宿舎協議会』の何れにも入会していない。
- あらふねリゾート（和歌山県東牟婁郡串本町田原2518番地）

『国民宿舎あらふねリゾート』は串本町の施設として『串本町国民宿舎条例』に基づいて設置されたもの（条例そのものは『串本町地域振興休養拠点施設の設置及び管理に関する条例』の施行により2019年（平成31年）を以って廃止されている。）。条例上の施設名称は『国民宿舎 あらふね』。旧古座町営の施設として『国民宿舎設置及び管理に関する条例』に基づいて1971年（昭和46年）2月に築造された。1998年（平成10年）12月増改築。指定管理者制度の導入により、現在は『株式会社あらふねリゾート』が運営。現在は『一般社団法人国民宿舎協会』『民営国民宿舎協議会』の何れにも入会していない。旧称『国民宿舎あらふね』『国民宿舎南紀あらふね』。
- 生石高原山荘（和歌山県海草郡紀美野町中田899-81）

『国民宿舎生石高原山荘』は民営の施設を国民宿舎として指定したもの。旧野上町営の施設として1974年（昭和49年）に築造された。現在は閉業。建物は現存するものの、廃墟となっている。旧称『国民宿舎生石山荘』。
- 枯木灘すさみ（和歌山県西牟婁郡すさみ町周参見5351番地の4）

『国民宿舎枯木灘すさみ』は民営の施設を国民宿舎として指定したもの。すさみ町営の施設として1974年（昭和49年）6月に築造された。2016年（平成28年）3月31日に閉業。2017年（平成29年）8月に宿泊施設『天然温泉 ホテル サンセットすさみ』の名でリニューアルオープンしている。
- 紀伊見荘（和歌山県橋本市矢倉脇115番地）

『国民宿舎紀伊見荘』は橋本市の施設として設置されたもの。1969年（昭和44年）8月開業。1998年（平成10年）4月1日に改築リニューアルオープンした後、累積赤字を理由に2011年（平成23年）3月に閉業した。橋本市による運営を経た後、2006年（平成18年）4月からは『社団法人根古川振興協会』が指定管理者となり、運営していた。閉業後の2011年（平成23年）12月に施設と土地を『株式会社日本ホテルソリューションズ』に売却、同社は『株式会社紀伊見荘』を設立し、宿泊施設『紀伊見温泉 紀伊見荘』を2012年（平成24年）4月1日よりリニューアルオープンさせた。現在も宿泊施設『紀伊見荘』の名で営業を継続中ではあるが、『一般社団法人国民宿舎協会』『民営国民宿舎協議会』には入会していない。資料によっては『国民宿舎紀見荘』との表記あり。
- 紀州路みなべ（和歌山県日高郡みなべ町埴田1540番地）◎

『国民宿舎紀州路みなべ』は『一般財団法人みなべ町開発公社』（旧名称『財団法人南部町開発公社』『財団法人みなべ町開発公社』。）運営の施設を『みなべ町国民宿舎設置及び管理に関する条例』に基づいて国民宿舎として指定したもの。条例上の施設名称は『紀州路みなべ』。旧南部町営の施設として1971年（昭和46年）6月開業。1993年（平成5年）と1997年（平成9年）4月に増改築。『一般社団法人国民宿舎協会』に入会中。
- 紀泉荘（和歌山県紀の川市粉河414番地）

『国民宿舎紀泉荘』は旧粉河町営の施設として設置されたもの。1964年（昭和39年）3月1日に開業した。現在は閉業。閉業後、建物は『紀の川市役所粉河支所』庁舎として使用されていたが、2016年（平成28年）1月4日に『粉河ふるさとセンター』に庁舎機能を移転した後に解体された。跡地は空き地となっている。
- くろ潮（和歌山県有田市宮崎町1562番地の2）◎

『国民宿舎くろ潮』は民営の施設を国民宿舎として指定したもの。1979年（昭和54年）3月築造。『民営国民宿舎協議会』入会中。
- 潮風荘（和歌山県和歌山市雑賀崎613番地2）

『国民宿舎潮風荘』は民営の施設を国民宿舎として指定したもの。現在も宿泊施設『潮風荘』の名で営業を継続中ではあるが、『一般社団法人国民宿舎協会』『民営国民宿舎協議会』には入会していない。
- 宿坊巴陵院（和歌山県伊都郡高野町高野山702番地）

『国民宿舎宿坊巴陵院』は『高野山巴陵院』の施設の一部を1967年（昭和42年）9月1日付で国民宿舎として指定したもの。宿坊を兼ねていた。1963年（昭和38年）10月築造。現在は宿坊としても閉業した模様。旧称『国民宿舎高野山巴陵院』。
- しらら（和歌山県西牟婁郡白浜町1359番地の2）

『国民宿舎しらら』は民営の施設を国民宿舎として指定したもの。現在も宿泊施設『民宿しらら』の名で営業を継続中ではあるが、『一般社団法人国民宿舎協会』『民営国民宿舎協議会』には入会していない。現在の建物は和歌山県西牟婁郡白浜町1404番地1から移転した後のもの（移転前の建物は解体済み。）。
- 新和歌ロッジ（和歌山県和歌山市新和歌浦2番3号）◎

『国民宿舎新和歌ロッジ』は民営の施設を国民宿舎として指定したもの。1972年（昭和47年）7月築造。『民営国民宿舎協議会』に入会中。
- ちかつゆ（和歌山県田辺市中辺路町近露177番地）

『国民宿舎ちかつゆ』は旧中辺路町営の施設として設置されたもの。1973年（昭和48年）7月1日に開業。現在は閉業。跡地には日帰り入浴施設『奥熊野温泉女神の湯』が建てられている。別称『国民宿舎熊野古道ちかつゆ』。
- 白鯨（和歌山県東牟婁郡太地町大字太地2973-4）

『国民宿舎白鯨』は太地町立の施設として設置されたもの。1967年（昭和42年）5月1日開業。1996年（平成8年）4月増改築。赤字経営が続いたため、那智勝浦町のビル総合メンテナンス会社『有限会社山永サービス』に売却され、2016年（平成28年）4月1日より『いさなの宿『白鯨』』としてオープンした。現在も営業を継続中ではあるが、『一般社団法人国民宿舎協会』『民営国民宿舎協議会』には入会していない。
- 日の岬（和歌山県日高郡美浜町大字三尾2114番地1）

『日の岬国民宿舎』は『日高観光株式会社』経営の施設を国民宿舎として指定したもの。美浜町営の施設として1968年（昭和43年）7月築造された。2015年（平成27年）2月1日より休業中。『日の岬シティーホテル』を併設していた。建物は現存。
- ひらみ（和歌山県西牟婁郡白浜町椿1063番地の10）

『国民宿舎ひらみ』は民営の施設を国民宿舎として指定したもの。1966年（昭和41年）7月築造。現在も宿泊施設『民宿ひらみ』の名で営業を継続中ではあるが、『一般社団法人国民宿舎協会』『民営国民宿舎協議会』には入会していない。
- ふるさと（和歌山県西牟婁郡白浜町日置字志原1013-25）

『国民宿舎ふるさと』は旧日置川町営の施設として設置されたもの。1967年（昭和42年）1月築造。同年5月18日より『中之島興産株式会社』が経営を指導。現在は閉業。建物は解体済み。跡地には2004年（平成16年）5月15日に宿泊施設『リヴァージュ・スパ ひきがわ』が建てられている。
- ベイリリィしらゆり荘（和歌山県西牟婁郡白浜町3770番地1）◎

『ベイリリィ国民宿舎しらゆり荘』は民営の施設を1967年（昭和42年）9月1日付で国民宿舎として指定したもの。1967年（昭和42年）3月築造。1971年（昭和46年）5月改築。『民営国民宿舎協議会』に入会中。旧称『国民宿舎シラハマシーサイドホテル』『国民宿舎しらゆり荘』。
- ホテルシラハマ（和歌山県西牟婁郡白浜町813番地）

『国民宿舎ホテルシラハマ』は民営の宿泊施設『なみ屋旅館』が国民宿舎の指定を受けて改称したもの。1965年（昭和40年）10月築造。2021年（令和3年）に閉業。閉業後、建物は飲食店に転用されている。旧称『国民宿舎なみ屋』『国民宿舎ホテル白浜』『国民宿舎ホテル・シラハマ』。
- ホテル太洋（和歌山県西牟婁郡白浜町3749番地の11）

『国民宿舎ホテル太洋』は民営の施設を国民宿舎として指定したもの。1983年（昭和58年）1月と1990年（平成2年）1月と1992年（平成4年）に改築。現在は閉業。閉業時の建物は和歌山県西牟婁郡白浜町3751番地から移転した後のもの（移転前の建物は解体済み。）。現在は宿泊施設『磯時計』の名で営業を継続中ではあるが、『一般社団法人国民宿舎協会』『民営国民宿舎協議会』には入会していない。
- ホテル明光（和歌山県西牟婁郡白浜町920番地の26）

『民営国民宿舎ホテル明光』は民営の施設を国民宿舎として指定したもの。1965年（昭和40年）築造。2011年（平成23年）3月31日に閉業した。閉業時の建物は和歌山県西牟婁郡白浜町3301番地の1から移転した後のもの（移転前の建物は現存。）。建物は現存するものの、廃墟となっている。旧称『国民宿舎明光白浜ロッジ』。
- 美浜（和歌山県日高郡美浜町大字和田1138番地110）

『国民宿舎美浜』は民営の施設を1967年（昭和42年）9月1日付で国民宿舎として指定したもの。現在は閉業。指定時の所在地表記は和歌山県日高郡美浜町大字和田1938番地1。旧称『国民宿舎旅館美浜』。
- 湯浅温泉湯浅城（和歌山県有田郡湯浅町大字青木75番地）

『国民宿舎湯浅温泉湯浅城』は湯浅町の施設として設置されたもの。1982年（昭和57年）8月に築造、9月に開業した。『財団法人湯浅町開発公社』が運営していた。現在も宿泊施設『湯浅温泉湯浅城』の名で営業を継続中ではあるが、『一般社団法人国民宿舎協会』『民営国民宿舎協議会』には入会していない。旧称『国民宿舎湯浅城』。
- 竜神温泉ロッジ（和歌山県田辺市龍神村龍神5番地）

『国民宿舎竜神温泉ロッジ』は旧龍神村営の施設として『龍神村国民宿舎設置及び管理等に関する条例』に基づいて設置されたもの。1966年（昭和41年）4月築造。現在は閉業。建物は現存。代替施設として2004年（平成16年）に別の地に宿泊施設『季楽里龍神』がオープンしている。旧称『国民宿舎龍神温泉ロッジ』。

### 中国
- 一の湯御茶屋旅館（鳥取県東伯郡三朝町大字三朝841番地）

『国民宿舎一の湯御茶屋旅館』は民営の施設を1962年（昭和37年）5月に国民宿舎として指定したもの。1939年（昭和14年）4月築造。1963年（昭和38年）6月増築。現在は廃業。建物は現存するものの、廃墟となっている。旧称『国民宿舎お茶屋旅館』『国民宿舎御茶屋旅館』。
- いわみ荘（鳥取県岩美郡岩美町大字牧谷字砂浜690番144）

『国民宿舎いわみ荘』は『有限会社福井産業』経営の施設を国民宿舎として指定したもの。1978年（昭和53年）1月築造。2006年（平成18年）閉業。建物は解体済み。跡地は空き地となっている。
- 貝がら荘（鳥取県鳥取市気高町浜村783番地414）

『国民宿舎貝がら荘』は旧気高町営の施設として設置されたもの。1965年（昭和40年）9月築造。1971年（昭和46年）増築。現在は閉業。建物は解体済み。跡地は空き地となっている。
- グリーンスコーレせきがね（鳥取県倉吉市関金町関金宿字堤谷1397番地3）

『倉吉市国民宿舎グリーンスコーレせきがね』は倉吉市の施設として『倉吉市国民宿舎グリーンスコーレせきがねの設置等に関する条例』『倉吉市国民宿舎グリーンスコーレせきがねの設置及び管理に関する条例』に基づいて設置されたもの（何れの条例も現在は廃止されている。）。旧関金町の施設として1968年（昭和43年）4月1日に本館を築造、開業した。1989年（平成元年）3月に増改築。1996年（平成8年）12月に新館を改築。開業時は『倉吉市関金町国民宿舎企業団』が、2006年（平成18年）度からは倉吉市がそれぞれ運営していた。2007年（平成19年）8月より指定管理者制度を導入したことに伴い、2017年（平成29年）3月31日までは『株式会社レパスト』が運営。2017年（平成29年）4月1日を以って施設を『有限会社トラベルシリウス』へ譲渡し、同月に『グリーンスコーレせきがね』の名で再オープンした（この時点で『一般社団法人国民宿舎協会』には加入せず。）。新型コロナウイルス感染症拡大の影響による売り上げ減少を理由に2020年（令和2年）3月31日を以って閉業した。旧称『国民宿舎せきがね荘』『国民宿舎東大山せきがね荘』。
- 砂丘荘（鳥取県鳥取市浜坂字鳥打1390番地139）

『国民宿舎砂丘荘』は民営の施設を国民宿舎として指定したもの（茨城県神栖市にあった同名国民宿舎とは別の施設。）。鳥取市営の施設として1962年（昭和37年）5月1日に開業した。1986年（昭和61年）に鳥取市から土地と建物を民間企業に貸し付ける形で民営化されたが、観光客の減少を理由に1997年（平成9年）3月を以って賃貸借契約を終了し、閉業した。2020年（令和2年）2月4日には『株式会社dhp都市開発』が土地を購入し、ホテルを開業することで合意し、協定を締結している。建物は鳥取市の予算で2008年（平成20年）に解体済み。跡地は空き地となっている。
- 山紫苑（鳥取県鳥取市鹿野町今市972番地1）◎

『国民宿舎山紫苑』は鳥取市の施設として『鳥取市国民宿舎山紫苑の設置及び管理に関する条例』に基づいて設置されたもの。条例上の施設名称は『鳥取市国民宿舎山紫苑』。旧鹿野町営の施設として『鹿野町国民宿舎の設置及び管理に関する条例』に基づいて1972年（昭和47年）4月に本館を築造、開業し、1994年（平成6年）6月に新館を増築した。旧鹿野町が鳥取市と合併した2004年（平成16年）11月1日より指定管理者制度を導入したことに伴い、同日から現在まで第三セクター『株式会社ふるさと鹿野』が指定管理者として運営。『一般社団法人国民宿舎協会』に入会中。
- 山荘甘酒茶屋（鳥取県日野郡江府町大字御机837番地）

『国民宿舎山荘甘酒茶屋』は江府町営の施設として設置されたもの。1972年（昭和47年）4月築造。1975年（昭和50年）7月増改築。1998年（平成10年）に閉業。建物は解体済み。跡地には1999年（平成11年）12月19日に多目的施設『エバーランド奥大山』が開業した。
- 水明荘（鳥取県東伯郡湯梨浜町大字旭132番地）◎

『国民宿舎水明荘』は湯梨浜町営の施設として『湯梨浜町営国民宿舎水明荘事業設置及び管理に関する条例』に基づいて設置されたもの。全国2番目の国民宿舎として、また鳥取県営の施設として1957年（昭和32年）10月1日に開業した。1977年（昭和52年）に鳥取県から旧東郷町に運営が移譲（『東郷町営国民宿舎水明荘事業設置及び管理に関する条例』に基づいて設置。）された。1986年（昭和61年）12月と1999年（平成11年）12月に増改築。『一般社団法人国民宿舎協会』に入会中。
- 大山高原ホテル（鳥取県西伯郡伯耆町岩立）

『国民宿舎大山高原ホテル』は1957年（昭和32年）10月17日に開業した『大山観光株式会社』経営の施設を1959年（昭和34年）2月18日付で国民宿舎として指定したもの。現在は閉業。建物は解体済み。
- 大山ビューハイツ（鳥取県西伯郡大山町大山145番地7）◎

『国民宿舎大山ビューハイツ』は民営の施設を国民宿舎として指定したもの。1992年（平成4年）改築。『民営国民宿舎協議会』に入会中。旧称『国民宿舎豪円会館』。
- 中津荘（鳥取県東伯郡三朝町大字中津648番地1）

『国民宿舎中津荘』は民営の施設を国民宿舎として指定したもの。現在は閉業。建物は現存するものの、廃墟となっている。
- ニュー砂丘荘（鳥取県鳥取市浜坂1390番地230）◎

『民営国民宿舎ニュー砂丘荘』は鳥取県鳥取市浜坂1390番地に所在した宿泊施設『シーサイドホテルはまなす苑』が1999年（平成11年）2月に移転して開業した施設を国民宿舎として指定したもの。『民営国民宿舎協議会』に入会中。
- ぶな林（鳥取県西伯郡大山町大字大山字下山）

『国民宿舎ぶな林』は米子市営の施設として設置されたもの。全国1番目の国民宿舎として1957年（昭和32年）7月20日に開業。現在は閉業。建物は解体済み。跡地は空き地となっている。
- ブランナールみささ（鳥取県東伯郡三朝町大字三朝388番地1）

『国民宿舎ブランナールみささ』は三朝町の施設として『三朝町国民宿舎事業の設置等に関する条例』に基づいて設置されたもの。1963年（昭和38年）7月20日に『国民宿舎三朝温泉会館』の名称にて開業。1978年（昭和53年）4月増改築。1994年（平成6年）11月に新館を増築、同年12月のリニューアルオープンを機に現施設名へと改称した。1995年（平成7年）3月に改築。三朝町の運営を経た後、2017年（平成29年）4月1日から『株式会社ジーライオン』が指定管理者として運営した後、2023年（令和5年）からは指定管理者ジーライオンのグループ会社に譲渡されることになった。条例自体も2023年（令和5年）5月1日制定の『三朝町国民宿舎事業の設置等に関する条例を廃止する条例』により廃止されている。現在は『一般社団法人国民宿舎協会』『民営国民宿舎協議会』の何れにも入会していない。
- ホテル砂丘センター（鳥取県鳥取市福部町湯山2083番地）

『国民宿舎ホテル砂丘センター』は『鳥取砂丘大山観光株式会社』経営の施設を国民宿舎として指定したもの。現在は閉業。建物は現存。
- 青野山荘（島根県鹿足郡津和野町大字森村イ287番地）

『国民宿舎青野山荘』は津和野町営の施設として設置されたもの。1965年（昭和40年）2月に開業し、累積赤字の増大を理由に2003年（平成15年）3月に閉業した。建物は現存するものの、廃墟となっている。
- 一畑寺会館（島根県出雲市小境町2117番地6）

『国民宿舎一畑寺会館』は『醫王山一畑寺』の施設の一部を1966年（昭和41年）7月1日付で国民宿舎として指定したもの。宿坊を兼ねていた。現在は閉業。建物は解体済み。跡地には宿坊『一畑寺コテージ』が建てられている。
- 隠岐緑水園（島根県隠岐郡海士町大字福井）

『国民宿舎隠岐緑水園』は海士町営の施設として設置されたもの。島根県の施設として1971年（昭和46年）4月1日に開業した。1994年（平成6年）に『株式会社海士』が運営権を獲得し、新たに建造した『マリンポートホテル海士本館』の別館となった（この時点で『一般社団法人国民宿舎協会』『民営国民宿舎協議会』には入会せず。）。建物は2019年（令和元年）12月に解体済み。跡地には宿泊施設『Ento』が建てられている。開業時の所在地表記は島根県隠岐郡海士町菱浦字黒崎。旧称『国民宿舎緑水苑』。
- 国賀荘（島根県隠岐郡西ノ島町大字浦郷192番地）

『国民宿舎国賀荘』は民営の施設を国民宿舎として指定したもの。西ノ島町営の施設として1964年（昭和39年）6月1日に開業した。1996年（平成8年）のリニューアルオープン時に民営化された。現在も『国賀荘』の名で営業を継続中ではあるが、『一般社団法人国民宿舎協会』『民営国民宿舎協議会』には入会していない。
- くにびき荘（島根県出雲市湖陵町二部1230番地）

『国民宿舎くにびき荘』は出雲市の施設として設置されたもの。旧湖陵町営の施設として1972年（昭和47年）2月1日に別館を築造、開業した。1990年（平成2年）7月増改築。2007年（平成19年）に本館を改築した。2017年（平成29年）3月31日閉業。閉業時までは第三セクター『株式会社カリス湖陵』が指定管理者として運営を担っていた。土地と施設は2017年（平成29年）４月１日に『株式会社四季荘』へ譲渡され、同年6月24日から宿泊施設『湖畔の温泉宿 くにびき』として再オープンしたが、『一般社団法人国民宿舎協会』『民営国民宿舎協議会』には入会していない。開業時の所在地表記は島根県簸川郡湖陵町大字二部字津戸根1230番地。旧称『国民宿舎国引荘』。
- 湖上の舎（島根県松江市宍道町白石129番地）

『国民宿舎湖上の舎』は民営の施設を国民宿舎として指定したもの。現在は閉業。
- さんべ荘（島根県大田市三瓶町志学2072番地1）

『国民宿舎さんべ荘』は大田市の施設として『大田市三瓶山周辺観光施設の設置及び管理に関する条例』に基づいて設置されたもの。全国21番目の国民宿舎として1960年（昭和35年）4月に本館を築造、9月10日に開業した。1987年（昭和62年）12月改築。2002年（平成14年）4月に本館を改築、新館を増築した。大田市、『財団法人大田市保養施設管理公社』による運営を経た後、2009年（平成21年）12月31日を以って一旦閉業した。2010年（平成22年）4月1日の再開業時に指定管理者制度を導入したことに伴い、同日から現在まで『株式会社さんべ開発公社』が運営している。現在は『一般社団法人国民宿舎協会』『民営国民宿舎協議会』の何れにも入会していない。開業時の所在地表記は島根県大田市三瓶町志学字横尾2071番地。旧称『大田国民宿舎』『国民宿舎三瓶荘』。
- 床几山荘（島根県松江市雑賀町1203番地1）

『国民宿舎床几山荘』は民営の施設を国民宿舎として指定したもの。『日本放送協会松江放送局』旧局舎のあった場所に所在した。現在は閉業。建物は解体済み。
- 島の湯荘（島根県隠岐郡隠岐の島町東郷宮尾8番地）

『国民宿舎島の湯荘』は民営の施設を国民宿舎として指定したもの。旧西郷町営の施設として1967年（昭和42年）2月28日に開業したが、現在は閉業。建物は解体済み。跡地は会社施設となっている。
- 清嵐荘（島根県雲南市吉田町川手161番地4）◎

『国民宿舎出雲湯村温泉清嵐荘』は雲南市営の施設として『雲南市国民宿舎清嵐荘条例』に基づいて設置されたもの。条例上の施設名称は『雲南市国民宿舎清嵐荘』。1962年（昭和37年）11月20日に開業。1983年（昭和58年）3月増改築。2018年（平成30年）11月28日より一旦休業した後、建て替えにより2019年（令和元年）11月19日にリニューアルオープンしている。『吉田村国民宿舎組合』『木次町吉田村国民宿舎組合』による運営を経た後、現在は第三セクター『株式会社吉田ふるさと村』が指定管理者として運営。『一般社団法人国民宿舎協会』に入会中。
- 千畳苑（島根県浜田市下府町2164番地85）◎

『国民宿舎千畳苑』は浜田市の施設として『浜田市国民宿舎千畳苑条例』に基づいて設置されたもの。条例上の施設名称は『浜田市国民宿舎千畳苑』、所在地表記は島根県浜田市下府町2164番地47。旧国府町営の施設として1963年（昭和38年）10月に築造、12月1日に開業した。1998年（平成10年）12月改築。『社団法人島根県観光開発公社』による運営を経た後、2005年（平成17年）4月1日より指定管理者制度を導入したことに伴い『株式会社休暇村サービス』が、その後は『株式会社MBKオペレーターズ』（現名称『マーチャント・バンカーズ株式会社』。）が運営を担っている。現在は『Fun Space株式会社』が運営。『一般社団法人国民宿舎協会』に入会中。旧称『国民宿舎千畳荘』。
- 眺瀾荘（島根県出雲市大社町日御碕598）

『国民宿舎眺瀾荘』は旧大社町営の施設として設置されたもの。1968年（昭和43年）12月に築造、開業。客数の落ち込みなどにより2004年（平成16年）1月31日を以って閉業した。2007年（平成19年）2月に建物を解体した後、跡地には山梨県富士河口湖町にある『有限会社山岸旅館』が進出し、2011年（平成23年）12月に宿泊施設『出雲ひのみさきの宿ふじ』が開業した。
- 蟠竜湖ロッジ（島根県益田市高津町イ2474番地3）

『国民宿舎蟠竜湖ロッジ』は民営の施設を国民宿舎として指定したもの。現在は閉業。建物は解体済み。跡地には別の宿泊施設が建てられている。開業時の所在地表記は島根県益田市大字高津字新田2474番地3。
- 麗雲荘（島根県松江市玉湯町林2200）

『国民宿舎麗雲荘』は『社団法人島根県観光開発公社』運営の施設を国民宿舎として指定したもの。1969年（昭和44年）6月築造。1988年（昭和63年）4月増改築。2005年（平成17年）3月31日に閉業。建物は解体済み。跡地は『宍道湖ふれあいパーク』となっている。開業時の所在地表記は島根県八束郡玉湯町大字林字鳥ヶ崎2200。
- あわくら荘（岡山県英田郡西粟倉村大字影石1220番地）

『国民宿舎あわくら荘』は西粟倉村の施設として『西粟倉村営国民宿舎あわくら荘設置及び管理条例』に基づいて設置されたもの。西粟倉村営の施設として1971年（昭和46年）6月に開業。1984年（昭和59年）12月増改築。『株式会社あわくらグリーンリゾート』（旧名称『財団法人西粟倉村森の村振興公社』。）が指定管理者として運営を引き継いだ後も営業を継続（ただし、『一般社団法人国民宿舎協会』『民営国民宿舎協議会』には入会せず。）していたが、施設の老朽化や新型コロナウィルス感染症の影響等を理由に2021年（令和3年）1月31日に閉業した。建物は解体済み。跡地は更地となっている。
- いつき（岡山県苫田郡鏡野町上齋原437番地の1）

『国民宿舎いつき』は鏡野町の施設として『鏡野町営国民宿舎いつき条例』に基づいて設置されたもの。旧上齋原村営の施設として『国民宿舎かみさい白雲閣』の名称で1968年（昭和43年）に整備された。1982年（昭和57年）10月と1996年（平成8年）8月に増改築。1996年（平成8年）8月の改築時に『国民宿舎いつき』としてオープンした。さらに1998年（平成10年）2月と2001年（平成13年）に改築。鏡野町営を経て現在は『一般財団法人上齋原振興公社』が指定管理者として運営。施設の老朽化により2022年（令和4年）11月29日で閉館。建物は現存するものの、廃墟となっている。
- 王子が岳（岡山県倉敷市児島唐琴町1421-1）

『国民宿舎王子が岳』は倉敷市営の施設として設置されたもの。1967年（昭和42年）8月築造。1988年（昭和63年）3月増改築。1998年（平成10年）2月改築。建物が耐震基準を満たさないことから2012年（平成24年）3月31日に閉業した。建物は2013年（平成25年）に解体された。跡地は空き地となっている。2007年（平成19年）4月1日から2012年（平成24年）3月31日までは『シダックスフードサービス株式会社』が指定管理者として運営。資料によっては『国民宿舎王子ガ岳』との表記あり。
- おかやま桃太郎荘（岡山県岡山市南区小串778番地2号）

『国民宿舎おかやま桃太郎荘』は岡山市の施設として設置されたもの。岡山市営の施設として1975年（昭和50年）3月に築造。施設の老朽化を理由に2007年（平成19年）3月28日に休業した。2002年（平成14年）3月31日までは『財団法人岡山市建設公社』が、同年4月1日からは『東洋産業』と『東洋ゼネラルサービス』の共同企業体がそれぞれ運営していた。建物は解体済み。跡地は公園となっている。
- 錦山荘（岡山県苫田郡鏡野町奥津川西274番）

『国民宿舎錦山荘』は旧奥津町営の施設として設置されたもの。1961年（昭和36年）11月15日（16日とする資料もあり。）に開業。1984年（昭和59年）4月増改築。1992年（平成4年）7月改築。現在は閉業。建物は解体済み。
- サンロード吉備路（岡山県総社市三須825番地1）

『国民宿舎サンロード吉備路』は総社市の施設として『総社市国民宿舎の設置及び管理に関する条例』『総社市国民宿舎条例』に基づいて設置されたもの。『国民宿舎雪舟荘』の後継施設として2003年（平成15年）7月1日に開業。指定管理者制度の導入により、2014年（平成26年）4月1日から現在まで『株式会社休暇村サービス』が運営。現在も同名の宿泊施設にて営業を継続中ではあるが、『一般社団法人国民宿舎協会』『民営国民宿舎協議会』には入会していない。
- シープラザ牛窓（岡山県瀬戸内市牛窓町牛窓2853番地）

『国民宿舎シープラザ牛窓』は1965年（昭和40年）12月15日に設立された『牛窓観光開発株式会社』経営の施設を国民宿舎として指定したもの。1970年（昭和45年）4月築造。1987年（昭和62年）4月増改築。2005年（平成17年）1月10日を以って閉業（『牛窓観光開発株式会社』は2005年（平成17年）3月31日を以って解散を決議している。）。閉業後、建物は介護施設に転用されている。旧称『国民宿舎牛窓荘』。
- 下電ホテル（岡山県倉敷市大畠1666番地の2）

『国民宿舎下電ホテル』は『下津井観光株式会社』経営の施設を1959年（昭和34年）2月18日付で国民宿舎として指定したもの。『下津井電鉄株式会社』の福利厚生施設『鷲麓園』（後に『下電ホテル』に改称。）を国民宿舎として指定した。現在は宿泊施設『鷲羽山下電ホテル』の名で営業を継続中ではあるが、『一般社団法人国民宿舎協会』『民営国民宿舎協議会』には入会していない。旧称『国民宿舎鷲麓館』。
- 雪舟荘（岡山県総社市井尻野2146番地5）

『国民宿舎雪舟荘』は総社市の施設として設置されたもの。1964年（昭和39年）8月31日に開業し、1987年（昭和62年）4月の増築を経た後、後継施設『国民宿舎サンロード吉備路』の開業に伴い、2003年（平成15年）6月30日を以って閉業した。建物は現存するものの、廃墟となっている。
- 玉野荘（岡山県玉野市渋川2丁目12番1号）

『国民宿舎玉野荘』は玉野市営の施設として設置されたもの。全国8番目の国民宿舎として1959年（昭和34年）4月1日に開業した。現在は閉業。建物は解体済み。跡地には宿泊施設『瀬戸内国際マリンホテル』（現名称『ダイヤモンド瀬戸内マリンホテル』。）が1988年（昭和63年）7月20日にオープンした。旧称『玉野国民宿舎』。
- 津黒高原荘（岡山県真庭市蒜山下和1080番地）

『国民宿舎津黒高原荘』は旧中和村営の施設として設置されたもの。1974年（昭和49年）8月築造。現在は宿泊施設『蒜山なごみの温泉津黒高原荘』の名で営業を継続中ではあるが、『一般社団法人国民宿舎協会』『民営国民宿舎協議会』には入会していない。
- 桃李荘（岡山県真庭市豊栄1553番地5）

『真庭市国民宿舎桃李荘』は旧湯原町営の施設として設置されたもの。全国10番目の国民宿舎として1959年（昭和34年）6月12日に開業。1977年（昭和52年）12月増改築。1996年（平成8年）11月増築。その後、真庭市の施設となったが、現在は閉業した。建物は解体済み。跡地には真庭市の整備により公園施設『ゆばら湯っ足り広場』が2016年（平成28年）5月にオープンした。旧称『湯原国民宿舎』。
- ひなせ（岡山県備前市日生町日生801番地）

『国民宿舎ひなせ』は旧日生町営の施設として設置されたもの。1970年（昭和45年）7月17日開業。現在は閉業。建物は解体済み。跡地にはケアハウスが建てられている。
- 美作荘（岡山県美作市湯郷903番地）

『国民宿舎美作荘』は旧美作町営の施設として設置されたもの。1966年（昭和41年）4月築造。1992年（平成4年）3月増築。現在は閉業。建物は解体済み。跡地には老人ホームが建てられている。旧称『国民宿舎みまさか荘』。
- 良寛荘（岡山県倉敷市玉島柏島478番地）◎

『国民宿舎良寛荘』は倉敷市営の施設として『倉敷市国民宿舎条例』に基づいて設置されたもの。条例上の施設名称は『倉敷市国民宿舎良寛荘』。1966年（昭和41年）7月に岡山県勤労会館として建造され、1976年（昭和51年）から倉敷市営の国民宿舎として開業した。1996年（平成8年）4月12日改築オープン。2004年（平成16年）3月31日までは『財団法人休暇村協会』（現名称『一般財団法人休暇村協会』。）、2004年（平成16年）4月1日から2007年（平成19年）3月31日までは『株式会社休暇村協会』、2007年（平成19年）4月1日から現在までは『シダックスフードサービス株式会社』がそれぞれ指定管理者として運営。『一般社団法人国民宿舎協会』に入会中。
- 岩倉ロッジ（広島県廿日市市津田868番地）

『国民宿舎岩倉ロッジ』は旧佐伯町の施設として設置されたもの。1966年（昭和41年）2月に築造された。旧佐伯町、『財団法人佐伯町観光開発公社』による運営を経た後、旧佐伯町が市町村合併で廃止されたことに伴って2003年（平成15年）3月1日からは廿日市市が運営を引き継いだ。2005年（平成17年）12月に施設を企業に売却、2006年（平成18年）4月より宿泊施設『岩倉温泉 癒心館』の名でこの企業が経営を担ってきたが、経営不振により2008年（平成20年）11月に事実上倒産し、閉業となった。建物は解体済み。跡地は『岩倉キャンプ場』の一部となっている。開業時の所在地表記は広島県佐伯郡佐伯町津田西ガ平868番地。旧称『国民宿舎岩倉荘』。
- 音戸ロッジ（広島県呉市警固屋8丁目16番12号）

『国民宿舎音戸ロッジ』は呉市営の施設として設置されたもの。1962年（昭和37年）11月2日（1日とする資料あり。）に開業し、1992年（平成4年）6月の増改築を経た後、施設の老朽化と累積赤字の増大を理由に2007年（平成19年）8月31日に閉業した。建物は呉市の予算にて解体済み。『呉市交通局』により運営されていた。跡地には温泉飲食施設『瀬戸内オーシャンスパ 汐音』がオープンしている。
- きのえ（広島県豊田郡大崎上島町沖浦1888番地1）

『国民宿舎きのえ』は旧木江町営の施設として設置されたもの。1974年（昭和49年）3月に築造された。現在は宿泊施設『きのえ温泉 ホテル清風館』の名で営業を継続中ではあるが、『一般社団法人国民宿舎協会』『民営国民宿舎協議会』には入会していない。
- サンビーチおきみ（広島県江田島市沖美町是長1433番地2）

『国民宿舎サンビーチおきみ』は江田島市営の施設として『江田島市山村振興等農林漁業施設設置及び管理条例』に基づいて設置されたもの。旧沖美町の施設として1996年（平成8年）に開業した。指定管理業者『有限会社おきみウェストマリン社』の経営不振を理由に2008年（平成20年）4月1日より休業した後、2009年（平成21年）9月からは『株式会社休暇村サービス』が指定管理者となり、再開業した。累積赤字の増大を理由に契約解除の申し出があったため、2018年（平成30年）11月1日より再休業した後、『株式会社大柿産業』が指定管理者となり、宿泊施設『Uminos Spa ＆ Resort』の名で2019年（令和元年）7月12日に再々開業した。現在も同名の宿泊施設にて営業を継続中ではあるが、『一般社団法人国民宿舎協会』『民営国民宿舎協議会』には入会していない。
- 新八丁堀会館（広島県広島市中区上八丁堀8番28号）

『国民宿舎新八丁堀会館』は広島市営の施設として設置されたもの。現在は閉業。建物は解体済み。跡地はマンションとなっている。
- 仙酔島（広島県福山市鞆町後地字田の浦3373番地2）

『国民宿舎仙酔島』は福山市の施設として『福山市国民宿舎条例』に基づいて設置されたもの。条例上の施設名称は『福山市国民宿舎仙酔島』。全国15番目の国民宿舎として、また福山市営の施設として1960年（昭和35年）3月1日に『国民宿舎海浜ホテル』の名で開業し、1981年（昭和56年）3月を以って休業。1997年（平成9年）4月25日のリニューアルオープンを機に『国民宿舎仙酔島』へと改称した。2006年（平成18年）4月から『ベネフィットホテル株式会社』が指定管理者として運営していたが、施設改修に多額の費用が掛かり採算が取れない判断したことから『福山市国民宿舎条例を廃止する条例』に基づき2021年（令和3年）3月31日を以って閉業した。閉業時まで『一般社団法人国民宿舎協会』に入会していた。
- 能美海上ロッジ（広島県江田島市能美町中町1265番地）

『国民宿舎能美海上ロッジ』は江田島市営の施設として『江田島市国民宿舎能美海上ロッジ設置及び管理条例』に基づいて設置されたもの。旧能美町営の施設として1967年（昭和42年）7月に築造された。2004年（平成16年）11月1日の江田島市発足に伴って『江田島市企業局』が運営していたが、2009年（平成21年）9月1日より指定管理者制度を導入したことに伴い、『株式会社休暇村サービス』が運営していた。施設の老朽化が進み、耐震改修に多額の費用がかかることと指定管理者の契約期間が終了すること等から2017年（平成29年）4月1日より休館し、そのまま閉業した。条例自体も『江田島市国民宿舎能美海上ロッジ設置及び管理条例を廃止する条例』により廃止されている。建物は2023年（令和5）3月に解体済み。跡地は空き地となっている。
- 野呂高原ロッジ（広島県呉市川尻町板休5502番37）◎

『国民宿舎野呂高原ロッジ』は呉市営の施設として『国民宿舎野呂高原ロッジ設置条例』に基づいて設置されたもの。条例上の所在地表記は広島県呉市川尻町野呂山5502番37。旧川尻町営の施設として1968年（昭和43年）3月に開業した。1991年（平成3年）4月に改築。『財団法人川尻町観光開発公社』による運営を経た後、2006年（平成18年）4月1日から現在までは『財団法人野呂山観光開発公社』（現名称『一般財団法人野呂山観光開発公社』。）が指定管理者として運営。『一般社団法人国民宿舎協会』に入会中。開業時の所在地表記は広島県豊田郡川尻町野呂山12926。
- ホテルいんのしま（広島県尾道市因島土生町平木区288）◎

『国民宿舎ホテルいんのしま』は『株式会社因島観光開発』経営の施設を国民宿舎として指定したもの。旧因島市により『国民宿舎いんのしまロッジ』の名で1971年（昭和46年）12月に築造された。2010年（平成22年）12月15日より現施設名に改称。1989年（平成元年）に運営権が旧因島市から同社に譲渡、2010年（平成22年）7月には施設が尾道市より同社に売却された。『民営国民宿舎協議会』に入会中。開業時の所在地表記は広島県因島市土生町字平木奥288-1。
- みやじま杜の宿（広島県廿日市市宮島町西大西町）◎

『国民宿舎みやじま杜の宿』は廿日市市営の施設として『廿日市市国民宿舎事業の設置等に関する条例』に基づいて設置されたもの。条例上の施設名称は『みやじま杜の宿』。旧宮島町営の施設として1962年（昭和37年）11月1日に『宮島ホテル』の跡地に『国民宿舎宮島ロッジ』の名で開業。1992年（平成4年）7月1日より休業。1993年（平成5年）10月9日のリニューアルを機に現施設名へと改称した。改修を機に2014年（平成26年）4月1日より指定管理者制度を導入したことに伴い、現在は『合人社・東洋観光グループ』が運営。『一般社団法人国民宿舎協会』に入会中。
- 宮浜グリーンロッジ（広島県廿日市市宮浜温泉1丁目19番47号）

『国民宿舎宮浜グリーンロッジ』は旧大野町営の施設として設置されたもの。1978年（昭和53年）5月1日開業。現在は閉業。建物は解体済み。開業時の所在地表記は広島県佐伯郡大野町尾立8130-13。
- 三次長寿村（広島県三次市粟屋町字柳迫1638番地の4）

『国民宿舎三次長寿村』は三次市の施設として設置されたもの。1966年（昭和41年）11月に築造された。開業時より『財団法人三次市開発公社』に無償貸与され、運営を担っていたが、1989年（平成元年）7月22日から1997年（平成9年）5月31日までは『防府土地建物株式会社』と、1997年（平成9年）6月1日からは『有限会社湯快』とそれぞれ賃貸借契約を締結し、運営を担っていた。『有限会社湯快』取締役の失踪により2010年（平成22年）5月5日より休業。広島地方裁判所での判決に基づき、2010年（平成22年）9月29日付で『有限会社湯快』の占有権が解除されている。建物は2015年（平成27年）3月31日までに解体された。跡地は空き地となっている。旧称『国民宿舎三次ロッジ』。
- 湯来ロッジ（広島県広島市佐伯区湯来町大字多田2563番地の1）◎

『広島市国民宿舎湯来ロッジ』は広島市営の施設として『広島市国民宿舎湯来ロッジ条例』に基づいて設置されたもの。広島県所有の施設を1959年（昭和34年）2月18日付で『国民宿舎大峰閣』の名称にて指定し、開業したものの、1960年（昭和35年）5月16日に発生した火災により施設が全焼したため、後継施設として旧湯来町が経営する『国民宿舎湯来ロッジ』を1966年（昭和41年）10月に開業した。1991年（平成3年）11月増改築。1994年（平成6年）6月改築。2009年（平成21年）11月1日にリニューアルオープン。2009年（平成21年）11月1日から2014年（平成26年）3月までは『株式会社休暇村サービス』が、同年4月からは『株式会社グリーンホスピタリティーマネージメント』が、2019年（平成31年）4月1日から現在までは『東洋観光湯来コンソーシアム』が指定管理者としてそれぞれ運営。『一般社団法人国民宿舎協会』に入会中。開業時の所在地表記は広島県佐伯郡湯来町大字多田2563番地。
- あいお荘（山口県山口市秋穂東花香北768番地13）

『国民宿舎 海眺の宿 あいお荘』は山口市の施設として『国民宿舎秋穂荘設置及び管理条例』に基づいて設置されたもの。条例上の施設名称は『国民宿舎秋穂荘』、所在地表記は山口県山口市秋穂東768番地13。旧秋穂町営の施設として『秋穂町休養施設設置条例』に基づき、『国民宿舎秋穂荘』の名で1966年（昭和41年）7月に開業した。1990年（平成2年）3月増改築。2001年（平成13年）5月1日に浴室棟等を増築してリニューアルオープン。2018年（平成30年）7月1日に再開業し、現名称に改称。2020年（令和2年）4月1日より『株式会社あいお』が指定管理者として運営。現在も同名の宿泊施設にて営業を継続中ではあるが、加入していた『一般社団法人国民宿舎協会』からは2024年（令和6年）3月31日付で退会している。
- 秋吉台（山口県美祢市秋芳町秋吉上宿2741）

『国民宿舎秋吉台』は『株式会社国民宿舎秋吉台』経営の施設を国民宿舎として指定したもの。1976年（昭和51年）3月築造。現在は閉業。建物は解体済み。
- 秋吉台若竹山荘（山口県美祢市秋芳町大字秋吉字台山）

『国民宿舎秋吉台若竹山荘』は美祢市の施設として設置されたもの。旧秋芳町の施設として1963年（昭和38年）1月13日に開業し、1992年（平成4年）7月の改築を経た後、2006年（平成18年）9月に閉業した。建物は解体済み。旧称『国民宿舎若竹荘』『国民宿舎若竹山荘』。
- うずしお荘（山口県柳井市神代西浜1324番地1）

『国民宿舎うずしお荘』は柳井市営の施設として設置されたもの。旧大畠町営の施設として1971年（昭和46年）6月に開業した。1992年（平成4年）3月の改築を経た後、施設の老朽化と耐震性の問題を理由に2009年（平成21年）3月31日に閉業した。運営を委託されていた『財団法人大畠観光開発公社』も同年に解散している。建物は現存。
- えびす屋（山口県周南市大字小松原1693番地）

『国民宿舎えびす屋』は民営の施設を1962年（昭和37年）5月に国民宿舎として指定したもの。現在は閉業。建物は現存。指定時の所在地表記は山口県熊毛郡熊毛町大字小松原1712番地3、山口県熊毛郡熊毛町大字小松原1710番地1-3。
- 大城（山口県下松市大字笠戸島14番地の1）

『国民宿舎 大城』は下松市の施設として『下松市国民宿舎条例』に基づいて設置されたもの。条例上の施設名称は『下松市国民宿舎大城』、所在地表記は山口県下松市大字笠戸島10014番1。『国民宿舎 大城』の名で1971年（昭和46年）7月に開業。『国民宿舎 大城リゾート』に改称した後、施設老朽化のため、2016年（平成28年）8月に改築、11月1日に現名へと再改称し、フルリニューアルオープンした。2006年（平成18年）度より指定管理者制度を導入。2022年（令和4年）現在の指定管理者は制度導入前から委託されていた『財団法人笠戸島開発センター』（現名称『一般財団法人下松市笠戸島開発センター』。）。現在は『一般社団法人国民宿舎協会』『民営国民宿舎協議会』の何れにも入会していない。
- 海峡ビューしものせき（山口県下関市みもすそ川町3番58号）◎

『下関市営国民宿舎海峡ビューしものせき』は下関市の施設として『下関市営国民宿舎海峡ビューしものせきの管理等に関する条例』に基づいて設置されたもの。『国民宿舎海関荘』の名で1969年（昭和44年）5月に開業。2002年（平成14年）4月に改築し、現名称にて営業を再開した。『財団法人下関市公営施設管理公社』（現名称『一般財団法人下関市公営施設管理公社』。）による運営を経て、2006年（平成18年）4月1日から現在まで『株式会社ユニコン』が指定管理者として運営。『一般社団法人国民宿舎協会』に入会中。
- 海浜荘（山口県光市室積新開1丁目4番1号）

『国民宿舎海浜荘』は光市営の施設として設置されたもの。休憩施設を国民宿舎として開業したため、宿泊することができなかった。1962年（昭和37年）7月20日築造。現在は閉業。閉業後、建物は障害者児地域支援施設に転用されたが、施設の老朽化を理由に2021年（令和3年）3月31日を以ってこちらも閉業となった。建物は解体済み。跡地は空き地となっている。開業時の所在地表記は山口県光市室積町1744-1。
- 小てる（山口県山口市湯田温泉4丁目3番15号）

『国民宿舎小てる』は民営の施設を1983年（昭和58年）に国民宿舎として指定したもの。1994年（平成6年）3月増改築。現在は閉業。閉業後、建物は改装され、介護施設に転用された。
- 城苑（山口県萩市大字堀内字城内83-8）

『国民宿舎城苑』は民営の宿泊施設を国民宿舎として指定したもの。1973年（昭和48年）3月10日開業。1991年（平成3年）2月改築。現在は閉業。建物は解体済み。跡地は駐車場となっている。
- 常盤荘（山口県宇部市大字沖宇部字中諭瀬232）

『国民宿舎常盤荘』は宇部市営の施設として設置されたもの。1968年（昭和43年）10月1日開業。現在は閉業。建物は解体済み。跡地は駐車場となっている。
- 長門荘（山口県長門市東深川浜の手）

『国民宿舎長門荘』は民営の施設を国民宿舎として指定したもの。現在は閉業。
- 長穂荘（山口県周南市大字長穂字筏地885）

『国民宿舎長穂荘』は旧徳山市の施設として設置されたもの。1973年（昭和48年）に開業し、利用者の減少等を理由に1987年（昭和62年）3月に閉業した。閉業後、建物は改装され、『周南市役所長穂支所』『周南市役所長穂市民センター』に転用された。
- 萩浦荘（山口県萩市大字椿東字開作2968番地2）

『国民宿舎萩浦荘』は民営の施設を国民宿舎として指定したもの。1973年（昭和48年）6月16日開業。1999年（平成11年）閉業。建物は解体済み。跡地は駐車場となっている。
- 半月庵（山口県岩国市岩国1丁目17番27号）◎

『国民宿舎半月庵』は民営の施設を国民宿舎として指定したもの。ユースホステルとの兼営時期あり。1868年（明治元年）築造。1990年（平成2年）改築。『民営国民宿舎協議会』に入会中。
- 百花苑（山口県長門市三隅中）

『国民宿舎百花苑』は民営の施設を国民宿舎として指定したもの。現在は閉業。
- 湯野荘（山口県周南市大字湯野4346番地の2）

『国民宿舎湯野荘』は周南市の施設として『周南市国民宿舎条例』に基づいて設置されたもの。条例上の施設名称は『周南市国民宿舎湯野荘』。旧徳山市営の施設として1965年（昭和40年）8月20日に本棟が築造、9月に開業した。1990年（平成2年）4月に増改築。1991年（平成3年）4月1日に浴場棟を増築。周南市による運営を経た後、2006年（平成18年）度より指定管理者制度を導入。現在の指定管理者は制度導入前から委託されていた『周南市国民宿舎運営協会』。民間団体への移譲準備を進めるため、2022年（令和4年）2月14日付で閉業し、『周南市国民宿舎条例』は2022年（令和4年）4月1日施行の『周南市国民宿舎条例の廃止等に関する条例』により廃止された。閉業時まで『一般社団法人国民宿舎協会』に入会していた。

### 四国
- うみがめ荘（徳島県海部郡美波町日和佐浦370番地4）

『国民宿舎うみがめ荘』は美波町営の施設として設置されたもの。旧日和佐町営の施設として1964年（昭和39年）11月17日に開業した。1991年（平成3年）3月増改築。2008年（平成20年）4月1日より美波町から『株式会社ベストウェスタン』が施設を借り受ける形で民営化、宿泊施設『国民の宿うみがめ荘』の名で開業したものの、利用者の減少やコロナウイルス感染症の影響、併せて施設の老朽化による経営難を理由に2020年（令和2年）に休業となった。建物は2024年（令和6年）5月に解体済み。旧称『日和佐国民宿舎』。開業時の所在地表記は徳島県海部郡日和佐町日和佐浦347番地。
- 大谷荘（徳島県鳴門市里浦町里浦字坂田432-87）◎

『国民宿舎大谷荘』は民営の施設を国民宿舎として指定したもの。1968年（昭和43年）増築。『民営国民宿舎協議会』に入会中。
- 加島荘（徳島県海部郡海陽町浅川字鍛冶屋44-2）

『国民宿舎加島荘』は旧海南町営の施設として設置されたもの。1970年（昭和45年）5月築造。宿泊客減少による経営難を理由に2001年（平成13年）8月31日に閉業。建物は解体済み。開業時の所在地表記は徳島県海部郡海南町浅川字加島1番地。
- 津乃峯荘（徳島県阿南市津乃峰町長浜545）

『国民宿舎津乃峯荘』は民営の施設を国民宿舎として指定したもの。『阿南市国民宿舎設置条例』に基づき、『国民宿舎津峰荘』の名称にて『阿南市津峯公園開発公社』の運営により1968年（昭和43年）7月築造、開業した。1989年（平成元年）に民営化され、『津峰観光株式会社』が経営を開始（これにより『阿南市国民宿舎設置条例』は1989年（平成元年）6月28日制定の『阿南市国民宿舎設置条例及び阿南市国民宿舎津峯荘管理条例を廃止する条例』により廃止された。）した。設備老朽化を理由に2005年（平成17年）11月5日に休業。建物は現存。資料によっては『国民宿舎津峯荘』との表記あり。
- 剣山荘（徳島県美馬郡つるぎ町一宇葛籠6198-2）

『国民宿舎剣山荘』は旧一宇村営の施設として『徳島県国民宿舎剣山荘の設置及び管理に関する条例』に基づいて設置されたもの。1966年（昭和41年）5月1日開業。1991年（平成3年）4月増改築。現在は閉業。建物は解体された後、1998年（平成10年）4月に宿泊施設『ラ・フォーレ つるぎ山』がオープンした。
- みとこ荘（徳島県海部郡海陽町宍喰浦字古目84-14）

『国民宿舎みとこ荘』は旧宍喰町営の施設として設置されたもの。1969年（昭和44年）11月築造。2007年（平成19年）1月に閉業した。建物は解体済み。跡地は空き地となっている。
- 鹿島荘（香川県小豆郡土庄町鹿島甲1955）

『国民宿舎鹿島荘』は民営の宿泊施設を国民宿舎として指定したもの。現在は閉業。
- かつや（香川県小豆郡土庄町小部甲293番地4）

『国民宿舎かつや』は1930年（昭和5年）に開業した民営の宿泊施設を国民宿舎として指定したもの。2023年（令和5年）10月31日閉業。閉業時は『有限会社かつや』により運営されていた。旧称『国民宿舎かつや旅館』。
- 島の宿（香川県小豆郡土庄町甲1460-3）

『国民宿舎島の宿』は土庄町営の施設として設置されたもの。1963年（昭和38年）4月1日（2日とする資料あり。）に開業し、1978年（昭和53年）3月に閉業した。
- じゃこ丸パーク津田（香川県さぬき市津田町鶴羽）◎

『国民宿舎 じゃこ丸パーク津田』はさぬき市の施設として『さぬき市国民宿舎施設条例』に基づいて設置されたもの。条例上の施設名称は『さぬき市国民宿舎松琴閣』。旧津田町営の施設として『津田町国民宿舎施設の設置及び管理に関する条例』に基づき、『国民宿舎松琴閣』の名で1962年（昭和37年）3月1日に開業した。1968年（昭和43年）と1973年（昭和48年）に増築。1988年（昭和63年）3月に改築。1996年（平成6年）12月1日の移転改築を機に愛称名を『クアパーク津田』へ、2023年（令和5年）9月1日からは『株式会社木村ホールディングス』をネーミングライツスポンサーとして『じゃこ丸パーク津田』へと愛称を変更した。1992年（平成4年）11月から現在まで『株式会社津田健康開発公社』（現名称『株式会社さぬき市SA公社』。）が指定管理者として運営（業務は『穴吹エンタープライズ株式会社』に再委託している。）。『一般社団法人国民宿舎協会』に入会中。
- 小豆島（香川県小豆郡小豆島町池田1500番地4）

『国民宿舎小豆島』は小豆島町営の施設として『小豆島ふるさと村条例』に基づいて設置されたもの。旧池田町営の施設として1974年（昭和49年）7月に開業した。1996年（平成6年）7月に増改築。『一般財団法人小豆島ふるさと村公社』（旧名称『財団法人小豆島ふるさと村公社』。）が運営。現在も営業を継続中ではあるが、『一般社団法人国民宿舎協会』『民営国民宿舎協議会』には入会していない。
- 瀬戸内荘（香川県坂出市常盤町2-1-20）

『国民宿舎瀬戸内荘』は民営の施設を国民宿舎として指定したもの。1988年（昭和63年）築造。現在は閉業。建物は解体済み。跡地は空き地となっている。
- たちばな荘（香川県小豆郡小豆島町橘乙57-1）

『国民宿舎たちばな荘』は民営の施設を国民宿舎として指定したもの。現在は閉業。閉業時の建物は香川県小豆郡内海町橘甲453から移転した後のもの。建物は現存。
- 千鳥荘（香川県小豆郡土庄町小部甲29-4）

『国民宿舎千鳥荘』は民営の施設を国民宿舎として指定したもの。現在は閉業。
- つたじま荘（香川県三豊市仁尾町仁尾）

『国民宿舎つたじま荘』は旧仁尾町営の施設として設置されたもの。1964年（昭和39年）12月10日開業。1986年（昭和61年）3月増改築。現在は閉業。建物は解体済み。跡地は空き地となっている。
- 豊島（香川県小豆郡土庄町大字豊島家浦）

『国民宿舎豊島』は民営の施設を国民宿舎として指定したもの。現在は閉業。
- なかや（香川県小豆郡土庄町小部甲285番地1）

『国民宿舎なかや』は民営の施設を国民宿舎として指定したもの。現在も『なかや』の名で営業を継続中ではあるが、『一般社団法人国民宿舎協会』『民営国民宿舎協議会』には入会していない。旧称『国民宿舎なかや旅館』。
- はまや（香川県小豆郡土庄町小部甲293番地）

『国民宿舎はまや』は民営の施設を国民宿舎として指定したもの。現在は宿泊施設『海辺の宿 はまや』の名で営業を継続中ではあるが、『一般社団法人国民宿舎協会』『民営国民宿舎協議会』には入会していない。
- ホテル松風（香川県小豆郡土庄町鹿島1481番地1）

『国民宿舎ホテル松風』は民営の施設を国民宿舎として指定したもの。1968年（昭和43年）7月築造。1976年（昭和51年）7月と1979年（昭和53年）7月に増築。現在は閉業。閉業後も宿泊施設『小豆島シーサイドホテル松風』として営業を継続していたが、2022年（令和4年）に閉業した。建物は現存。旧称『国民宿舎松風』。
- ほんじま（香川県丸亀市本島町泊字乙松ヶ浦741）

『国民宿舎ほんじま』は丸亀市営の施設として設置されたもの。1964年（昭和39年）7月10日に開業した後、1988年（昭和63年）1月30日付で『四国化成工業株式会社』に売却され 『アイランダーホテル本島』として営業を継続していたが、その後閉業した。建物は解体済み。跡地は空き地となっている。
- ますや（香川県小豆郡土庄町小部甲806番地）

『国民宿舎ますや』は民営の施設を国民宿舎として指定したもの。現在は閉業。建物は現存。
- 松屋（香川県小豆郡土庄町小部甲289番地）

『国民宿舎松屋』は民営の施設を国民宿舎として指定したもの。現在は閉業。建物は解体済み。旧称『国民宿舎まつや旅館』『国民宿舎まつや』。
- やなぎや（香川県小豆郡土庄町小部甲293番地5）

『国民宿舎やなぎや』は『やなぎや観光株式会社』経営の施設を国民宿舎として指定したもの。現在も宿泊施設『やなぎや』の名で営業を継続中ではあるが、『一般社団法人国民宿舎協会』『民営国民宿舎協議会』には入会していない。
- 栗林山荘（香川県高松市宮脇町2丁目31番27号）

『国民宿舎栗林山荘』は『有限会社栗林山荘』経営の施設を国民宿舎として指定したもの。1973年（昭和48年）10月築造。現在も宿泊施設『栗林山荘』の名で営業を継続中ではあるが、『一般社団法人国民宿舎協会』『民営国民宿舎協議会』には入会していない。旧称『国民宿舎高松山荘』。
- 石鎚（愛媛県西条市西之川字元山660）

『国民宿舎石鎚』は旧面河村営の施設として『面河村国民宿舎条例』に基づいて設置されたもの。1966年（昭和41年）に愛媛県の施設として開業。1972年（昭和47年）6月に改築した後、1973年（昭和48年）3月31日に旧面河村が施設を買収した。2010年（平成22年）4月1日から現在まで『株式会社石鎚観光』が指定管理者として運営。現在も営業を継続中ではあるが、『一般社団法人国民宿舎協会』『民営国民宿舎協議会』には入会していない。
- インランド・シー・リゾート・フェスパ（愛媛県越智郡上島町弓削日比287番地）

『国民宿舎インランド・シー・リゾート・フェスパ』は旧弓削町営の施設として設置されたもの。『国民宿舎ゆげロッジ』の名で愛媛県越智郡上島町弓削日比303番地の地に1970年（昭和45年）7月15日に開業。1988年（昭和63年）5月増改築。1995年（平成7年）6月改築。建て替え移転を前提に2011年（平成23年）1月に閉業した後、5月22日に離島体験滞在交流施設として現所在地に再開業した。現在も営業を継続中ではあるが、『一般社団法人国民宿舎協会』『民営国民宿舎協議会』の何れにも入会していない。初代建物は解体済み。跡地は駐車場となっている。
- 大洲臥龍苑（愛媛県大洲市柚木670）

『国民宿舎大洲臥竜苑』は大洲市営の施設として設置されたもの。1966年（昭和41年）8月に開業し、1983年（昭和58年）12月の増改築を経た後、施設の老朽化を理由に1998年（平成10年）3月31日に閉業した。建物は解体済み。跡地には温泉入浴施設『臥龍の湯』が建てられている。旧称『国民宿舎臥竜苑』。
- 面河（愛媛県上浮穴郡久万高原町若山21-1521）

『国民宿舎面河』は久万高原町の施設として設置されたもの。旧面河村営の施設として『面河村国民宿舎条例』に基づいて1966年（昭和41年）6月1日に開業した。1982年（昭和57年）4月と1992年（平成4年）4月に増改築を行っている。2008年（平成20年）度より指定管理者制度を導入したことに伴い、2011年（平成23年）4月1日から『株式会社石鎚観光』が指定管理者として運営を担ってきたが、老朽化や利用客減少などを理由に2016年（平成28年）3月31日を以って閉業した。閉業後、施設は『面河アウトドアセンター』として活用されていたが、2017年（平成29年）度に久万高原町の予算にて建物は解体され、跡地は駐車場となっている。旧称『面河国民宿舎』。
- 鹿島（愛媛県松山市北条辻1596-1）

『国民宿舎鹿島』は旧北条市営の施設として設置されたもの。1962年（昭和37年）12月22日に開業した。1985年（昭和60年）10月増改築。現在は閉業。閉業後は暫くの間、海の家として転用されていたが、その後、松山市の予算で建物は解体されている。旧称『北条国民宿舎』『国民宿舎北条』『海上温泉国民宿舎鹿島』。
- 玉川荘（愛媛県今治市玉川町鈍川字小松原甲281）

『国民宿舎玉川荘』は旧玉川町営の施設として設置されたもの。全国35番目の国民宿舎として1961年（昭和36年）10月28日に開業した。現在は閉業。建物は解体済み。跡地には温浴施設『鈍川すっぴん美人の足湯』が2013年（平成25年）10月19日に開業したが、2019年（平成31年）3月31日を以って閉鎖された。
- 西海荘（愛媛県南宇和郡愛南町鹿島9）

『国民宿舎西海荘』は旧西海町営の施設として設置されたもの。1963年（昭和38年）4月に木造建てで落成、6月1日（4月5日とする資料あり。）に開業した。1969年（昭和44年）リニューアル。1971年（昭和46年）4月増築。1995年（平成7年）3月31日を以って閉業。
- 姫ヶ浜荘（愛媛県松山市長師68番地1）

『国民宿舎姫ヶ浜荘』は旧中島町営の施設を1959年（昭和34年）2月18日付で国民宿舎として指定したもの。現在も『姫ヶ浜荘』の名で営業を継続中ではあるが、『一般社団法人国民宿舎協会』『民営国民宿舎協議会』には入会していない。資料によっては『国民宿舎姫が浜荘』『国民宿舎姫ガ浜荘』との表記あり。
- 古岩屋荘（愛媛県上浮穴郡久万高原町直瀬乙1636番地）

『国民宿舎古岩屋荘』は久万高原町営の施設として『久万高原町国民宿舎条例』に基づいて設置されたもの。条例上の施設名称は『久万高原町国民宿舎古岩屋荘』。旧久万町営の施設として『久万町国民宿舎古岩屋荘条例』に基づいて1974年（昭和49年）12月に開業した。1988年（昭和63年）6月改築。2011年（平成23年）4月1日から現在まで『株式会社石鎚観光』が指定管理者として運営。現在も営業を継続中ではあるが、『一般社団法人国民宿舎協会』『民営国民宿舎協議会』には入会していない。開業時の所在地表記は愛媛県上浮穴郡久万町大字直瀬字西川1636番地。
- あき（高知県安芸市下山564）

『国民宿舎あき』は安芸市営の施設を国民宿舎として指定したもの。1973年（昭和48年）3月10日開業。2001年（平成13年）3月31日閉業。建物は現存するものの、廃墟となっている。
- あしずり（高知県土佐清水市足摺岬1349）

『国民宿舎あしずり』は土佐清水市の施設として設置されたもの。全国25番目の国民宿舎として1961年（昭和36年）2月1日に開業。1965年（昭和40年）に増築した後、現在は閉業している。建物は解体済み。跡地には『足摺岬観光案内所』が建てられている。『財団法人土佐清水市開発公社』が運営していた。旧称『国民宿舎あしずり荘』。
- 足摺グリーンハウス（高知県土佐清水市松尾919-64）

『国民宿舎足摺グリーンハウス』は民営の施設を国民宿舎として指定したもの。1973年（昭和48年）2月築造。
- 足摺テルメ（高知県土佐清水市足摺岬字東畑1433-3）

『国民宿舎足摺テルメ』は土佐清水市の施設として設置されたもの。1972年（昭和47年）に開業。近隣の温泉施設と併設する形で建て替え移転し、1998年（平成10年）6月1日にオープンしている。2010年（平成22年）4月に施設名を『空と海 美わしのホテル 足摺テルメ』へと改称した。『財団法人土佐清水市開発公社』による運営を経た後、2006年（平成18年）より指定管理者制度を導入したことに伴い、2009年（平成21年）4月から2011年（平成23年）11月までは『株式会社創裕』が、休業期間を挟んだ後の2012年（平成24年）からは『株式会社トリムリゾート』（現名称『株式会社アクトリゾート』。）がそれぞれ運営していたが、運営会社の清算により2020年（令和2年）6月30日を以って閉業した。2021年（令和3年）11月1日からは『株式会社Dot Homes』の経営による宿泊施設『アシズリテルメ』を再開業している。
- 海風荘（高知県香南市夜須町手結字南山3）

『国民宿舎海風荘』は民営の施設を国民宿舎として指定したもの。1971年（昭和46年）3月築造。2009年（平成21年）3月31日を以って閉業。建物は『専修学校香南学園』の施設となっている。
- 桂浜荘（高知県高知市浦戸字城山830番地の25）

『国民宿舎桂浜荘』は高知市の施設として『高知市国民宿舎条例』に基づいて設置されたもの（現在、条例そのものは『高知市国民宿舎条例を廃止する条例』の施行により廃止されている。）。1964年（昭和39年）5月15日開業。1993年（平成5年）5月9日より休業した後、1995年（平成7年）2月に改築リニューアルオープンした。『財団法人高知市桂浜公園観光開発公社』による運営を経た後、2009年（平成21年）から現在までは『一般財団法人高知市桂浜公園観光開発公社』が指定管理者として運営。新型コロナウィルス感染症拡大の影響による利用客激減と売り上げの落ち込みを理由に高知市が2024年（令和6年）までの運営を委託していた『一般財団法人高知市桂浜公園観光開発公社』との契約を短縮し、2022年（令和4年）10月1日より休業した。現在は『一般社団法人国民宿舎協会』『民営国民宿舎協議会』の何れにも入会していない。
- 宿毛リゾート 椰子の湯（高知県宿毛市大島17番27号）◎

『国民宿舎宿毛リゾート 椰子の湯』は宿毛市の施設として『宿毛市国民宿舎条例』に基づいて設置されたもの。条例上の施設名称は『宿毛市国民宿舎椰子』。1968年（昭和43年）4月開業。1989年（平成元年）10月増改築。1995年（平成7年）11月に近隣地へ新館を建造し、移転オープン。2016年（平成28年）4月1日には『オーシャンリゾート椰子』としてリニューアルオープンした。『財団法人宿毛市観光開発公社』による運営を経た後、2011年（平成23年）4月1日からは『株式会社くりはら』が、2016年（平成28年）4月1日から現在まで『株式会社ピアーサーティー』がそれぞれ指定管理者として運営している。『一般社団法人国民宿舎協会』に入会中。旧称『国民宿舎椰子』『国民宿舎やし』『国民宿舎オーシャンリゾート椰子』。
- 天狗荘（高知県高岡郡津野町芳生野4921番地22）

『国民宿舎天狗荘』は旧東津野村営の施設として設置されたもの。1969年（昭和44年）12月20日開業。1983年（昭和58年）6月増改築。1992年（平成4年）7月25日増築。現在は宿泊施設『高原ふれあいの家 別館 天狗荘』の名で営業を継続中ではあるが、『一般社団法人国民宿舎協会』『民営国民宿舎協議会』には入会していない。旧称『東津野国民宿舎』。
- 土佐（高知県土佐市宇佐町大字竜字旧寺山599-6）

『国民宿舎土佐』は土佐市の施設として『土佐市立国民宿舎条例』に基づいて設置されたもの。1974年（昭和49年）12月築造。施設を個人に売却したことに伴い、2001年（平成13年）10月31日を以って閉業。『財団法人土佐市開発公社』により運営されていた。経営不振を理由に施設は売却され、同年11月1日からは『有限会社国民宿舎土佐』が後継宿泊施設の運営を担っていたが、こちらも2017年（平成29年）12月31日に閉業した。現在は宿泊施設『ヴィラ・サントリーニ』の一部となっている。
- 三翠園横浪荘（高知県土佐市宇佐町大字宇佐2841）

『国民宿舎三翠園横浪荘』は『株式会社三翠園』経営の施設を国民宿舎として指定したもの。現在は閉業。開業時の所在地表記は高知県土佐市宇佐町字汐浜2841。
- むろと（高知県室戸市室戸岬町6892番地41）

『国民宿舎むろと』は高知県の施設として設置されたもの。1971年（昭和46年）7月20日に開業し、2005年（平成17年）10月31日に閉業した。『財団法人室戸市開発公社』が運営を担っていた。2007年（平成19年）には室戸市が売却の公募を行ったが、施設の解体費用や国定公園法等の問題もあって買い手が付かず、現在は廃墟となっている。
- 臨海荘（高知県土佐清水市清水868-16）

『国民宿舎臨海荘』は民営の施設を国民宿舎として指定したもの。現在は閉業。

### 九州
- 池の山荘（福岡県八女市星野村10780番地58）◎

『国民宿舎池の山荘』は八女市営の施設として『八女市池の山荘条例』に基づいて設置されたもの。旧星野村営の宿泊研修兼健康増進施設『星野温泉池の山荘』として1971年（昭和46年）に築造。指定管理者制度の導入により2015年（平成27年）3月31日までは『一般財団法人星のふるさと』（旧名称『財団法人星のふるさと』。）、同年4月1日から2020年（令和2年）3月31日までは『西洋フード・コンパスグループ株式会社』、同年4月1日から現在までは『YMサービス株式会社』が運営。『一般社団法人国民宿舎協会』に入会中。
- 芥屋（福岡県糸島市志摩町芥屋2605）

『国民宿舎芥屋』は旧志摩町の施設として設置されたもの。1969年（昭和44年）6月築造。1984年（昭和59年）6月と1992年（平成4年）3月に改築。志摩町、『財団法人志摩町開発公社』による経営を経て1994年（平成6年）閉業。建物は解体済み。
- しかのしま苑（福岡県福岡市東区大字志賀島1735番地の9）

『国民宿舎しかのしま苑』は福岡市の施設として設置されたもの。旧志賀町営の施設として1963年（昭和38年）3月に開業した。1991年（平成3年）3月増改築。施設の老朽化と事業の見直しにより2001年（平成13年）9月17日に閉業した。建物は解体済み。跡地は空き地となっている。『財団法人福岡市国民宿舎公社』が運営していた。
- 千石荘（福岡県福岡市早良区大字石釜333-2）

『国民宿舎千石荘』は福岡市の施設として設置されたもの。旧早良町営の施設として1964年（昭和39年）12月に築造、1965年（昭和40年）に開業した。施設の老朽化と事業の見直しにより2001年（平成13年）9月17日に閉業。建物は解体済み。『財団法人福岡市国民宿舎公社』が運営していた。土地と建物は『株式会社山口油屋福太郎』に売却され、2004年（平成16年）11月11日に同社経営の宿泊施設『湧泉 千石の郷』がリニューアルオープンしている。開業時の所在地表記は福岡県早良郡早良町大字石釜どう原333-2。
- 筑後船小屋公園の宿（福岡県筑後市大字津島2108-1）◎

『国民宿舎筑後船小屋公園の宿』は福岡県の施設として設置されたもの。2006年（平成18年）度より指定管理者制度を導入しており、現在の指定管理者は2009年（平成21年）9月から運営を受託中の『株式会社AJ・コーポレーション』。『一般社団法人国民宿舎協会』に入会中。
- つやざき（福岡県福津市津屋崎4丁目45番）

『国民宿舎つやざき』は『松島興産株式会社』（現名称『三井松島ホールディングス株式会社』。）経営の施設を国民宿舎として指定したもの。1968年（昭和43年）6月築造、7月開業。2006年（平成18年）閉業。建物は解体済み。跡地には宿泊施設『九州シーサイドグランピング グランドーム福岡ふくつ』が建てられている。開業時の所在地情報は福岡県宗像郡津屋崎町大字津屋崎字新浜2508-3。
- 桃源境（福岡県宮若市脇田468）

『国民宿舎桃源境』は旧若宮町営の施設として設置されたもの。1962年（昭和37年）6月6日に開業。1988年（昭和63年）10月改築。現在も宿泊施設『桃源境』の名で営業を継続中ではあるが、『一般社団法人国民宿舎協会』『民営国民宿舎協議会』には入会していない。
- ひこさん（福岡県田川郡添田町大字英彦山字向山233番地の5）

『国民宿舎ひこさん』は添田町営の施設として設置されたもの。条例上の施設名称は『添田町営国民宿舎ひこさん』。1965年（昭和40年）7月建造。1987年（昭和62年）3月増改築。2001年（平成13年）9月閉業。建物は解体済み。跡地には2003年（平成15年）4月に添田町の宿泊施設『ひこさんホテル 和』がオープンした。開業時の所在地表記は福岡県田川郡添田町大字英彦山字向山233番地の1。
- ひびき（福岡県宗像市鐘崎字灘79-6）

『国民宿舎ひびき』は『有限会社ひびき』経営の施設を国民宿舎として指定したもの。1977年（昭和52年）7月開業。建物や設備の老朽化、団体旅行の大幅減等による売上高の減少、耐震や防火設備等の法強化に対する設備投資の増大を理由に2019年（令和元年）11月17日に閉業した。建物は現存するものの、廃墟となっている。
- 望玄荘（福岡県北九州市小倉北区小文字一丁目12番1号）

『国民宿舎望玄荘』は民営の施設を国民宿舎として指定したもの。現在は閉業。閉業後、建物は改装され、介護施設に転用された。
- マリンテラスあしや（福岡県遠賀郡芦屋町大字山鹿字山の内1588番地）◎

『国民宿舎マリンテラスあしや』は芦屋町営の施設として『芦屋町国民宿舎の設置及び管理に関する条例』に基づいて設置されたもの。条例上の所在地表記は福岡県遠賀郡芦屋町大字山鹿1588番地。1964年（昭和39年）6月1日に開業。1999年（平成11年）11月1日改築リニューアルオープン。『財団法人休暇村協会』（現名称『一般財団法人休暇村協会』。）による運営を経た後、2011年（平成23年）3月31日までは『株式会社休暇村サービス』が、2011年（平成23年）4月1日から2016年（平成28年）3月31日までは『マーチャント・バンカーズ株式会社』が、2016年（平成28年）4月1日からは『株式会社グリーンホスピタリティーマネジメント』がそれぞれ指定管理者として運営。『一般社団法人国民宿舎協会』に入会中。旧称『国民宿舎あしや』『国民宿舎あしや荘』。
- めかり山荘（福岡県北九州市門司区大字門司3270-8-3）

『国民宿舎めかり山荘』は北九州市営の施設として設置されたもの。旧門司市営の施設として『門司市和布刈国民宿舎条例』に基づいて1963年（昭和38年）2月4日（15日とする資料あり。）に開業した。1977年（昭和52年）10月の増改築を経た後、建物の老朽化と施設の陳腐化が進み、宿泊事業を継続するには建て替えが避けられないことを理由に2012年（平成24年）3月31日を以って閉業した。北九州市が施設を保有し、『社団法人北九州市観光協会』（現名称『公益社団法人北九州市観光協会』。）が運営を担当する方式となった時期もあった。建物は2013年（平成25年）1月に解体済み。跡地には『燦キャピタルマネージメント株式会社』が宿泊施設を建設する予定となっていたが、2014年（平成26年）8月に協議を打ち切り、現在まで空き地のままとなっている。
- 山の上ホテル（福岡県北九州市八幡東区大字大蔵字西河内2664-1）

『国民宿舎山の上ホテル』は北九州市営の施設として設置されたもの。全国30番目の国民宿舎として、また旧八幡市営の施設として1961年（昭和36年）8月1日に開業した。北九州市の施設となった後、1968年（昭和43年）からは『帆柱ケーブル株式会社』（現名称『皿倉登山鉄道株式会社』。）が管理運営していた。1990年（平成2年）10月に改築した後、利用客減による累積赤字の蓄積と民間活力による再建が不調に終わったことを理由に2006年（平成18年）3月31日を以って閉業した。現在は『皿倉山ビジターセンター』となっている。
- いろは島（佐賀県唐津市肥前町満越886-1）◎

『国民宿舎いろは島』は唐津市の施設として『唐津市国民宿舎いろは島条例』（条例そのものは『唐津市条例の廃止に関する条例』の施行により2005年（平成17年）2月13日を以って廃止されている。）に基づいて設置されたもの。旧肥前町営の施設として1971年（昭和46年）9月に開業した。1992年（平成4年）2月改築。唐津市による運営を経た後、2006年（平成18年）6月1日より指定管理者制度を導入したことに伴い、2017年（平成24年）4月1日から現在まで『株式会社休暇村サービス』が運営。『民営国民宿舎協議会』に入会中。
- 湖畔荘（佐賀県佐賀市三瀬村杠字中谷811番9）

『国民宿舎湖畔荘』は佐賀県の施設として設置されたもの（埼玉県所沢市や千葉県佐倉市にあった同名国民宿舎とは別の施設。）。1962年（昭和37年）4月1日に開業した。本館に続き、1965年（昭和40年）に別館が開設された。1991年（平成3年）3月改築。経営悪化により2004年（平成16年）11月に閉鎖した後、2005年（平成17年）に建物が当時存在した旧三瀬村へ無償譲渡された。三瀬村との合併で引き継いだ佐賀市が利活用提案事業者を募り、建物は2008年（平成20年）に『ジャパン・スポーツ・アンド・ウェルネス』へと売却された。改装した後、宿泊兼飲食施設『みつせ高原湖畔荘』の名で同年7月19日にオーブンしたが、その後は閉業。建物は現存するものの、廃墟となっている。
- 米屋（佐賀県佐賀市富士町大字古湯866）

『国民宿舎米屋』は民営の施設を国民宿舎として指定したもの。1976年（昭和51年）5月築造。現在は閉業。建物は解体済み。
- 虹の松原ホテル（佐賀県唐津市東唐津四丁目満島国有林126林班ニ小班）

『国民宿舎虹の松原ホテル』は唐津市の施設として『唐津市国民宿舎虹の松原ホテル条例』（条例そのものは『唐津市条例の廃止に関する条例』の施行により2005年（平成17年）2月13日を以って廃止されている。）『唐津市国民宿舎条例』に基づいて設置されたもの。条例上の施設名称は『唐津市国民宿舎 虹の松原ホテル』。『社団法人唐津観光協会』（現名称『一般社団法人唐津観光協会』。）の運営により1963年（昭和38年）7月1日に開業した。1995年（平成7年）3月10日に改築リニューアルオープン。唐津市、『財団法人唐津市経済振興財団』による運営を経た後、2006年（平成18年）6月1日より指定管理者制度を導入したことに伴い、2017年（平成24年）4月1日から2022年（令和4年）12月31日までは隣接する『唐津シーサイドホテル』を経営する『株式会社ディーエイチシー』、2023年（令和5年）1月1日からは『DHC』より業務を継承した『株式会社唐津シーサイドホテル』が運営。2023年（令和5年）2月に『唐津シーサイドホテル』が3月で運営受託を終了する方針を示したため、4月以降は一時休館となっていた。同年10月より『株式会社VILLAGE INC』が指定管理者となり、12月より『虹の松原ホテル The Beach』として営業を再開した。現在は『一般社団法人国民宿舎協会』『民営国民宿舎協議会』の何れにも入会していない。
- 波戸岬（佐賀県唐津市鎮西町波戸1082）◎

『鎮西町国民宿舎波戸波戸岬』は唐津市の施設として『唐津市国民宿舎波戸岬条例』（条例そのものは『唐津市条例の廃止に関する条例』の施行により2005年（平成17年）2月13日を以って廃止されている。）に基づいて設置されたもの。旧鎮西町の施設として1968年（昭和43年）6月27日に築造、7月に開業した。1987年（昭和62年）3月と1990年（平成2年）3月に改築、2005年（平成17年）7月15日に全面改築オープン。唐津市による運営を経た後、2006年（平成18年）6月1日より指定管理者制度を導入したことに伴い、2017年（平成24年）4月1日から現在まで『株式会社休暇村サービス』が運営。『民営国民宿舎協議会』に入会中。
- 呼子ロッジ（佐賀県唐津市呼子町呼子1413番地）

『国民宿舎呼子ロッジ』は唐津市の施設として『唐津市国民宿舎呼子ロッジ条例』（条例そのものは『唐津市条例の廃止に関する条例』の施行により2005年（平成17年）2月13日を以って廃止されている。）に基づいて設置されたもの。旧呼子町営の施設として1968年（昭和43年）6月2日に築造された。1991年（平成3年）5月改築。唐津市による運営を経た後、2006年（平成18年）6月1日より指定管理者制度を導入したことに伴い、2012年（平成24年）4月1日から2015年（平成27年）3月31日までは『株式会社休暇村サービス』が、同年4月1日から2017年（平成29年）3月31日までは『株式会社三栄』がそれぞれ運営していた。現在は『有限会社清力旅館』が運営する宿泊施設『呼子 尾ノ上Ryokan』として営業を継続中ではあるが、『一般社団法人国民宿舎協会』『民営国民宿舎協議会』には入会していない。指定時の所在地表記は佐賀県東松浦郡呼子町大字呼子1413番地。
- 亜熱帯（長崎県長崎市脇岬町1839番地1）

『国民宿舎亜熱帯』は旧野母崎町の施設として設置されたもの。『財団法人野母崎町振興公社』（現名称『一般財団法人長崎市野母崎振興公社』。）の運営により1971年（昭和46年）10月に開業し、2001年（平成13年）3月に建物の老朽化と宿泊ニーズの変化に伴う集客減を理由に閉業した。建物は解体済み。跡地は空き地となっている。
- 壱岐島荘（長崎県壱岐市勝本町立石西触101番地）◎

『国民宿舎壱岐島荘』は壱岐市の施設として『壱岐市国民宿舎条例』に基づいて設置されたもの。条例上の施設名称は『壱岐市国民宿舎壱岐島荘』。旧勝本町営の施設として『勝本町国民宿舎の設置及び管理に関する条例』に基づいて1968年（昭和43年）4月に築造、1969年（昭和44年）3月1日に開業した。『勝本町開発公社』、壱岐市による運営を経た後、現在は『壱岐市開発公社|一般財団法人壱岐市開発公社』が指定管理者として運営。『一般社団法人国民宿舎協会』に入会中。
- 歌ヶ浦（長崎県佐世保市鹿町町下歌ヶ浦105番地1）

『国民宿舎歌ヶ浦』は民営の施設を国民宿舎として指定したもの。長崎県営の施設として1964年（昭和39年）9月1日に開業した。1991年（平成3年）改築。旧鹿町町による運営時には『鹿町休養センター』の一部として営業していたが、現在は閉業。建物は現存するものの、廃墟となっている。1990年（平成2年）8月に運営権を民間会社へ移譲。一時期、『西海振興株式会社』が運営していた。開業時の所在地表記は長崎県北松浦郡鹿町町下歌ヶ浦免105番地1。旧称『国民宿舎歌ヶ浦荘』。資料によっては『国民宿舎歌ガ浦荘』との表記あり。
- 上対馬荘（長崎県対馬市上対馬町西泊390番地）

『国民宿舎上対馬荘』は対馬市の施設として設置されたもの。旧上対馬町の施設として『財団法人上対馬振興公社』の運営により1980年（昭和55年）12月に開業した。1996年（平成8年）11月増改築。『財団法人対馬市振興公社』による運営を経た後、老朽化と累積赤字を理由に2010年（平成22年）4月に『株式会社グリーンネット』に無償譲渡された。現在は宿泊施設『朝陽上対馬の宿 花海荘』の名で営業を継続中ではあるが、『一般社団法人国民宿舎協会』『民営国民宿舎協議会』には入会していない。
- くじゃく荘（長崎県東彼杵郡川棚町小串郷字串ノ浦272番地）

『国民宿舎くじゃく荘』は川棚町の施設として『川棚町国民宿舎条例』『川棚町大崎保養・宿泊施設設置条例』に基づいて設置されたもの。『社団法人川棚町観光協会』（現名称『一般社団法人川棚町観光協会』。）の運営により1969年（昭和44年）10月に開業した。1973年（昭和48年）6月増改築。1998年（平成10年）2月改築、同年4月18日リニューアルオープン。現在は宿泊施設『公共の宿くじゃく荘』の名で営業を継続中ではあるが、『一般社団法人国民宿舎協会』『民営国民宿舎協議会』には入会していない。
- 九十九島荘（長崎県佐世保市鹿子前町1035）

『国民宿舎九十九島荘』は佐世保市営の施設として設置されたもの。1963年（昭和38年）4月1日に開業。2002年（平成14年）3月に閉業。建物は解体済み。跡地は空き地となっている。
- 国見山荘（長崎県佐世保市世知原町上野原320番地4）

『国民宿舎国見山荘』は旧世知原町営の施設として設置されたもの。1966年（昭和41年）4月に築造。1978年（昭和53年）1月増改築。現在は閉業。建物は解体済み。跡地には2004年（平成16年）4月に『世知原温泉株式会社』の運営する温泉宿泊施設『天空の宿 山暖簾』がオープンした。開業時の所在地表記は長崎県北松浦郡世知原町上野原免320番地4。
- しんうおのめ温泉荘（長崎県南松浦郡新上五島町小串郷1087番地）

『国民宿舎しんうおのめ温泉荘』は旧新魚目町の施設として設置されたもの。『財団法人新魚目町振興公社』の運営により1973年（昭和48年）7月に築造された。1983年（昭和58年）4月と1993年（平成5年）4月に増築。老朽化を理由に2010年（平成22年）6月に閉業した。閉業後、新上五島町による建て替えが行われ、公設民営型の宿泊施設『五島列島リゾートホテル マルゲリータ』の名で営業を再開した。
- 青雲荘（長崎県雲仙市小浜町雲仙500番地1）

『国民宿舎青雲荘』は『株式会社青雲荘』経営の施設を1960年（昭和35年）4月に国民宿舎として指定したもの。ユースホステルとの兼営時期あり。1959年（昭和34年）9月築造。1985年（昭和60年）改築。1999年（平成11年）6月にも改築し、7月にリニューアルオープン。現在は宿泊施設『雲仙温泉 青雲荘』の名で営業を継続中ではあるが、『一般社団法人国民宿舎協会』『民営国民宿舎協議会』には入会していない。旧称『雲仙ユースホステル』。
- 仙郷荘（長崎県雲仙市小浜町雲仙185番地）

『国民宿舎仙郷荘』は1957年（昭和32年）6月27日に開業した『雲仙観光事業株式会社』経営の施設を1959年（昭和34年）2月18日付で国民宿舎として指定したもの。1985年（昭和60年）閉業。旧称『雲仙観光Ｋ・Ｋ』『雲仙観光ＫＫ』『別所国民宿舎』『国民宿舎仙峡荘』。
- たびら荘（長崎県平戸市田平町野田免字ハエサキ210番地6）

『国民宿舎たびら荘』は平戸市の施設として設置されたもの。旧田平町の施設、『財団法人田平町振興公社』の運営により1973年（昭和48年）10月に築造、開業した。1989年（平成元年）5月増改築。1991年（平成3年）4月改築。2006年（平成18年）度より指定管理者制度を導入。国民宿舎としての営業は取り止め、宿泊施設『公共の宿プチホテルたびらんど』として営業を継続していたが、利用者の増加が見込めないことと施設の修繕に多額の費用が掛かること等から2008年（平成20年）3月31日を以って閉業し、施設は企業に売却された。2008年（平成20年）12月15日からは宿泊施設『サムソンホテル』として営業中。
- 対馬（長崎県対馬市美津島町鶏知甲41番地10）

『国民宿舎対馬』は旧美津島町営の施設として設置されたもの。1972年（昭和47年）9月に築造された。1997年（平成9年）に閉業。建物は解体済み。跡地には宿泊施設『対馬グランドホテル』が建てられている。
- つばき荘（長崎県松浦市福島町喜内瀬免655）

『国民宿舎つばき荘』は松浦市営の施設として設置されたもの。旧福島町営の施設として1969年（昭和44年）7月10日に開業。老朽化に伴う建て替えを前提に2009年（平成21年）3月31日に閉業。建て替え後となる2011年（平成23年）6月30日に宿泊施設『福島温泉 ほの香の宿 つばき荘』が再開業した。
- 七岳荘（長崎県五島市玉之浦町荒川894番地）

『国民宿舎七岳荘』は旧玉之浦町の施設として設置されたもの。1966年（昭和41年）7月1日に開業。現在は閉業。『玉之浦町振興公社』が運営していた。資料によっては『国民宿舎七ツ岳荘』との表記あり。開業時の所在地表記は長崎県南松浦郡玉之浦町荒川郷894番地。
- 南蛮館（長崎県平戸市川内町100）

『国民宿舎南蛮館』は民営の施設を国民宿舎として指定したもの。現在は閉業。宿泊施設『ホテル蘭風』（現名称『湯快リゾート 平戸千里ヶ浜温泉ホテル蘭風』。）を併設していた。旧称『国民宿舎蘭風別館』。
- 原城荘（長崎県南島原市南有馬町丁133）

『国民宿舎原城荘』は旧南有馬町営の施設として設置されたもの。1967年（昭和42年）に開業。現在は閉業。建物は解体済み。跡地には1999年（平成11年）7月1日に温泉保養宿泊施設『原城温泉真砂』がオープンした。
- 平戸オランダ館（長崎県平戸市戸石川町493）

『国民宿舎平戸オランダ館』は民営の施設を国民宿舎として指定したもの。現在は閉業。建物は解体済み。跡地には介護施設が建てられている。
- 望洋荘（長崎県雲仙市小浜町南本町10番地の21）

『国民宿舎望洋荘』は雲仙市営の施設として『雲仙市国民宿舎条例』に基づいて設置されたもの（千葉県鴨川市にあった同名国民宿舎とは別の施設。）。旧小浜町営の施設として1965年（昭和40年）10月に開業した。1993年（平成5年）改築。現在も『望洋荘』の名で営業を継続中ではあるが、『一般社団法人国民宿舎協会』『民営国民宿舎協議会』には入会していない。
- 御床島荘（長崎県西海市崎戸町本郷372）

『国民宿舎御床島荘』は旧崎戸町営の施設として設置されたもの。1972年（昭和47年）2月に開業した後、2003年（平成15年）7月1日に宿泊施設『ホテル咲き都』の名でリニューアルオーブンしたが、2017年（平成29年）3月31日を以って閉業した。2019年（令和元年）8月より宿泊施設『SUNSET RESORT SAKITO』の名で営業を継続中ではあるが、『一般社団法人国民宿舎協会』『民営国民宿舎協議会』には入会していない。
- ヤタロウ イン（長崎県長崎市風頭町2番1号）

『国民宿舎ヤタロウ イン』は『株式会社矢太樓』経営の施設を国民宿舎として指定したもの。1997年（平成9年）3月の改装を機に国民宿舎の指定外となった。現在は宿泊施設『矢太樓』の名で営業を継続中。指定開始時の所在地情報は長崎県長崎市伊良林町2丁目1。旧称『国民宿舎太郎の家』。
- 有隣荘（長崎県雲仙市小浜町雲仙320番地）

『国民宿舎有隣荘』は長崎県営の施設として設置されたもの。全国14番目の国民宿舎として1959年（昭和34年）11月20日に開業し、1963年（昭和38年）11月に増築した。1988年（昭和63年）閉業。建物は解体済み。
- 阿蘇（熊本県阿蘇市黒川1440-9）

『国民宿舎阿蘇』は民営の施設を国民宿舎として指定したもの（熊本県阿蘇市にあった同名国民宿舎とは別の施設。）。現在は閉業。建物は解体済み。指定時の所在地表記は熊本県阿蘇郡阿蘇町大字坊中1440-9。
- 阿蘇（熊本県阿蘇市黒川1442-5）

『国民宿舎阿蘇』は『坊中ホテル』の名で開業した民営の施設を改称して国民宿舎として指定したもの（熊本県阿蘇市にあった同名国民宿舎とは別の施設。）。1950年（昭和25年）10月築造。現在は閉業。建物は解体済み。指定時の所在地表記は熊本県阿蘇郡阿蘇町大字坊中1442-5。旧称『国民宿舎なかむら』。
- 天草シーサイドホテル（熊本県天草市亀場町亀川74-3）

『国民宿舎天草シーサイドホテル』は1971年（昭和46年）に開業した民営の施設を国民宿舎として1974年（昭和49年）に指定したもの。1967年（昭和42年）6月築造。2016年（平成28年）に『株式会社レッドハピネス』経営の宿泊施設『アマクササンタカミングホテル』としてリニューアルオーブンし、現在も営業を継続中ではあるが、『一般社団法人国民宿舎協会』『民営国民宿舎協議会』には入会していない。旧称『国民宿舎天草シーサイド』。
- あまくさ荘（熊本県天草市天草町下田北2246）

『国民宿舎あまくさ荘』は旧天草町営の施設として設置されたもの。1966年（昭和41年）4月25日に開業し、1987年（昭和62年）10月に増改築。天草市営となった後、2004年（平成16年）7月から運営を民間企業に委託したが、施設の老朽化と利用客の減少を理由に2007年（平成19年）11月30日に閉業した。宿泊業の継続を条件に民間会社への建物売却を図ったものの、不調に終わり、2010年（平成21年）に解体された。跡地は空き地となっている。
- 大阿蘇（熊本県阿蘇市一の宮町宮地字下澇崎5833番地）

『国民宿舎大阿蘇』は旧一の宮町営の施設として設置されたもの。1966年（昭和41年）10月8日開業。1980年（昭和55年）8月閉業。建物は解体済み。跡地には医療施設『大阿蘇病院』が建てられている。
- くまがわ荘（熊本県人吉市相良町4番地2）

『国民宿舎くまがわ荘』は人吉市営の施設として設置されたもの。1964年（昭和39年）4月1日に開業し、2017年（平成29年）3月31日に閉業した。現在、建物は2018年（平成30年）7月28日に開業した総合交流施設『人吉市まち・ひと・しごと総合交流館』に転用されている。2006年（平成18年）度より指定管理者制度を導入しており、閉業時の運営管理者は1999年（平成11年）4月から運営を受託中の『くま川下り株式会社』（現名称『球磨川下り株式会社』。）。開業時の所在地表記は熊本県人吉市相良町221番地。
- 水天荘（熊本県水俣市浜4063番地の1）

『国民宿舎水天荘』は水俣市営の施設として『水俣市国民宿舎等条例』に基づいて設置されたもの。1965年（昭和40年）11月築造。2000年（平成12年）3月を以って閉業。建物は現存するものの、廃墟となっている。閉業後の施設活用について水俣市が民間企業と交渉を進めたものの不調に終わっている。
- 通潤山荘（熊本県上益城郡山都町長原192番地1）

『国民宿舎通潤山荘』は山都町営の施設として『山都町国民宿舎条例』に基づいて設置されたもの。旧矢部町営の施設として『国民宿舎通潤荘』の名で1972年（昭和47年）9月に築造された。2000年（平成12年）3月を以って休業（この時点までは『山都町休養地協会』が運営。）した後、2002年（平成14年）4月21日に現施設名へと改称して改築オープン。2006年（平成18年）より指定管理者制度を導入。現在の指定管理者は2002年（平成14年）4月から運営を受託中の第三セクター『有限会社虹の通潤館』（旧名称『有限会社矢部町虹の通潤館』。）。新型コロナウイルスの感染拡大などで経営状況が厳しくなり、2023年（令和5年）3月25日の『有限会社虹の通潤館』事業停止と共に休業となった。2024年（令和6年）に決定された民営化に伴い、『株式会社エネルギープロダクト』が土地と建物を取得し、4月29日に営業を再開した。現在は『一般社団法人国民宿舎協会』『民営国民宿舎協議会』の何れにも入会していない。
- 松島苑（熊本県上天草市松島町合津6215-16）

『国民宿舎松島苑』は旧松島町営の施設として設置されたもの。1966年（昭和41年）10月に築造された。現在は閉業。建物は解体済み。跡地にはリゾート施設『リゾラテラス天草』がオーブンしている。
- 南阿蘇（熊本県阿蘇郡南阿蘇村大字河陽2441）

『国民宿舎南阿蘇』は旧長陽村営の施設として設置されたもの。1963年（昭和38年）2月（4月20日とする資料あり。）に開業し、2008年（平成20年）2月29日に閉業した。建物は解体済み。跡地は空き地となっている。旧称『長陽国民宿舎』。
- いよとみ荘（大分県由布市湯布院町川南848番地）

『国民宿舎いよとみ荘』は民営の施設『民宿いよとみ荘』を国民宿舎として指定したもの。現在は宿泊施設『由布院 いよとみ』として営業を継続中ではあるが、『一般社団法人国民宿舎協会』『民営国民宿舎協議会』には入会していない。
- 久住高原荘（大分県竹田市久住町大字久住字赤川4031番地）

『天然温泉の国民宿舎久住高原荘』は竹田市の施設を『「国民宿舎久住高原荘」の設置及び管理に関する条例』『竹田市国民宿舎久住高原荘条例』に基づいて国民宿舎として指定したもの。条例上の施設名称は『竹田市国民宿舎久住高原荘』。条例上の所在地表記は大分県竹田市久住町大字久住4031番地。旧久住町営の施設として1966年（昭和40年）11月に開業した。1989年（平成元年）6月増改築。建て替えをした後、1998年（平成10年）2月1日に改築オープン。同時に竹田市から『財団法人久住やすらぎ観光公社』（現名称『一般財団法人久住やすらぎ観光公社』。）へと運営権を移行した。新型コロナウイルスと水害の受難を理由とした経営不振により、2020年（令和2年）9月1日から休業した後、2021年（令和3年）4月10日より『ラフクリエイション株式会社』が指定管理者として運営する宿泊施設『天空の大地 久住高原ホテル』の名で再開業した。現在は『一般社団法人国民宿舎協会』『民営国民宿舎協議会』の何れにも入会していない。
- 九重西鉄ホテル（大分県玖珠郡九重町大字田野260番地の1）

『国民宿舎九重西鉄ホテル』は1961年（昭和36年）6月15日に開業した『九重観光開発株式会社』経営の施設を1962年（昭和37年）5月に国民宿舎として指定したもの。ホテルは1966年（昭和41年）5月に『西鉄グループ』入りし、11月に経営する『九重西鉄ホテル』に名称を変更、1979年（昭和54年）の全面リニューアル時に『九重高原荘西鉄』に名称を再変更、2002年（平成14年）7月に建て替えた際に『九重西鉄ホテル花山酔』へ名称を再々変更している。2014年（平成26年）11月25日限りで一旦営業を終了した後、『法華院温泉山荘』が施設を買い取り、2015年（平成27年）4月1日に『ほっけいん温泉別館 花山酔』の名でリニューアルオープンしているため、現在は『一般社団法人国民宿舎協会』『民営国民宿舎協議会』の何れにも入会していない。旧称『国民宿舎九重高原ホテル』。
- 九重ハイランドホテル（大分県玖珠郡九重町大字田野字上野255-15）

『国民宿舎九重ハイランドホテル』は『大分交通株式会社』経営の施設を1966年（昭和41年）7月1日付で国民宿舎として指定したもの。現在は閉業。国民宿舎としては閉業した後も宿泊施設として営業を継続していたが、宿泊者の減少や景気回復が見込めないこと等を理由にこちらも2008年（平成20年）9月に閉業した。建物は現存。
- コスモス荘（大分県玖珠郡九重町大字田野字西の小池228-1）

『大分県営国民宿舎コスモス荘』は大分県の施設として設置されたもの。大分県営の施設として1967年（昭和42年）12月に開業した。1984年（昭和59年）4月増改築。『財団法人大分県観光サービス公社』による運営を経た後、2006年（平成18年）4月1日から閉業時までは『株式会社おおいた観光サービス』が指定管理者として運営していた。2009年（平成21年）3月31日に閉業した後、公募により施設は同社に売却された。跡地には宿泊施設『オーベルジュ コスモス』が2011年（平成23年）3月よりオーブンしている。
- しだか（大分県別府市大字別府字志高4380-1）

『国民宿舎しだか』は別府市営の施設として設置されたもの。1969年（昭和44年）11月に築造、開業。施設の老朽化と経営不振を理由に運営していた『財団法人別府市綜合振興センター』（現名称『一般財団法人別府市綜合振興センター』。）が国民宿舎の運営廃止を決議し、1999年（平成11年）3月31日に閉業した。建物は解体済み。跡地は空き地となっている。
- 水光園山荘（大分県日田市天瀬町湯山字湯坂）

『国民宿舎水光園山荘』は民営の施設を1966年（昭和41年）7月1日付で国民宿舎として指定したもの。現在は閉業。
- 大正館（大分県由布市湯布院町湯平798番地）

『国民宿舎大正館』は民営の施設を国民宿舎として指定したもの。1983年（昭和58年）改築。現在は宿泊施設『宿潦 ばん屋』として営業を継続中ではあるが、『一般社団法人国民宿舎協会』『民営国民宿舎協議会』には入会していない。
- 直入荘（大分県竹田市直入町大字長湯3045番地）

『国民宿舎直入荘』は竹田市営の施設として設置されたもの。旧直入町営の施設として1976年（昭和51年）4月1日に開業した。2014年（平成26年）7月1日より休業。建物は2016年（平成28年）3月に解体済み。跡地には温泉利用型療養施設が建てられている。
- 東屋旅館（大分県由布市湯布院町湯平791番地）

『国民宿舎東屋旅館』は民営の施設を国民宿舎として指定したもの。2013年（平成25年）4月からは宿泊施設『癒しの宿 鷹勝』として営業を継続中ではあるが、『一般社団法人国民宿舎協会』『民営国民宿舎協議会』には入会していない。
- 由布山荘（大分県由布市湯布院町川上2927-1）

『国民宿舎由布山荘』は旧湯布院町営の施設として設置されたもの。1963年（昭和38年）11月1日に開業し、1987年（昭和62年）3月と1990年（平成2年）1月に増改築。2005年（平成17年）4月1日より指定管理者制度が導入され、『一般社団法人由布院温泉観光協会』が運営を担った。同年2月の休館、同年7月の再オープンを経た後、2009年（平成21年）3月に閉業した。建物は由布市の予算にて解体済み。跡地は空き地となっている。
- 湯山高原（大分県別府市大字野田字サッショウ原1249番地）

『湯山高原国民宿舎』は民営の施設を国民宿舎として指定したもの。通称所在地名は大分県別府市湯山1組。『湯山高原荘』の名でも営業していたが、2006年（平成18年）に廃業。オーナーを替えて2006年（平成18年）11月からは入浴施設『奥みょうばん山荘』として営業を継続中。
- 青井岳荘（宮崎県都城市山之口町大字山之口2132番地）

『国民宿舎青井岳荘』は旧山之口町営の施設として設置されたもの。1971年（昭和46年）4月築造。1989年（平成元年）10月と2003年（平成15年）に改築。国民宿舎としては閉業した後は『山之口町総合交流活性化センター』、旧山之口町が都城市と合併した後は『山之口総合交流活性化センター』の名称にて営業を継続。2023年（令和5年）4月1日からは『ヤマブルー株式会社』に施設が譲渡され、名称を『青井岳温泉』に改めた。現在も宿泊施設兼温泉施設として営業を継続中。
- 青島（宮崎県宮崎市青島2丁目12番36号）

『国民宿舎青島』『青島国民宿舎』は宮崎県営の施設として設置されたもの。1972年（昭和47年）7月に築造された。『財団法人宮崎県公園協会』（現名称『一般財団法人みやざき公園協会』。）による運営を経て、2000年（平成12年）に閉業。建物は解体済み。跡地は『青島参道南広場』となっている。開業時の所在地表記は宮崎県宮崎市大字折生迫6755-4。
- 石崎浜荘（宮崎県宮崎市佐土原町下那珂7番地）

『国民宿舎石崎浜荘』は旧佐土原町の施設として設置されたもの。旧佐土原町営の施設として1975年（昭和50年）2月に開業した。1991年（平成3年）12月増改築。2011年（平成23年）3月閉業。一時期、『財団法人佐土原町温泉協会』が指定管理者として運営していた。建物は解体済み。跡地には健康増進施設『宮崎市石崎の杜歓鯨館』が2011年（平成23年）4月29日に開業した。
- えびの温泉ホテル（宮崎県えびの市大字末永）

『国民宿舎えびの温泉ホテル』は民営の施設『えびの温泉ホテル』を1959年（昭和34年）2月に国民宿舎として指定したもの。1953年（昭和28年）4月に宮崎県営の宿泊施設として開業した。『財団法人宮崎県えびの高原国民宿舎協会』（1965年（昭和40年）9月に『財団法人宮崎県公園協会』へ改称。現名称『一般財団法人みやざき公園協会』。）による運営を経た後、現在は閉業（一部資料にて隣接地に開業した『国民宿舎えびの高原荘』（現名称『国民宿舎えびの高原ホテル』。）と合体したとの記載が残されている。）。
- えびの高原ホテル（宮崎県えびの市大字末永1489番地）

『国民宿舎えびの高原ホテル』は宮崎県の施設として『公の施設に関する条例』に基づいて設置されたもの。条例上の施設名称は『県営国民宿舎えびの高原荘』。宮崎県営の施設として1962年（昭和37年）9月（10月23日とする資料あり。）に開業。1996年（平成8年）4月15日に改築、リニューアルオープン。新型コロナウィルス感染症拡大の影響等により2020年（令和2年）5月1日から2021年（令和3年）3月31日までは休業した後、2021年（令和3年）4月1日からの営業再開を機に『国民宿舎 ホテル ピコ ラナイ えびの高原』へと再々改称した。2005年（平成17年）3月31日までは『財団法人宮崎県公園協会』（現名称『一般財団法人みやざき公園協会』。）が、指定管理者制度を導入したことに伴い、2006年（平成18年）4月1日から2011年（平成23年）3月31日までは『ハイランドリゾートグループ』が（名称も2006年（平成18年）4月1日より『国民宿舎えびの高原温泉ホテル』へと改称。）、2011年（平成23年）4月1日から2021年（令和3年）3月31日までは『宮交ショップアンドレストラン株式会社』が（名称も2011年（平成23年）4月1日より『国民宿舎えびの高原荘』へと再改称。）、2021年（令和3年）4月1日から2024年（令和6年）3月31日までは『株式会社レジャークリエイトホールディングス』が、2024年（令和6年）4月1日からは『小林まちづくり株式会社』（名称も『国民宿舎えびの高原ホテル』へと再々々改称。）が運営。加入していた『一般社団法人国民宿舎協会』からは2024年（令和6年）5月9日付で退会している。
- 白鳥温泉ホテル（宮崎県えびの市大字末永3459番地）

『国民宿舎白鳥温泉ホテル』は民営の施設を1959年（昭和34年）2月18日付で国民宿舎として指定したもの。1953年（昭和28年）8月に旧飯野町営の宿泊施設として開業した。現在は閉業。旧称『国民宿舎白鳥温泉宿泊所』『国民宿舎白鳥ホテル』。
- 都井岬（宮崎県串間市大字大納字御崎42番地ロ）◎

『都井岬国民宿舎』は民営の施設を1959年（昭和34年）2月18日付で国民宿舎として指定したもの。1975年（昭和50年）1月改築。現在も『民営国民宿舎協議会』に入会中。旧称『国民宿舎清水旅館』。
- ホテル高千穂（宮崎県西臼杵郡高千穂町大字三田井字御塩井1037番地の4）◎

『国民宿舎ホテル高千穂』は宮崎県の施設として『公の施設に関する条例』に基づいて設置されたもの。条例上の施設名称は『県営国民宿舎高千穂荘』。1965年（昭和40年）10月開業。1999年（平成11年）7月改築。宮崎県、『財団法人宮崎県公園協会』（現名称『一般財団法人みやざき公園協会』。）による運営を経た後、2006年（平成18年）4月より指定管理者制度を導入したことに伴い、2006年（平成18年）4月1日から2016年（平成28年）3月31日までは『神楽酒造株式会社』が、2016年（平成28年）4月1日から2021年（令和3年）3月31日までは『宮交ショップアンドレストラン株式会社』が、2021年（令和3年）4月1日からは『株式会社ケイメイ』が運営。新型コロナウィルス感染症拡大の影響等により2020年（令和2年）5月1日から2021年（令和3年）3月31日までは休業。『一般社団法人国民宿舎協会』入会中。旧称『国民宿舎高千穂荘』。
- やたけ荘（宮崎県えびの市大字向江487番地）

『国民宿舎やたけ荘』は『有限会社松坂商事』経営の施設を国民宿舎として指定したもの。旧えびの町の施設として1967年（昭和42年）8月に築造。えびの市営を経て経営不振により1981年（昭和56年）より休業。1983年（昭和58年）10月までは陸上自衛隊の官舎として使用された後、再び休業。土地と建物を所有するえびの市が『有限会社松坂商事』との間で賃貸契約を結び、1985年（昭和60年）8月に増築、11月より再開業したものの、契約切れを理由に1999年（平成11年）3月31日を以って閉業した。建物は解体済み。跡地は駐車場となっている。
- りんどう荘（宮崎県えびの市大字末永字白鳥1495番地）

『国民宿舎りんどう荘』は『宮崎交通株式会社』経営の施設を1966年（昭和41年）7月1日付で国民宿舎として指定したもの。1959年（昭和34年）3月築造。『宮崎交通株式会社』のバスターミナルを兼ねていた。『株式会社えびの高原ホテル』による経営を経た後、現在は閉業。跡地には商業施設が建てられた。
- あくね（鹿児島県阿久根市波留6120-10）

『国民宿舎あくね』は阿久根市営の施設として設置されたもの。1974年（昭和49年）6月に開業し、1991年（平成3年）5月の増改築を経た後、2001年（平成13年）4月1日から施設の賃貸借契約を結んだ『株式会社西洋フードシステムズ九州』（現名称『西洋フード・コンパスグループ株式会社』。）に運営に移行し、名称を『阿久根温泉 グランビューあくね』に変更した。老朽化対応と耐震補強が必要となったことから2015年（平成27年）7月に一定期間後の建替えを条件に施設を無償譲渡として公募したが、条件に合った民間事業者を決めることができず、2016年（平成28年）4月1日より休業した。建物は解体済み。跡地は空き地となっている。
- 奄美あやまる荘（鹿児島県奄美市笠利町大字須野字アヤマル622番地）

『国民宿舎奄美あやまる荘』は旧笠利町営の施設として設置されたもの。1968年（昭和43年）12月21日に開業した。1985年（昭和60年）12月と1989年（平成元年）増改築。利用客減による累積赤字と施設の老朽化を理由として2005年（平成17年）10月に閉業した。建物は解体済み。跡地は暫く空き地となっていたが、現在は観光案内施設『あやまる岬観光案内所』が建てられている。旧称『国民宿舎あやまる荘』。
- おきえらぶフローラルホテル（鹿児島県大島郡知名町大字知名字アダン川520番地）

『国民宿舎おきえらぶフローラルホテル』は知名町営の施設として『知名町国民宿舎条例』に基づいて設置されたもの。1967年（昭和42年）6月に『国民宿舎えらぶ荘』の名で開業。1996年（平成8年）3月に改築、4月1日より現名に改称し再開業。2006年（平成18年）より指定管理者制度を導入。現在の指定管理者は1996年（平成8年）4月から運営を受託中の『株式会社おきえらぶフローラルホテル』（旧名称『財団法人知名町振興開発公社』。2012年（平成24年）4月に現名へと改称。）。現在も宿泊施設『おきえらぶフローラルホテル』の名で営業を継続中ではあるが、『一般社団法人国民宿舎協会』『民営国民宿舎協議会』には入会していない。
- 海中公園センターヨロン（鹿児島県大島郡与論町大字立長678番地）

『国民宿舎海中公園センターヨロン』は与論町営の施設として設置されたもの。1973年（昭和48年）に開業。現在は閉業。建物は解体済み。跡地は空き地となっている。指定時の所在地表記は鹿児島県大島郡与論町大字茶花。旧称『国民宿舎ヨロン島シーサイドホテル』。
- 海中公園センター竜宮（鹿児島県大島郡瀬戸内町大字清水）

『国民宿舎海中公園センター竜宮』は瀬戸内町営の施設として設置されたもの。1972年（昭和47年）に開業。現在は閉業。建物は解体済み。旧称『国民宿舎竜宮』。
- 海底公園センター汐路（鹿児島県大島郡徳之島町亀徳字大兼久又2699）

『国民宿舎海底公園センター汐路』は徳之島町営の施設として設置されたもの。1974年（昭和49年）11月築造。現在は閉業。建物は解体済み。旧称『国民宿舎汐路』。
- かいもん荘（鹿児島県指宿市開聞川尻5390）

『国民宿舎かいもん荘』は旧開聞町営の施設として設置されたもの。全国34番目の国民宿舎として1961年（昭和36年）10月17日に開業。1978年（昭和53年）4月に増改築した後、老朽化等を理由に2007年（平成19年）6月30日に休業した。建物は解体済み。跡地は更地となっているが、『岩崎産業株式会社』が土地を取得し、ホテル建設を計画しているとの報道が2018年（平成30年）6月に出ている。
- 霧島山荘（鹿児島県霧島市霧島田口2458番地）

『国民宿舎霧島山荘』は旧霧島町の施設を1959年（昭和34年）2月18日付で国民宿舎として指定したもの。指定時は『国立公園霧島観光協賛会』が、1961年（昭和36年）6月1日から『南九州観光株式会社』が経営。ユースホステルとの兼営時期あり。現在は閉業し、観光施設『霧島民芸村』として営業を継続中。現在、建物『霧島民芸村（展示販売棟，旧遙拝殿及び工房棟）』は鹿児島県指定の有形指定文化財となっている。旧称『国民宿舎霧島研修館』。
- きりしま山脈ホテル（鹿児島県霧島市牧園町高千穂3878番地）

『国民宿舎きりしま山脈ホテル』は民営の施設を1961年（昭和36年）4月1日付で国民宿舎として指定したもの。現在は閉業。建物は解体済み。旧称『国民宿舎神泉館』『国民宿舎霧島神泉館』。
- 霧島新燃荘（鹿児島県霧島市牧園町高千穂3968番地）◎

『国民宿舎霧島新燃荘』は民営の施設を国民宿舎として指定したもの。1973年（昭和48年）7月築造。現在も『民営国民宿舎協議会』に入会中。
- 霧島ニューグランドホテル（鹿児島県霧島市牧園町高千穂3911番地）

『国民宿舎霧島ニューグランドホテル』は民営の施設を1959年（昭和34年）2月18日付で国民宿舎として指定したもの。旧館を改築して転用していた。現在は閉業。旧称『国民宿舎風景館』『国民宿舎霧島風景館』。
- こしきしま荘（鹿児島県薩摩川内市里町里280番地）

『国民宿舎こしきじま荘』は旧里村営の施設として設置されたもの。1973年（昭和48年）10月3日に築造された。複合施設『甑島館』（現名称『HOTEL Areaone Koshiki Island』。）の開業に伴い、1996年（平成8年）5月20日閉業。建物は解体済み。跡地は更地となっている。
- コスモピア内之浦（鹿児島県肝属郡肝付町南方2660）◎

『国民宿舎コスモピア内之浦』は肝付町の施設として『肝付町国民宿舎の設置及び管理に関する条例』に基づいて設置されたもの。旧内之浦町営の施設として1976年（昭和51年）7月に『国民宿舎銀河荘』の名で築造された。1990年（平成2年）12月増改築。1998年（平成10年）4月の改築リニューアルを機に現施設名へと改称し、施設の運営権も肝付町から2000年（平成12年）3月31日までは『財団法人国民休暇村協会』に、同年4月1日から2005年（平成17年）3月31日までは『一般財団法人休暇村協会』に委譲された。その後は指定管理者として同年4月1日より2008年（平成20年）3月31日までは『株式会社休暇村サービス』が、同年4月1日から2011年（平成23年）3月31日までは『ケービー食品株式会社』が、同年4月1日から2019年（令和元年）5月31日までは肝付町商工会、同年6月1日以降は『鹿児島ディベロップメント株式会社』が再び指定管理者として担当していた。利用者数の減少、施設の老朽化、不安定な運営体制を理由に2022年（令和4年）9月中旬より現在まで休業している。『一般社団法人国民宿舎協会』に入会中。
- 佐多岬ふれあいセンター（鹿児島県肝属郡南大隅町佐多馬篭字大泊582番地8）

『国民宿舎佐多岬ふれあいセンター』は旧佐多町営の施設として設置されたもの。1964年（昭和39年）12月開業。1982年（昭和57年）10月増改築。1998年（平成10年）11月の改築オープン後は宿泊施設『ふれあいセンターホテル佐多岬』として営業を継続したものの、指定管理を受けていた『南大隅町開発株式会社』が2023年（令和5年）3月31日に業務を終了したことに伴い、同日付で閉業した。建物は現存。開業時の所在地表記は鹿児島県肝属郡佐多町大字馬篭字大泊582番地8。旧称『国民宿舎佐多岬荘』。
- さつま荘（鹿児島県薩摩郡さつま町湯田1510-1）

『国民宿舎さつま荘』は旧宮之城町の施設として設置されたもの。1963年（昭和38年）1月5日に開業。1972年（昭和42年）7月7日に発生した川内川の氾濫により建物が消失し、休業となった。現在は閉業。
- シーサイドガーデンさのさ（鹿児島県いちき串木野市長崎町101）

『国民宿舎シーサイドガーデンさのさ』はいちき串木野市の施設として設置されたもの。旧串木野市営の施設として1972年（昭和47年）8月に築造された。1989年（平成元年）12月に増改築。2018年（平成30年）4月1日より宿泊施設『ホテルアクシアくしきの』の名で営業を継続中ではあるが、『一般社団法人国民宿舎協会』『民営国民宿舎協議会』には入会していない。2011年（平成23年）4月1日からは『フレンド宇都株式会社』が指定管理者として運営していた。旧称『国民宿舎さのさ荘』『国民宿舎串木野さのさ』『国民宿舎串木野さのさ荘』。
- つまべに荘（鹿児島県熊毛郡中種子町坂井5542番地）

『国民宿舎つまべに荘』は中種子町営の施設として設置されたもの。1964年（昭和39年）11月3日に開業し、1984年（昭和59年）3月31日に閉業、同年4月1日に廃止された。建物は解体済み。跡地には温泉施設『中種子町温泉保養センター』が建てられている。
- 南州館（鹿児島県姶良郡湧水町木場6357）

『国民宿舎南州館』は民営の施設を1959年（昭和34年）2月18日付で国民宿舎として指定したもの。現在も宿泊施設『栗野岳温泉 南洲館』の名で営業を継続しているものの、2021年（令和3年）12月より休業中。『一般社団法人国民宿舎協会』『民営国民宿舎協議会』には入会していない。
- 林田温泉（鹿児島県霧島市牧園町高千穂3958番地）

『国民宿舎林田温泉』は『林田産業交通株式会社』経営の施設を1959年（昭和34年）2月18日付で国民宿舎として指定したもの。現在は閉業。閉業後も『ホテル林田温泉』『霧島いわさきホテル』の名で営業を継続していたが、2007年（平成19年）11月7日より休業中。一部の建物は解体済み。
- 吹上砂丘荘（鹿児島県日置市吹上町今田1004番地3）

『国民宿舎吹上砂丘荘』は日置市営の施設として『日置市国民宿舎条例』に基づいて設置されたもの。旧吹上町営の施設として1970年（昭和45年）12月に開館した。1985年（昭和60年）12月増改築。従業員確保の難しさや老朽化を理由に日置市が維持を断念し、2025年（令和7年）3月1日より休業し、同月31日に閉館した。条例自体も同年4月1日に廃止されている。建物は『フレンド宇都株式会社』に譲渡された。開業時の所在地表記は鹿児島県日置郡吹上町大字中原字潟国有林71林班。
- 吹上浜荘（鹿児島県いちき串木野市湊町一丁目101番地）

『国民宿舎吹上浜荘』はいちき串木野市の施設として『いちき串木野市国民宿舎条例』に基づいて設置されたもの。旧市来町営の施設として1965年（昭和40年）12月に開業した。2013年（平成25年）4月1日からは『フレンド宇都株式会社』が指定管理者として運営していた。2019年（平成31年）3月30日より休業し、隣接する『市来ふれあい温泉センター』と共に施設は『有限会社コロン』に譲渡された。建物は解体済み。跡地にはグランピング施設『Fukiagehama Field Hotel』が建てられ、2020年（令和2年）9月18日にオープンしている。開業時の所在地表記は鹿児島県日置郡市来町湊町3126番地。
- 蓬泉館（鹿児島県霧島市霧島田口2442番地）

『国民宿舎蓬泉館』は民営の施設を1959年（昭和34年）2月18日付で国民宿舎として指定したもの。ユースホステルとの兼営時期あり。国民宿舎閉業後も宿泊施設『旅館蓬泉館』として営業を継続していたが、こちらも現在は閉業した。建物は現存するものの、廃墟となっている。
- ホテル静流荘（鹿児島県霧島市牧園町高千穂3806番地）

『国民宿舎ホテル静流荘』は民営の施設を国民宿舎として指定したもの。現在も宿泊施設『霧島もみじ谷 静流荘』として営業を継続中ではあるが、『一般社団法人国民宿舎協会』『民営国民宿舎協議会』には入会していない。旧称『国民宿舎静流荘』。
- ホテル長島（鹿児島県出水郡長島町指江1553番地）

『国民宿舎ホテル長島』は長島町営の施設として設置されたもの。1972年（昭和47年）10月31日に開業。1981年（昭和56年）9月増築、1995年（平成7年）4月改築。『有限会社観光プランニング』が施設を賃貸し、運営する宿泊施設『癒しの宿 サンセット長島』の名で再開業したものの、施設の老朽化を理由に2013年（平成25年）9月に閉業した。建物は解体済み。跡地は空き地及び公園の一部となっている。
- ホテル屋久島温泉（鹿児島県熊毛郡屋久島町尾之間136-2）

『国民宿舎ホテル屋久島温泉』は旧屋久町の施設として設置されたもの。1971年（昭和46年）11月に築造、12月7日に開業、1990年（平成2年）7月に増改築した後、2002年（平成14年）3月31日に閉業した。建物は解体済み。跡地には宿泊施設『JRホテル屋久島』が建てられ、2005年（平成17年）10月1日に開業している。旧称『国民宿舎屋久島温泉』。
- ボルベリアダグリ（鹿児島県志布志市志布志町夏井203番地）

『国民宿舎ボルベリアダグリ』は志布志市の施設として『志布志市ダグリ公園の公園施設条例』『志布志市ダグリ公園の公園施設管理条例』に基づいて設置されたもの。旧志布志町営の施設として1964年（昭和39年）3月1日に開業した。1985年（昭和60年）4月増改築。2000年（平成12年）4月改築。『財団法人志布志町観光開発公社』による運営を経た後、2015年（平成27年）3月31日までは『株式会社休暇村サービス』が、2015年（平成27年）4月1日からは『宮交ショップアンドレストラン株式会社』が、2018年（平成30年）4月1日からは『株式会社グリーンホスピタリティーマネジメント』がそれぞれ指定管理者として運営。現在も宿泊施設『ボルベリアダグリ』として営業を継続中ではあるが、『一般社団法人国民宿舎協会』『民営国民宿舎協議会』には入会していない。旧称『国民宿舎ダグリ荘』。
- 松原荘（鹿児島県大島郡天城町大字松原50）

『徳之島国民宿舎松原荘』は民営の施設を国民宿舎として指定したもの。現在は閉業。
- 丸尾ホテル別館（鹿児島県霧島市牧園町高千穂3929番地）

『国民宿舎丸尾ホテル別館』は『有限会社丸尾旅館』（現社名『霧島公園観光有限会社』。）経営の施設を1961年（昭和36年）4月1日付で国民宿舎として指定したもの。1968年（昭和43年）12月に『霧島プリンスホテル』に名称を変えて場所を移転した後、1998年（平成10年）に『旅行人山荘』と再度名称を変えて営業を継続中ではあるが、『一般社団法人国民宿舎協会』『民営国民宿舎協議会』には入会していない。旧称『国民宿舎丸尾旅館』『国民宿舎丸尾旅館別館』。
- 三笠館（鹿児島県鹿児島市東千石町5番12号）

『国民宿舎三笠館』は『有限会社三笠館』経営の施設を国民宿舎として指定したもの。国民宿舎閉業後も宿泊施設『ホテル三笠館』として営業を継続していたが、こちらも現在は閉業した。建物は解体済み。跡地はビルとなっている。
- みやま荘（鹿児島県霧島市霧島田口2608番地ホ）

『国民宿舎みやま荘』は民営の施設を国民宿舎として指定したもの（福島県西白河郡西郷村にある同名国民宿舎とは別の施設。）。全国24番目の国民宿舎として、また旧霧島町営の施設として1959年（昭和34年）1月築造、11月（12月16日とする資料もあり。）に開業。1993年（平成5年）8月改築。1998年（平成10年）に『有限会社みやま荘』が運営を引き継いだが、客離れに伴う不振により2014年（平成26年）8月3日に閉業した。2017年（平成29年）4月に経営者を変えて再開業したが、新燃岳噴火の影響による立ち入り制限区域に建物が掛かったため、2017年（平成29年）10月16日より休業となった。旧称『国民宿舎霧島みやま荘』。
- やくしま荘（鹿児島県熊毛郡屋久島町宮之浦1208番地9）

『国民宿舎やくしま荘』は旧上屋久町営の施設として設置されたもの。1965年（昭和40年）4月14日に開業し、1988年（昭和63年）8月31日に閉業した。建物は解体済み。跡地には宿泊施設『THE HOTEL YAKUSHIMA OCEAN ＆ FOREST』が建てられている。
- 溶岩ロッジ（鹿児島県鹿児島市桜島横山町178番地）

『民営国民宿舎溶岩ロッジ』は『有限会社溶岩ロッジ』経営の施設を国民宿舎として指定したもの。1970年（昭和45年）築造。現在は閉業。建物は現存するものの、廃墟となっている。旧称『国民宿舎熔岩ロッジ』。
- レインボー桜島（鹿児島県鹿児島市桜島横山町1722番地16）◎

『国民宿舎レインボー桜島』は鹿児島市営の施設として『鹿児島市国民宿舎レインボー桜島条例』に基づいて設置されたもの。条例上の施設名称は『鹿児島市国民宿舎レインボー桜島』。旧西桜島村営の施設として『国民宿舎さくらじま荘』の名で1962年（昭和37年）11月26日（27日とする資料あり。）に開業した。1981年（昭和56年）12月と2000年（平成12年）に改築。旧桜島町による運営を経た後、2006年（平成18年）より指定管理者制度を導入したことに伴い、同年4月1日から現在までは『一般財団法人休暇村協会』『株式会社休暇村サービス』が運営している。『一般社団法人国民宿舎協会』に入会中。
- 名護浦荘（沖縄県名護市字喜瀬1732）

『国民宿舎名護浦荘』は『財団法人沖縄県観光開発公社』（現名称『一般財団法人沖縄観光コンベンションビューロー』。）運営の施設を『沖縄県立国民宿舎の設置及び管理に関する条例』に基づいて国民宿舎として指定したもの。沖縄県営の施設として1975年（昭和50年）4月に開業し、1999年（平成11年）3月31日に閉業した。条例自体も1998年（平成10年）12月制定の『沖縄県立国民宿舎の設置及び管理に関する条例を廃止する条例』により廃止されている。